# Istanbul
Istanbul (in turco İstanbul, pronuncia [isˈtanbuɫ]), precedentemente Costantinopoli (in latino Cōnstantīnopolis, in greco antico: Κωνσταντῑνούπολις?, Kōnstantīnoúpolis; in turco ottomano قسطنطينيه , Kostantîniyye) e ancor prima Bisanzio (in greco antico: Βυζάντιον?, Byzántion, in latino Byzantium), anche Istambul (forma italianizzata, ma rara), è la città più popolosa della Turchia e capoluogo della provincia omonima, oltre ad essere il principale centro industriale, finanziario e culturale dello Stato.
Con una popolazione di oltre 15 000 000 di abitanti, Istanbul (considerando però anche i quartieri asiatici) è il centro municipale più popoloso d'Europa (settimo nel mondo) davanti a Mosca e Londra. È una megalopoli situata nel nord-ovest del paese, la quale si estende lungo lo stretto del Bosforo, alla cui estremità meridionale si situa il porto naturale del Corno d'Oro, e lungo la sponda settentrionale del Mar di Marmara. La città, divisa dal Bosforo, si estende sia in Europa (Tracia) sia in Asia (Anatolia), risultando l'unica metropoli al mondo appartenente a due continenti. Istanbul è considerata una città globale.
Durante la sua storia fu la capitale:
- dell'Impero romano (330-395), come Constantinopolis;
- dell'Impero bizantino (395-1204 e 1261-1453), come Κωνσταντινούπολις (Kōnstantinúpolis) dal 610;
- dell'Impero latino (1204-1261), come Constantinopolis;
- dell'Impero ottomano (1453-1922), come قسطنطينيه (Kostantîniyye).

Conosciuta anche con l'appellativo di "seconda Roma" o "Nuova Roma", è stata fino alla conquista ottomana nel 1453 una tra le più grandi città della cristianità, divenendo in seguito per quasi cinquecento anni la capitale di uno dei più grandi imperi della storia e crocevia di culture. Quando è stata proclamata la Repubblica di Turchia, il 29 ottobre 1923, Istanbul fu considerata ormai troppo vulnerabile, potendo finire sotto tiro delle marine militari che avevano dimostrato di poter violare gli accordi stretti durante la Prima guerra mondiale, e così Ankara, che in precedenza aveva servito come quartier generale del movimento cittadino turco durante la guerra d'indipendenza turca, è stata scelta come capitale del nuovo Stato turco. L'attuale nome della città venne ufficializzato dal Governo il 28 marzo 1930.
Sin dal 1985 le aree storiche di Istanbul fanno parte della lista UNESCO dei patrimoni dell'umanità.. Nel 2024, la metropoli eurasiatica è stata la seconda città al mondo più visitata da turisti stranieri (circa 23 milioni), mentre nel 2010 è stata una delle capitali europee della cultura.

## Geografia fisica

### Territorio
L'attuale area urbana si estende su entrambe le sponde del Bosforo, lo stretto che divide l'Europa dall'Asia e unisce il Mar Nero al Mar di Marmara, e sul Mar di Marmara stesso. Il "Corno d'Oro" (in Turco 'Halic') è il nome del porto naturale nella parte europea e all'imbocco del Bosforo su cui si affaccia il centro storico.
La città si trova ai margini della faglia sismica dell'Anatolia settentrionale, che corre nel Mar di Marmara. Recenti studi, prendendo in esame una serie di terremoti iniziatasi nel 1939 e proseguita nei successivi decenni, ritengono probabile che un evento sismico di notevoli proporzioni possa colpire Istanbul in un prossimo futuro.
La città è servita dal nuovo Aeroporto di Istanbul (nella parte europea) e dall'Aeroporto Internazionale di Istanbul-Sabiha Gökçen (nella parte asiatica). 

### Clima
Il clima di Istanbul può essere definito mediterraneo di transizione, dato che presenta inverni abbastanza freddi, ma per il resto ha caratteristiche mediterranee: le stagioni più piovose sono l'autunno e l'inverno, e l'estate è calda e soleggiata.(media annuale +14,3 °C).
L'inverno è freddo e umido ed è caratterizzato da un'alternanza fra periodi miti e piovosi (quando soffiano i venti umidi e tiepidi dal Mar Mediterraneo) e periodi invece più rigidi e nevosi (con minime anche di -8 °C) quando soffiano i venti dal Polo nord o dall'Est. In gennaio e in febbraio le temperature medie possono variare tra i +3 °C e i +8 °C. Durante l'inverno cadono mediamente 60 cm di neve sulla zona dell'aeroporto, anche se le temperature medie non sono particolarmente basse, grazie ai temporali nevosi generati dal passaggio dell'aria polare o artica sul Mar Nero. Occasionalmente le nevicate possono essere anche abbondanti.
L'estate è calda e molto umida ed è caratterizzata da precipitazioni minori rispetto agli altri periodi, ma sempre significative. In luglio e in agosto le temperature medie possono variare tra i +18 °C e i +28 °C.
La primavera e l'autunno sono miti e confortevoli e sono caratterizzate da un'alternanza di giornate piovose e soleggiate.
La città riceve circa 844 mm di precipitazioni con un massimo d'inverno e un minimo d'estate. Ci sono molti giorni piovosi in autunno, in inverno e in primavera. In inverno sono comuni le gelate e non è raro assistere ad abbondanti nevicate.
In un anno a Istanbul, mediamente, ci sono cinque giorni in cui la temperatura è superiore ai 32 °C, e ventuno giorni in cui la temperatura è inferiore a 0 °C.
La più alta temperatura registrata a Istanbul è stata di 40,5 °C, mentre la più bassa è stata di -16,1 °C.
L'umidità relativa è costantemente elevata e l'umidità media annuale è del 72%. Le temperature invernali ed estive raramente sono estreme, ma l'elevata umidità relativa le fa percepire in modo molto più severo.
Caratteristica importante del clima di Istanbul è la presenza del vento. I più famosi sono il Poyraz (vento fresco da nord-est) e il Lodos (vento caldo da sud-ovest).
| Istanbul              | Mesi  | Mesi  | Mesi | Mesi | Mesi | Mesi | Mesi | Mesi | Mesi | Mesi | Mesi | Mesi | Stagioni | Stagioni | Stagioni | Stagioni | Anno  |
| Istanbul              | Gen   | Feb   | Mar  | Apr  | Mag  | Giu  | Lug  | Ago  | Set  | Ott  | Nov  | Dic  | Inv      | Pri      | Est      | Aut      | Anno  |
| --------------------- | ----- | ----- | ---- | ---- | ---- | ---- | ---- | ---- | ---- | ---- | ---- | ---- | -------- | -------- | -------- | -------- | ----- |
| T. max. media (°C)    | 8,7   | 9,1   | 11,2 | 16,5 | 21,4 | 26,0 | 28,4 | 28,5 | 25,0 | 20,1 | 15,2 | 9,7  | 9,2      | 16,4     | 27,6     | 20,1     | 18,3  |
| T. media (°C)         | 5,8   | 5,9   | 7,6  | 12,1 | 16,7 | 21,0 | 23,4 | 23,6 | 20,2 | 16,0 | 11,9 | 8,2  | 6,6      | 12,1     | 22,7     | 16,0     | 14,4  |
| T. min. media (°C)    | 2,9   | 2,8   | 3,9  | 7,7  | 12,0 | 16,0 | 18,5 | 18,7 | 15,2 | 12,0 | 8,5  | 5,3  | 3,7      | 7,9      | 17,7     | 11,9     | 10,3  |
| T. max. assoluta (°C) | 18,3  | 24,0  | 26,2 | 32,9 | 33,0 | 40,2 | 40,5 | 38,8 | 33,6 | 34,2 | 27,2 | 21,2 | 24,0     | 33,0     | 40,5     | 34,2     | 40,5  |
| T. min. assoluta (°C) | −10,4 | −16,1 | −7,0 | −0,6 | 3,6  | 8,0  | 10,5 | 8,2  | 5,2  | 1,0  | −4,0 | −9,4 | −16,1    | −7,0     | 8,0      | −4,0     | −16,1 |
| Precipitazioni (mm)   | 102   | 80    | 70   | 46   | 36   | 34   | 38   | 48   | 61   | 101  | 110  | 124  | 306      | 152      | 120      | 272      | 850   |
| Giorni di neve        | 6     | 6     | 3    | 0    | 0    | 0    | 0    | 0    | 0    | 0    | 0    | 4    | 16       | 3        | 0        | 0        | 19    |

## Origini del nome
Il nome İstanbul venne dato alla città ufficialmente solo nel 1930. I diversi nomi che ha avuto Istanbul riflettono il succedersi delle civiltà che ne hanno segnato la storia nel corso dei secoli. Fondata dai coloni greci di Megara, nel 667 a.C., viene chiamata originariamente Βυζάντιον (Byzántion) in onore del loro re Byzas. Divenne Byzantium in latino e successivamente Bisanzio in italiano.
Il nome greco di Κωνσταντινούπολις (Konstantinoupolis), da cui il latino Constantinopolis e l'italiano Costantinopoli, significa "Città di Costantino". Tale nome le fu dato in onore dell'imperatore romano Costantino I quando la città divenne capitale dell'Impero romano, l'11 maggio 330. Costantino la ribattezzò Nova Roma, ma questa denominazione non entrò mai nell'uso comune, sebbene ancora oggi la denominazione ufficiale secondo la Chiesa ortodossa e il Patriarcato ecumenico sia "Costantinopoli Nuova Roma". Costantinopoli divenne successivamente la capitale dell'Impero bizantino fino a quando, nel 1453, venne espugnata dai turchi ottomani.
La forma "Costantinopoli" è attestata in uso ufficiale sotto l'imperatore Teodosio II (408-450); restò il nome ufficiale principale della città per tutto il periodo bizantino e anche il nome più comune utilizzato in Occidente fino al XX secolo. Fu utilizzato (compresa la sua variante Kostantiniyye) anche dall'Impero ottomano, fino all'avvento della Repubblica di Turchia.
Il nome İstanbul potrebbe derivare dalla frase greca medievale "εἰς τὴν Πόλιν" (da leggersi con la pronuncia "istinˈpolin"), oppure da quella in dialetto ionico "εἰς τὰν Πόλιν" (pron. "istamˈbolin"), che significa "verso la Città" o "nella Città". In questo modo i Greci si riferivano alla "Città delle Città", come Costantinopoli era conosciuta durante l'era bizantina e anche in seguito.
Potrebbe altresì trattarsi di una semplice corruzione del greco [Kon]stan[tinou]pol[is] dove "pol" è diventato "bul". La riluttanza araba, persiana e turca a pronunciare una parola iniziante con due consonanti potrebbe aver indotto a premetter loro una alif (che può essere letta a volte "A", altre "I" e altre ancora "U") e ciò potrebbe spiegare il motivo di quella "I" per l'antica Costantinopoli turchizzata. Il nome Stamboul o Stambul denominava in passato la penisola storica, cioè la città all'interno delle mura.
Kostantiniyye (Arabo: القسطنطينية, al-Qusṭanṭiniyah; Turco Ottomano: قسطنطينيه, Kostantiniyye) è il nome con cui la città divenne nota nel mondo islamico. Si tratta di un calco arabo di "Costantinopoli", con la desinenza araba -ye ('posto di') al posto della desinenza greca -polis. Dopo la conquista ottomana del 1453, venne utilizzato come nome ufficiale formale in turco ottomano e restò in uso per la maggior parte del tempo fino alla caduta dell'Impero ottomano nel 1923. Tuttavia, durante alcuni periodi le autorità ottomane favorirono altri nomi.
La città fu chiamata, nel corso dei secoli, con svariati altri nomi: Nèa Ròmē o "Nuova Roma" come si è detto, Polis o "La città" (per eccellenza, come già Roma), Rūmiyya al-Kubrā ("la maggior Roma" in arabo), Qustantiniyya ("Costantinopoli" in arabo), e in turco İslambol ("Centro dell'Islam"), perché fu sede, dal 1527 al 1924, del Califfato ottomano, Pây-i taht ("Il piede del trono" in persiano), Mikligardur ("Città grande" dei mercenari Variaghi, che parlavano l'antico germanico norreno), Car(i) grad (cioè "Città degli imperatori", in generale nelle lingue slave), Gostandnubolis (in armeno).
Nomi diversi da استانبول (Istanbul) erano diventati obsoleti in lingua turca durante la fine dell'era ottomana e il primo periodo della repubblica. Tuttavia, la variante "Costantinopoli" era ancora usata quando si scriveva il nome della città in caratteri latini. Nel 1928 l'alfabeto turco adottò i caratteri latini al posto della scrittura araba. Dopo di che, la Turchia cominciò a spingere gli altri Paesi a utilizzare nomi turchi per le città turche, invece di altre traslitterazioni per la scrittura latina che erano state in uso in epoca ottomana. Lettere e pacchi inviati a "Costantinopoli" invece di "Istanbul" non furono più recapitati dalle poste turche, il che contribuì all'adozione definitiva a livello mondiale del nuovo nome.

## Storia

### La Bisanzio greco-romana

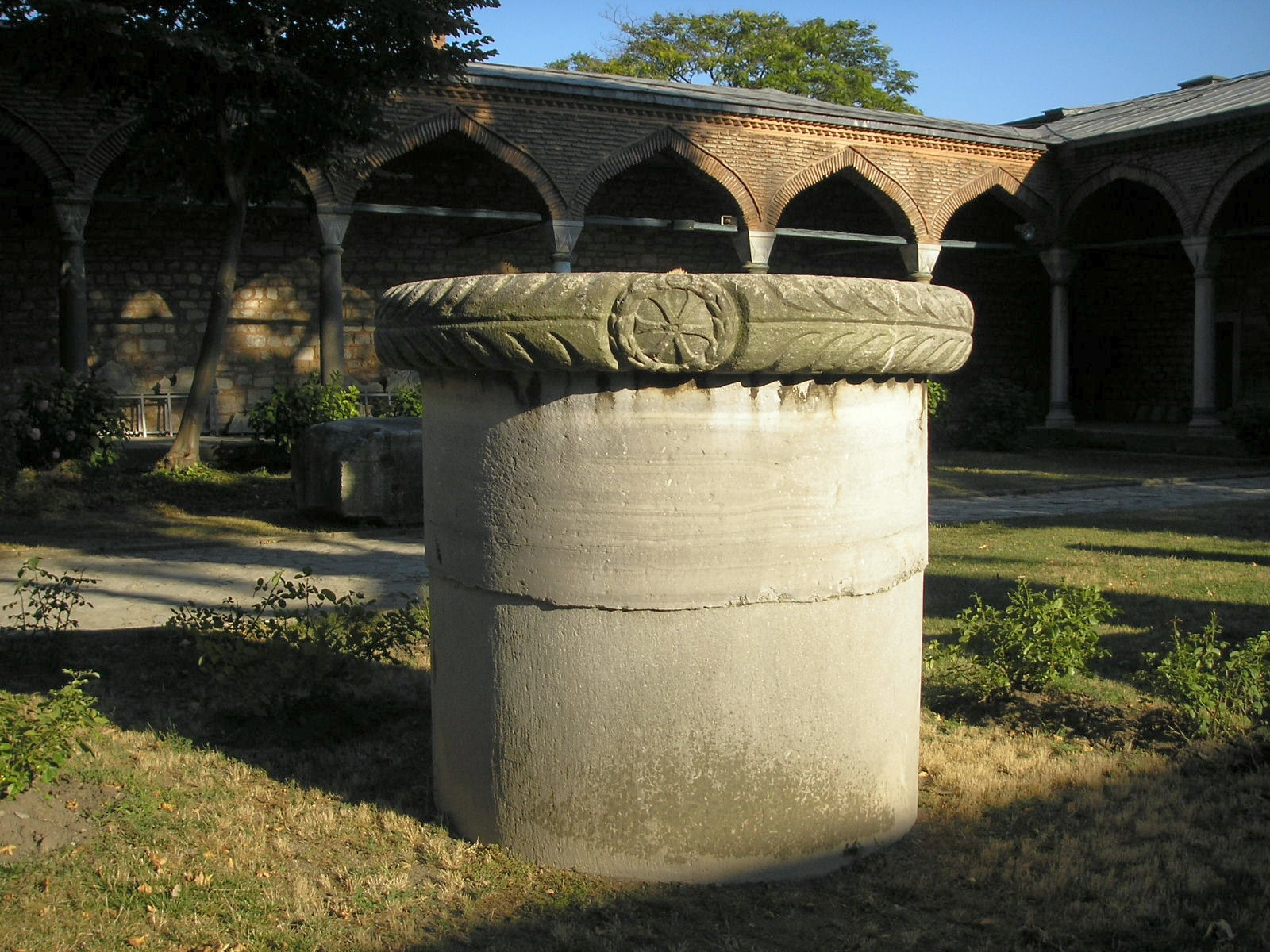
Resti di una colonna bizantina trovata nell'acropoli di Bisanzio, che si trova oggi all'interno del complesso del Palazzo di Topkapı.

La fondazione di Bisanzio, da parte dei coloni greci di Megara, risale al 667 a.C. Grazie alla posizione di controllo sul Bosforo, la città si sviluppò in breve tempo tanto da diventare oggetto di contesa durante le guerre del Peloponneso.
Possesso indiretto del Regno di Pergamo, la città venne ceduta dal re Attalo III nel suo testamento alla Repubblica Romana.
Dopo essersi schierata con Pescennio Nigro contro il vittorioso Settimio Severo, la città fu assediata e largamente distrutta fra il 193 e il 195. Nel 196 Bisanzio fu ricostruita dallo stesso Settimio Severo, divenuto Imperatore, riottenendo rapidamente la sua precedente prosperità.

### La Costantinopoli romano-bizantina

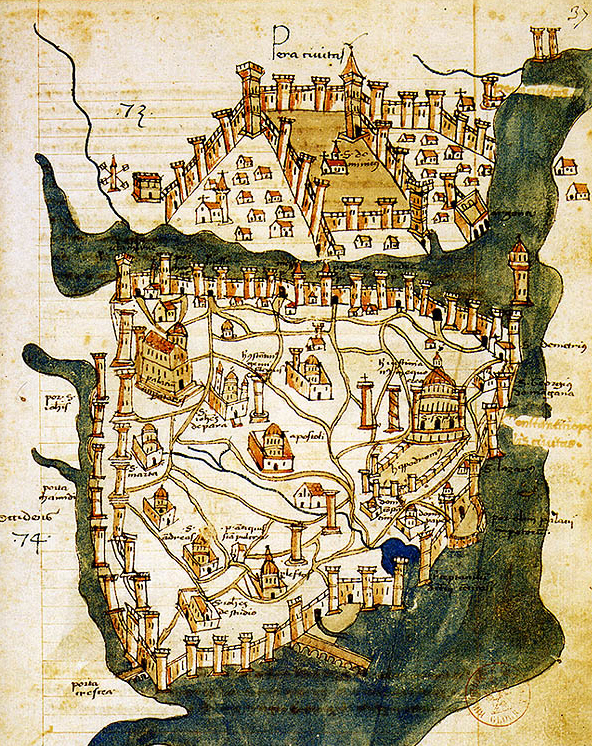
Creata nel 1422 da Cristoforo Buondelmonti, questa è la più antica mappa sopravvissuta di Costantinopoli e l'unica che precede la conquista ottomana.

La posizione strategica di Bisanzio attrasse anche l'imperatore Costantino I che, l'11 maggio 330, la rifondò come "Nova Roma", anche se la città prese presto il nome di Costantinopoli. Il modello a cui l'imperatore si ispirò fu Roma: venne quindi eretto un enorme palazzo imperiale, un Foro, un ippodromo, il quale fu testimone nel corso dei secoli di sommosse e assemblee popolari, e un numero impressionante di palazzi e chiese. La città continuò a crescere anche dopo Costantino, e dopo un secolo furono erette da Teodosio II nuove mura che quasi raddoppiarono la superficie della città.
Dopo la caduta dell'Impero romano d'Occidente, la posizione strategica di Costantinopoli, posta al crocevia fra Mar Mediterraneo e Mar Nero e fra Europa e Asia fece della città un centro commerciale, culturale e politico di rilievo mondiale. Costantinopoli controllò per lungo tempo il commercio lungo la via della seta e fra il Mediterraneo e la Russia.
A Costantinopoli nasce ciò che è considerato il fondamento del diritto romano, il Corpus iuris civilis, voluto da Giustiniano I tra il 528 e il 565.

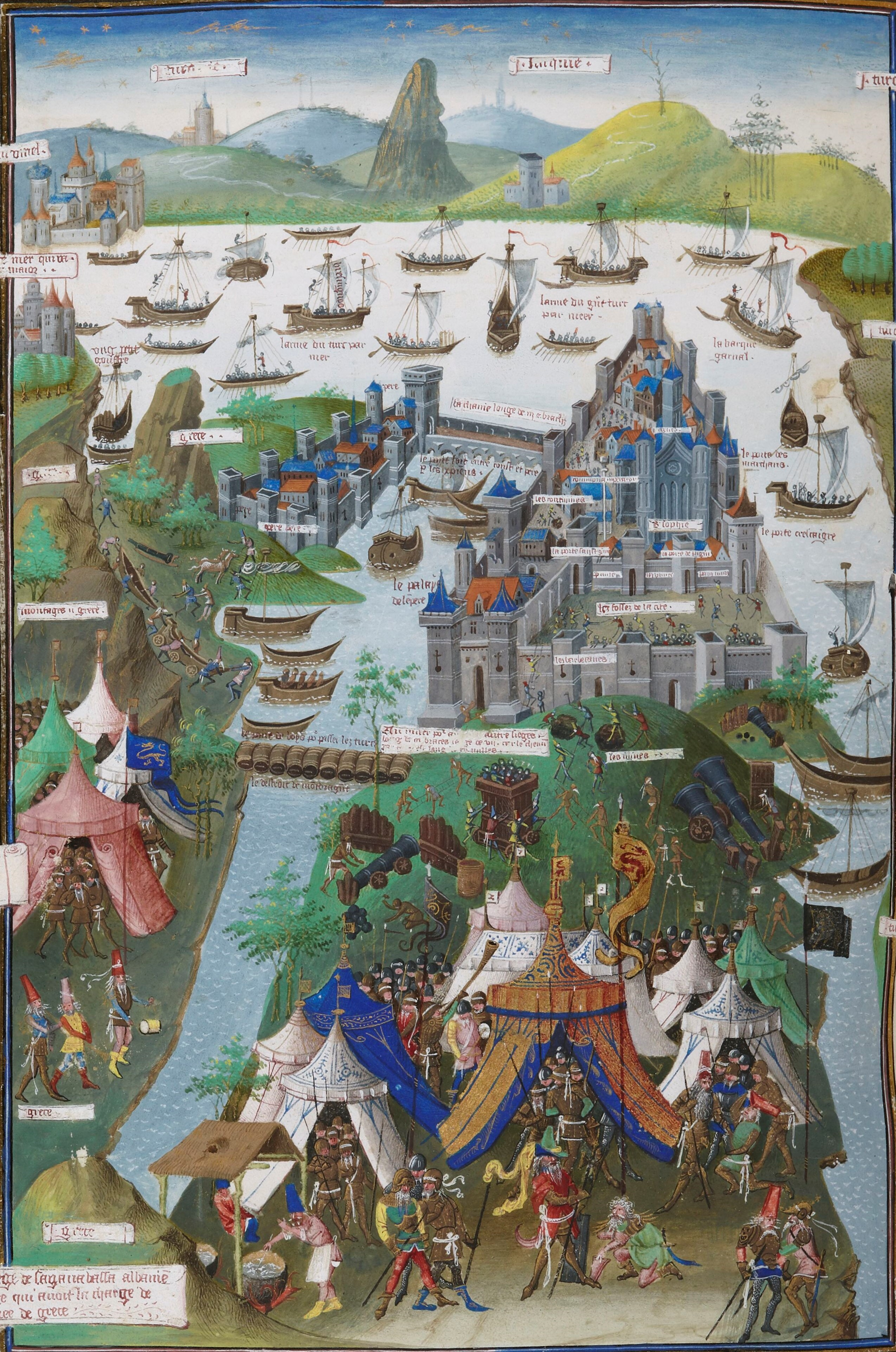
L'assedio finale del 1453 in una miniatura francese del XV secolo.

Durante il Medioevo, Costantinopoli fu la più grande e ricca città d'Europa: si pensa che nel X secolo potesse avere fino a un milione di abitanti. La maggior basilica costantiniana, Hagia Sophia (Divina Sapienza), monumento di estrema rilevanza architettonica dedicato al Logos, da sempre centro religioso della città, divenne il centro della cristianità greco-ortodossa. Nonostante le aspre lotte interne per il potere e la scarsa autorità individuale dell'imperatore, l'oligarchia bizantina mantenne una stabile struttura politica durante i quasi mille anni dell'impero.
Dotata di un notevole impianto di fortificazioni, la città rimase inespugnata fino al 1204, quando venne saccheggiata dagli eserciti della quarta crociata che instaurarono per poco più di mezzo secolo "l'impero latino". Per Costantinopoli fu l'inizio del suo declino. Dopo la riconquista greca nel 1261, la città, spopolata e centro di uno Stato ormai di scarsa importanza, conobbe tuttavia una grande rinascita artistica e culturale. Circondata dal potente impero turco ottomano, il 29 maggio 1453 Costantinopoli venne infine espugnata dal Sultano Maometto II, detto a causa di ciò il Conquistatore (Fatih), che ne fece la capitale dell'Impero ottomano. La caduta di Costantinopoli, e quindi la fine dell'Impero bizantino, è indicata talvolta come l'evento che convenzionalmente chiude il Medioevo e comincia l'evo moderno.

### L'Istanbul ottomana e turca

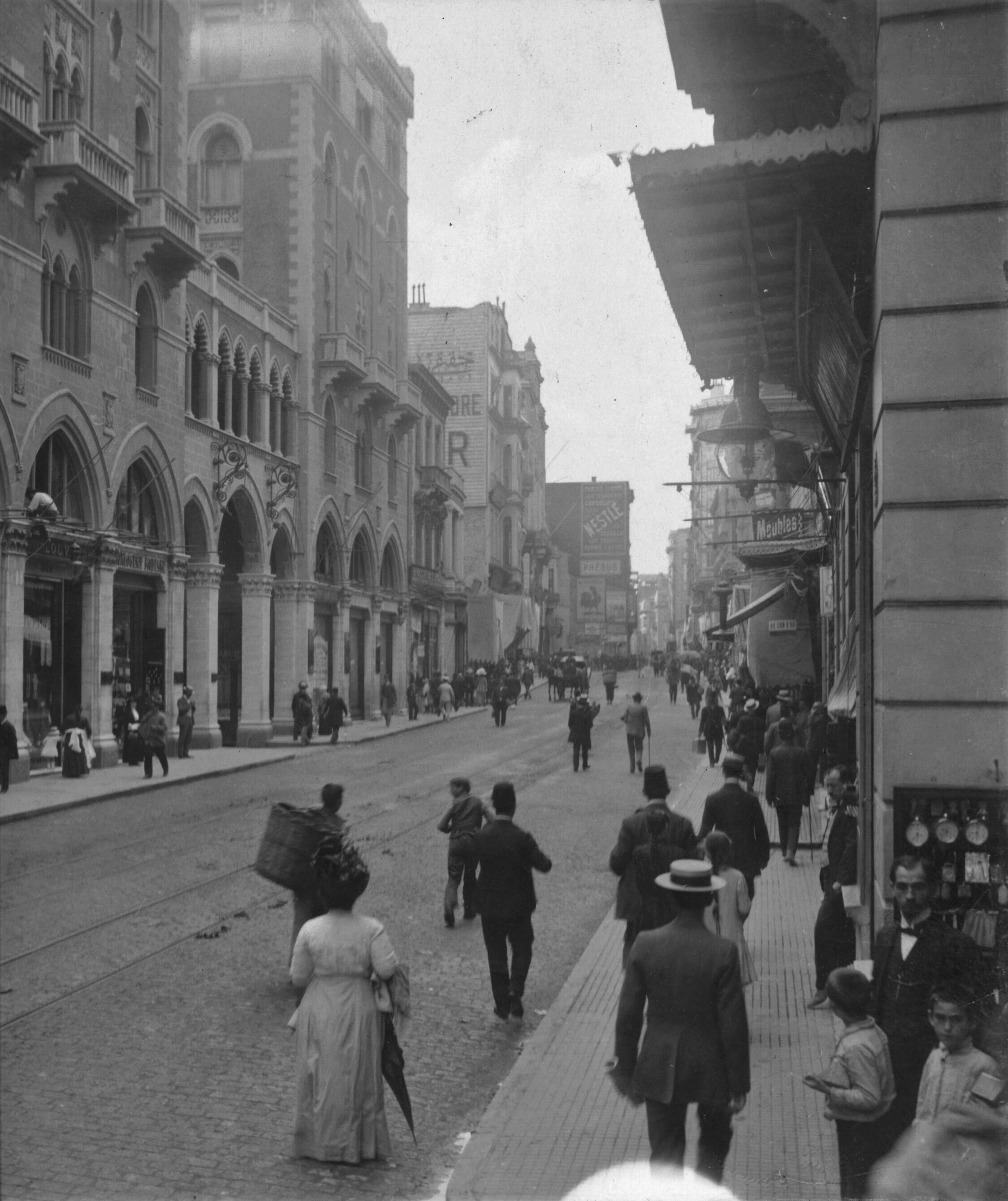
Grande Rue de Péra (1912) nel distretto di Pera sulla sponda nord del Corno d'Oro. L'ingresso della Basilica di Sant'Antonio di Padova è a sinistra. Si nota una pubblicità della Nestlé affissa sul palazzo in fondo.

Sotto i sultani ottomani, Costantinopoli ritrovò un nuovo periodo di splendore, diventando sede de facto del califfato nel 1517, ma mantenendo la sede del Patriarcato greco-ortodosso (nonostante la forzata conversione della Basilica di Santa Sofia in moschea) e in generale il carattere cosmopolita che la caratterizzò nei secoli precedenti. Subito dopo la conquista, e sino all'inizio del XVII secolo, vennero costruite le grandi moschee imperiali: quella del conquistatore, di Selim I, di Beyazit, di Solimano (Suleymaniye, la più grande moschea di Istanbul), di Ahmet (Sultanahmet), e la moschea nuova. Queste erano parte di complessi (kulliye) comprendenti ospedali, cucine per i poveri (imaret) e scuole coraniche (madrase). Questi complessi erano amministrati da fondazioni religiose (vakif) le quali ricavavano il denaro necessario al loro funzionamento da rendite fondiarie e immobiliari. Parallelamente, la città venne dotata di strutture per il commercio, come il Gran Bazaar e il Bazar Egiziano, e tornò a essere il crocevia dei traffici fra Europa e Asia.

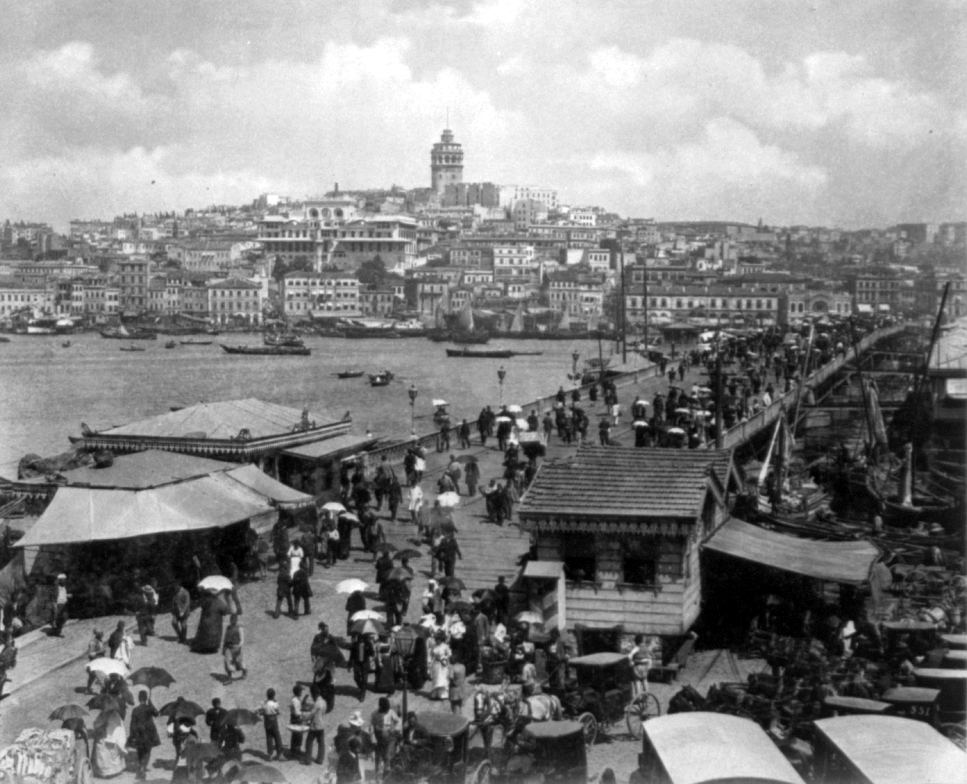
Ponte di Galata alla fine del XIX secolo.

L'impero ottomano, sconfitto durante la prima guerra mondiale, finì ufficialmente il 1º novembre 1922. Quando nel 1923 fu fondata la Repubblica di Turchia, la capitale venne spostata da Costantinopoli ad Ankara. L'attuale nome di Istanbul fu adottato nel 1930. In un primo tempo trascurata in favore della nuova capitale, Istanbul passò attraverso un periodo di grande trasformazione negli anni '50 e '60. Prima degli anni sessanta, in particolare, il governo di Adnan Menderes perseguì lo sviluppo economico del paese attraverso la costruzione di nuove strade e industrie. Anche nel centro storico, moderne pavimentazioni stradali rimpiazzarono l'acciottolato e una larga parte dei vecchi quartieri venne demolita.
Dagli anni settanta, la popolazione di Istanbul sta subendo una rapida crescita in seguito alla forte immigrazione dall'Anatolia. Nuovi quartieri (molto spesso abusivi, i cosiddetti "gecekondu") e zone industriali sono sorti alla periferia della città e molti dei villaggi limitrofi sono stati incorporati nella grande area metropolitana.
Istanbul è tuttora sede del Patriarcato ecumenico di Costantinopoli, una delle antiche sedi apostoliche.

### Anni recenti

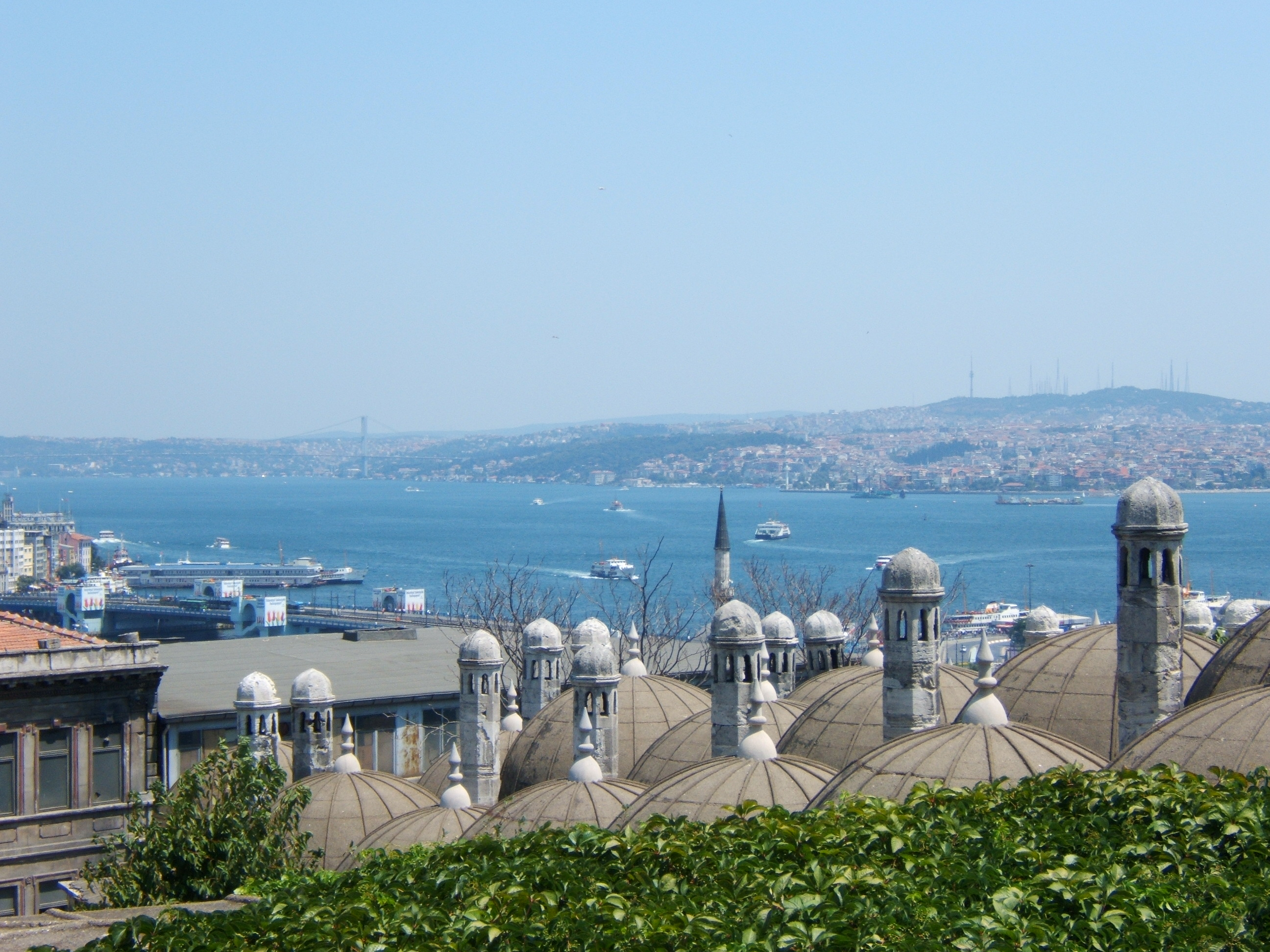
Veduta del Bosforo.

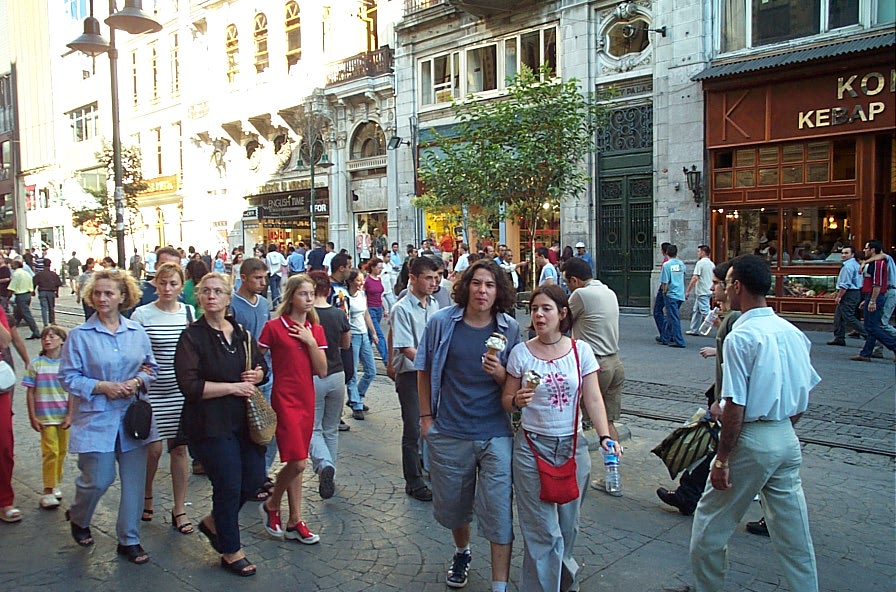
İstiklal Caddesi nel 1999.

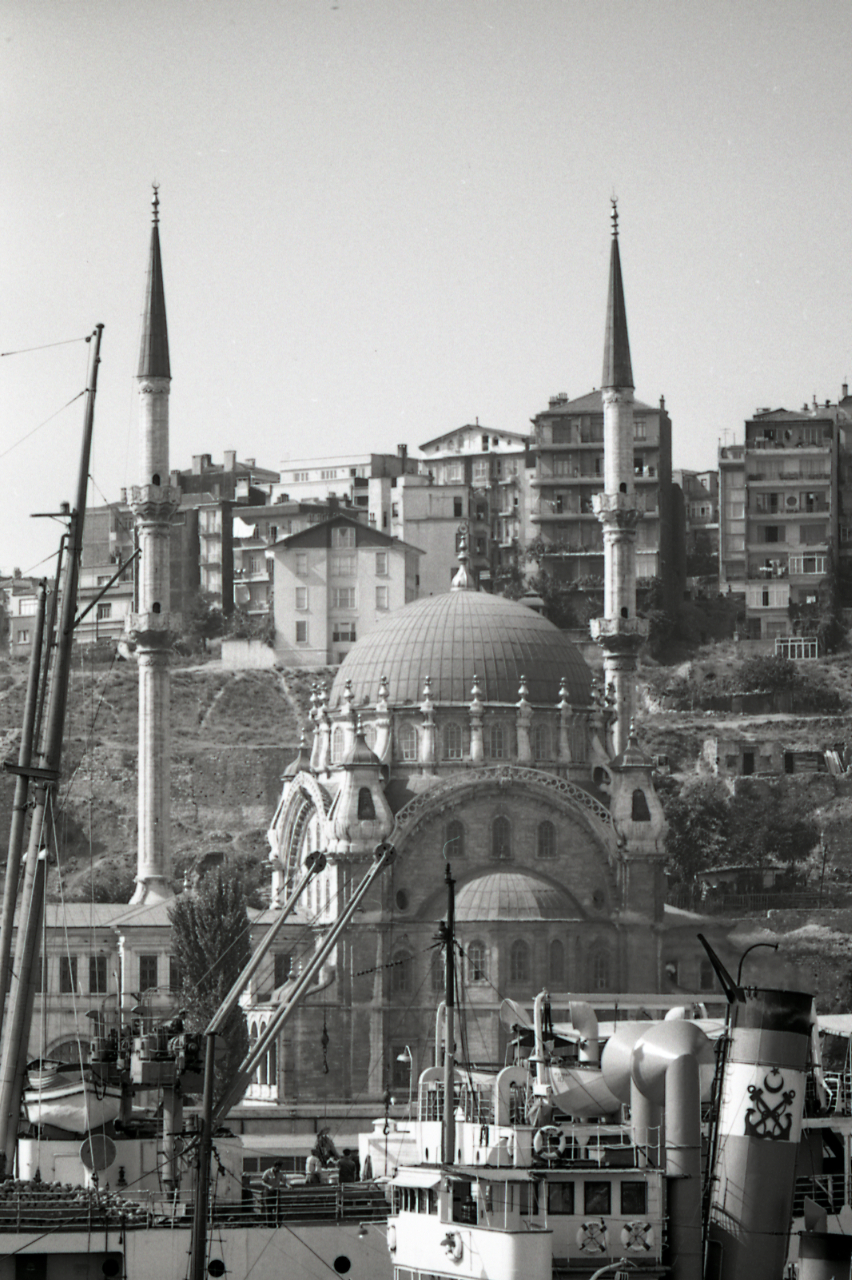
La moschea di Nusretiye fotografata da Paolo Monti nel 1962.

In anni recenti la città è stata oggetto di diversi attacchi terroristici, come il massacro di piazza Taksim avvenuto nel 1977, e gli attacchi del 1999, del 2003 e del 2008, per un totale di più di 120 vittime e 1.000 feriti.
Nell'estate del 2008 si è verificata inoltre una sparatoria fuori dal consolato degli Stati Uniti d'America, con il rapimento di tre turisti tedeschi.
Nel giugno 2010 un attentato contro un minibus ha portato alla morte di quattro persone; potrebbe essersi trattato di una rappresaglia in seguito agli scontri fra esercito e Pkk che nel solo giugno hanno portato alla morte di 18 militari.
Un nuovo attentato compiuto da un kamikaze in piazza Taksim porta, nell'ottobre 2010, alla morte del kamikaze e al ferimento di 15 agenti di polizia e 17 civili.
Il governo del presidente Erdoğan ha ultimato, proposto o sta portando avanti una serie di grandi opere (Tunnel ferroviario sotto il Bosforo, terzo ponte sul Bosforo, terzo aeroporto, diverse linee di metropolitana, canale navigabile per decongestionare il Bosforo) le quali, se da una parte costituiscono un potente stimolo per l'economia, dall'altra stanno alterando irreparabilmente l'immagine della città, sfregiata al tempo stesso da una speculazione edilizia ormai senza freni.
Conseguenza di ciò sono stati fra l'altro i violenti scontri avvenuti nel giugno 2013 a piazza Taksim e a Beşiktaş tra studenti, intellettuali, e cittadini da una parte e la polizia dall'altra in difesa del parco di Gezi (e dei suoi 600 alberi) che il governo cittadino vuole distruggere per ricostruire antiche caserme ottomane che dovranno ospitare un centro commerciale e una moschea.
Quella che doveva essere una semplice protesta ha provocato manifestazioni in tutta la Turchia, approfittando del malcontento generale causato da varie misure attuate dal governo di Ankara.
Il 28 giugno 2016, all'aeroporto Atatürk, due attentatori suicidi affiliati all'ISIS, si sono fatti saltare in aria dopo aver aperto il fuoco sui passeggeri nel terminal voli internazionali. La polizia avrebbe sparato per neutralizzare i sospetti a un varco d'ingresso. Tutti i voli sono stati cancellati. Nell'attacco sono morte 41 persone, mentre 239 sono state ferite.
Nella notte di capodanno fra il 2016 e il 2017 alle ore 1:40 locali, un uomo armato di Kalašnikov ha aperto il fuoco dentro il night club 'Reina', nel quartiere Beşiktaş, nella zona europea della città. Si sono contati 39 morti (la maggior parte stranieri) e una cinquantina di feriti.

## Monumenti e luoghi d'interesse
Istanbul è principalmente conosciuta per la sua architettura bizantina e ottomana, ma i suoi edifici riflettono i vari popoli e imperi che l'hanno governata. Strutture genovesi e romane rimangono visibili in città, a fianco dei più frequenti edifici relativi al periodo ottomano. Allo stesso modo, mentre Hagia Sophia e le moschee imperiali dominano gran parte del panorama cittadino, si possono trovare anche una serie di storiche chiese e sinagoghe.
Nessun edificio preromano è sopravvissuto a Istanbul. Esempi di architettura romana pre-bizantina sono risultati più durevoli. In piazza Sultanahmet, sul luogo dell'Ippodromo di Costantinopoli (realizzato sul modello del Circo Massimo di Roma), è ancora visibile l'obelisco di Teodosio. Nella parte occidentale del quartiere Fatih rimane l'Acquedotto di Valente, costruito alla fine del IV secolo, pur 50 metri più breve che in passato. Allo stesso modo, le mura di Costantinopoli, erette in gran parte da Teodosio II, sono ancora in gran parte visibili. Infine, la Colonna di Costantino, eretta nel 330 d.C. al centro dell'omonimo foro per celebrare la nuova capitale romana, è ancora in loco, fra l'Ippodromo e il Gran Bazar.

### Chiese ed ex chiese

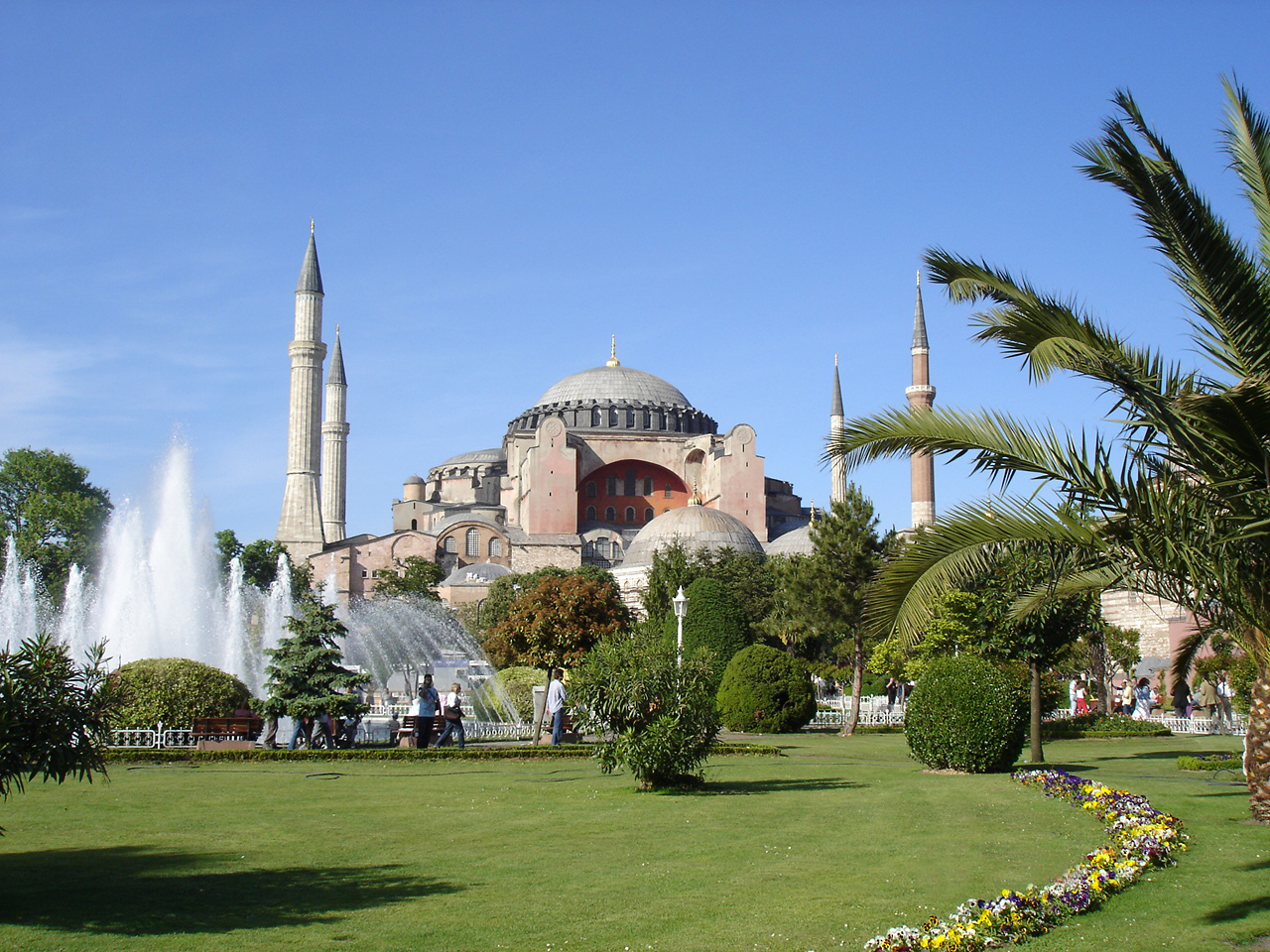
Originariamente una chiesa, poi una moschea, e dal 1935 un museo, dal 2020 tornata una moschea, la Santa Sofia costruita dall'imperatore bizantino Giustiniano fra il 532 e 537 fu la cattedrale più grande del mondo per quasi mille anni, fino al completamento della Cattedrale di Siviglia nel 1507.

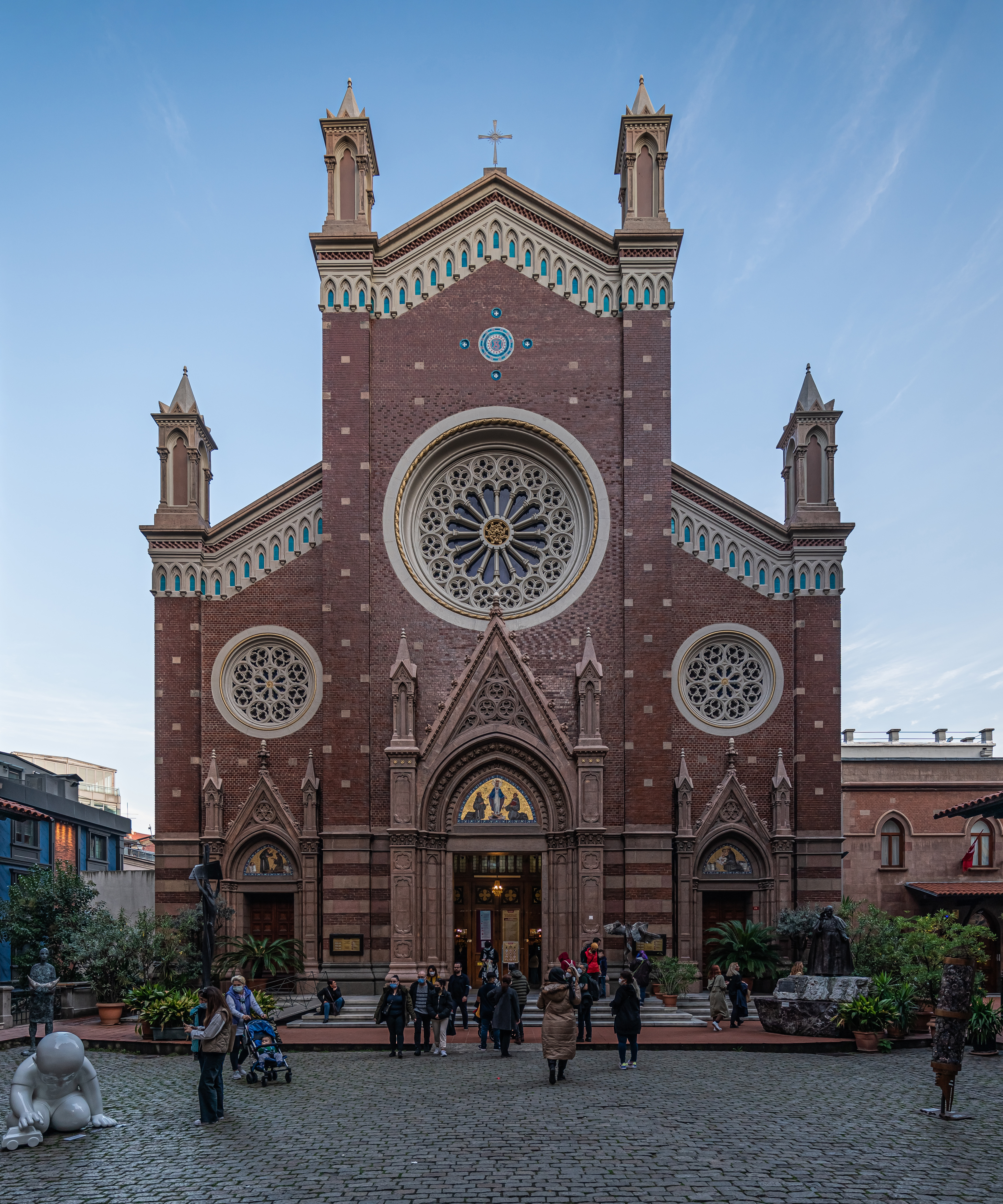
La Basilica di Sant'Antonio di Padova a Istanbul, disegnata dall'architetto italo-turco Giulio Mongeri e costruita tra il 1906 e il 1912.

La chiesa cristiana più antica di Istanbul ancora esistente è San Giovanni di Studion, trasformata in moschea e nel 2014 in restauro. Altri edifici religiosi del primo periodo bizantino comprendono la Chiesa di Santa Irene, capolavoro dell'architettura bizantina, trasformata dai turchi prima in un deposito d'armi e attualmente in una sala di concerti, la Basilica di San Polieucto, oggi in rovina, e la Chiesa dei Santi Sergio e Bacco oggi "Küçük Aya Sofya Camii", "Moschea della piccola Santa Sofia".
Fra le chiese del periodo Comneno sopravvissute spiccano la Chiesa del Pantocratore oggi moschea (Molla Zeyrek Camii), la Chiesa della Theotokos Kiriotissa (oggi Moschea Kalenderhane), la Moschea Gül (di identificazione incerta) e la Chiesa di Santa Tecla (Moschea di Atik Mustafa Pascià), mentre la Chiesa di San Salvatore in Chora, (poi "Kariye Camii", già museo, oggi di nuovo moschea) dagli importanti affreschi, la Moschea Arap ("Moschea degli Arabi", già chiesa cattolica di San Paolo e Domenico) e la Chiesa della Theotokos Pammacaristos, già sede del Patriarcato dal 1456 al 1578, poi trasformata in moschea ("Fethiye camii") e oggi parzialmente museo, risalgono nella loro forma attuale al periodo paleologo. Va segnalata inoltre la Chiesa di Santa Maria dei Mongoli, nel quartiere Fener, risalente all'inizio del VII secolo, l'unica chiesa d'epoca bizantina della città a non essere mai stata convertita in moschea.
Fondata da Costantino e ricostruita nel 537 da Giustiniano, la Basilica di Santa Sofia è uno dei principali monumenti di Istanbul. Già considerata dai bizantini un capolavoro di architettura in virtù specialmente della sua enorme cupola, fu trasformata in moschea dopo la caduta della città nel 1453. Diventata museo per volere del primo presidente turco Mustafa Kemal Atatürk, negli anni quaranta e cinquanta del Novecento ha beneficiato di restauri grazie ai quali sono stati riscoperti preziosi mosaici. Nel 2020 essa è stata di nuovo convertita in moschea.
Durante l'epoca Ottomana, specialmente nell'Ottocento, decine di chiese greco-ortodosse, armene e cattoliche furono costruite nella città storica, a Galata/Pera e lungo il Bosforo, per venire incontro alle esigenze spirituali delle comunità greche, armene e levantine, a quel tempo numerose e potenti. Nonostante il declino numerico di queste comunità nel corso del Novecento, questi edifici sono sempre mantenuti in efficienza e danno alla città una decisa impronta multiculturale.
Nel quartiere Fener sorge la cattedrale di San Giorgio, sede dal 1600 del Patriarcato ecumenico di Costantinopoli. Tra le chiese cattoliche vanno ricordate la Cattedrale dello Spirito Santo nel quartiere Pangaltı, sede del vicariato apostolico di Istanbul, e la Basilica di Sant'Antonio di Padova, a Beyoğlu, affacciata su İstiklal Caddesi.

### Moschee

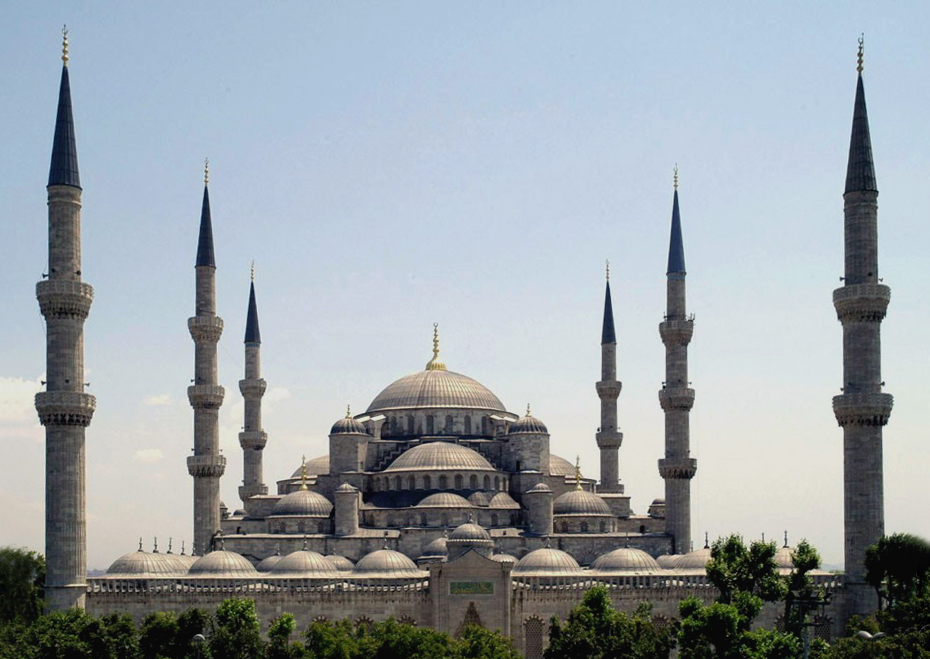
Moschea Blu (1616).

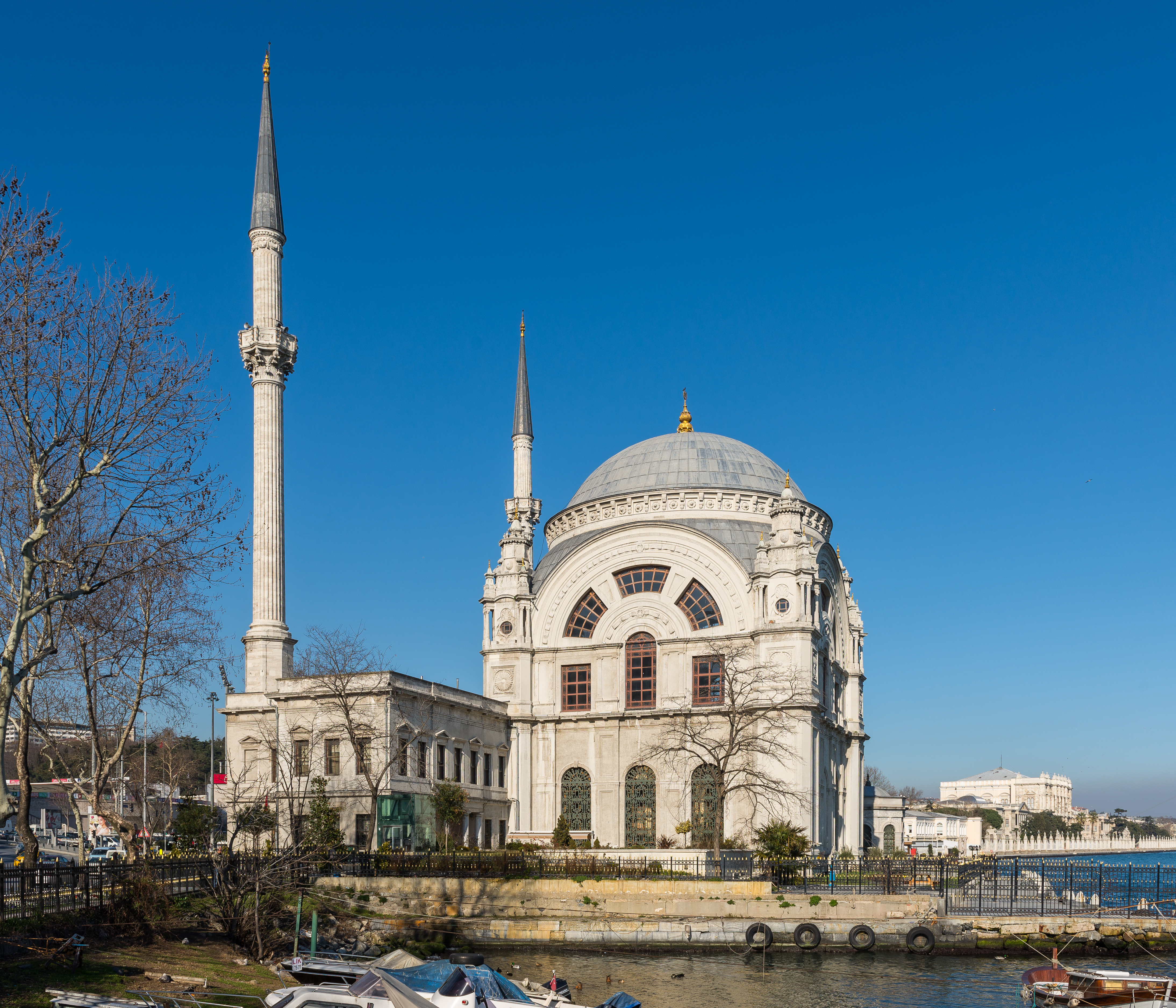
Moschea di Dolmabahçe (1855) nello stile neobarocco ottomano.

A partire dal loro arrivo nel 1453, nel corso dei successivi quattro secoli, gli Ottomani hanno contribuito a delineare il panorama della città di Istanbul dandogli un'impronta indelebile, in particolar modo con la costruzione di grandi moschee. Una delle più celebri è la Moschea Blu, voluta dal sultano Ahmed I e terminata nel 1616, la quale si trova a pochi passi da Santa Sofia. La Moschea di Fatih (in lingua turca Fatih Camii, cioè la "Moschea del Conquistatore", epiteto di Maometto II), sebbene ricostruita alla fine del Settecento, è uno dei maggiori esempi di architettura turco-islamica in città e ha rappresentato una tappa importante nello sviluppo dell'architettura ottomana. La Moschea di Solimano (costruita tra il 1550 e il 1557) opera realizzata dall'architetto Mimar Sinan per il sultano Solimano il Magnifico è considerata la più bella fra le moschee imperiali di Istanbul.

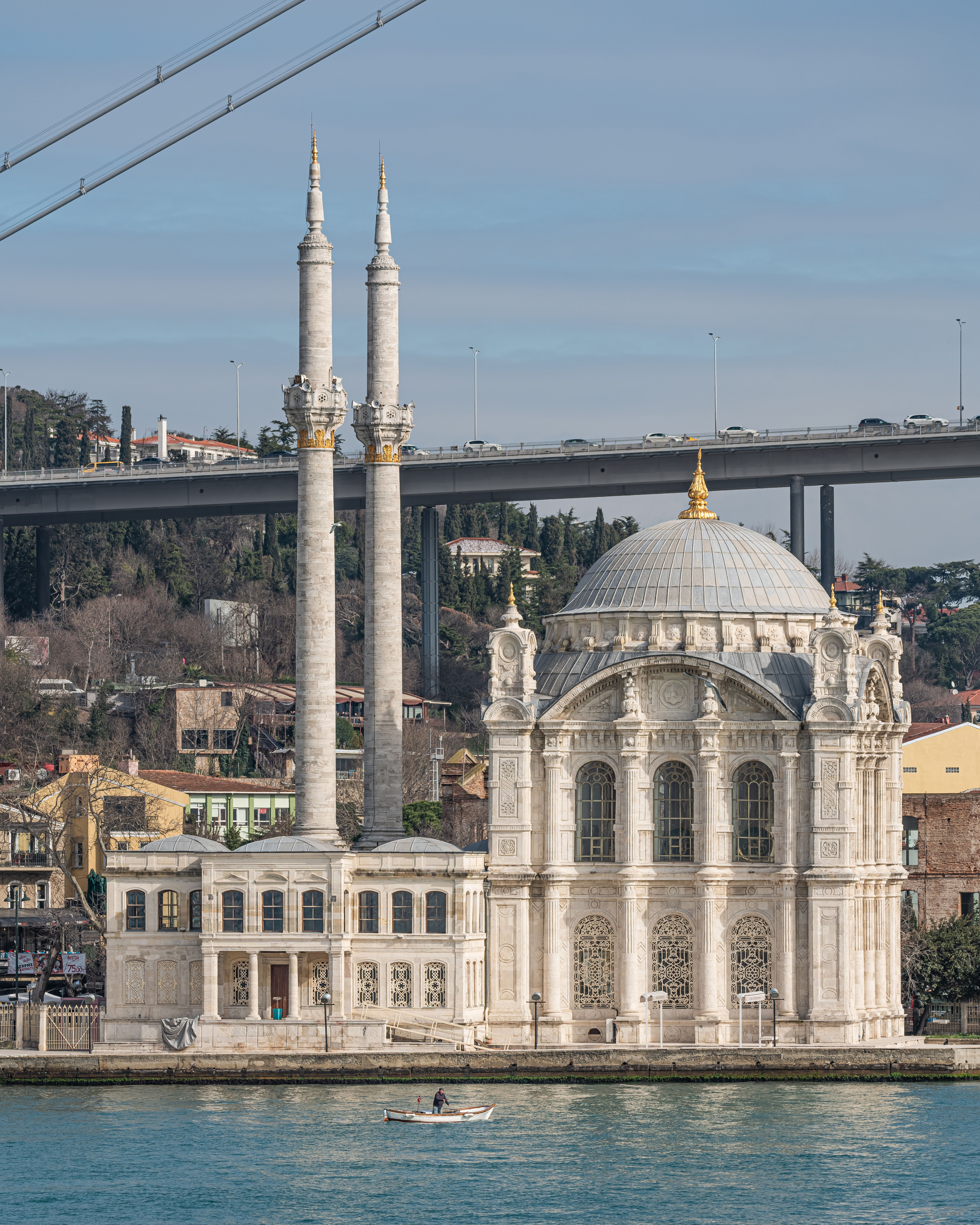
Moschea di Ortaköy (1856).

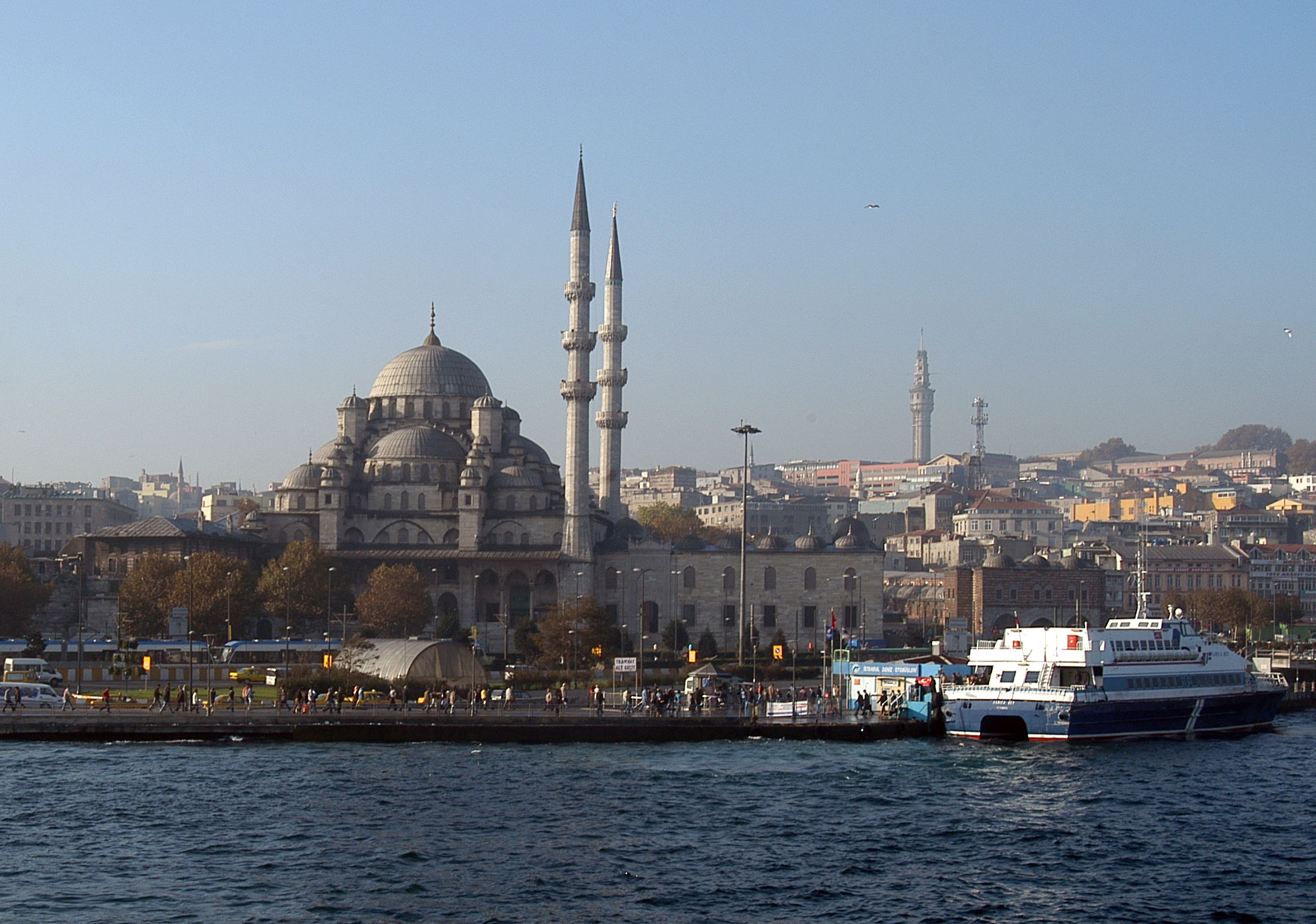
Yeni Cami ("Moschea nuova", 1665).

Più recente, terminata nel 1665, la Yeni Cami (in Italiano "Moschea Nuova") che si trova sul Corno d'Oro all'estremità meridionale del ponte di Galata ed è uno dei siti più visitati di Istanbul. Tra le altre importanti moschee, possiamo citare la Moschea di Dolmabahçe (1855) e la Moschea di Eyüp, dove i sultani andavano a pregare subito dopo l'incoronazione.
La moschea Nur-i-Osmaniye ("la luce di Osman") del diciottesimo secolo, e la Moschea di Ortaköy (1856), rompono con la tradizionale architettura ottomana, abbracciando uno stile europeo neobarocco. Questa trasformazione di stile sarà presente in numerosi altri edifici costruiti nel XIX secolo nella città. Unica moschea repubblicana post ottomana in stile contemporaneo è la Moschea di Şakir del 2009.

### Palazzi

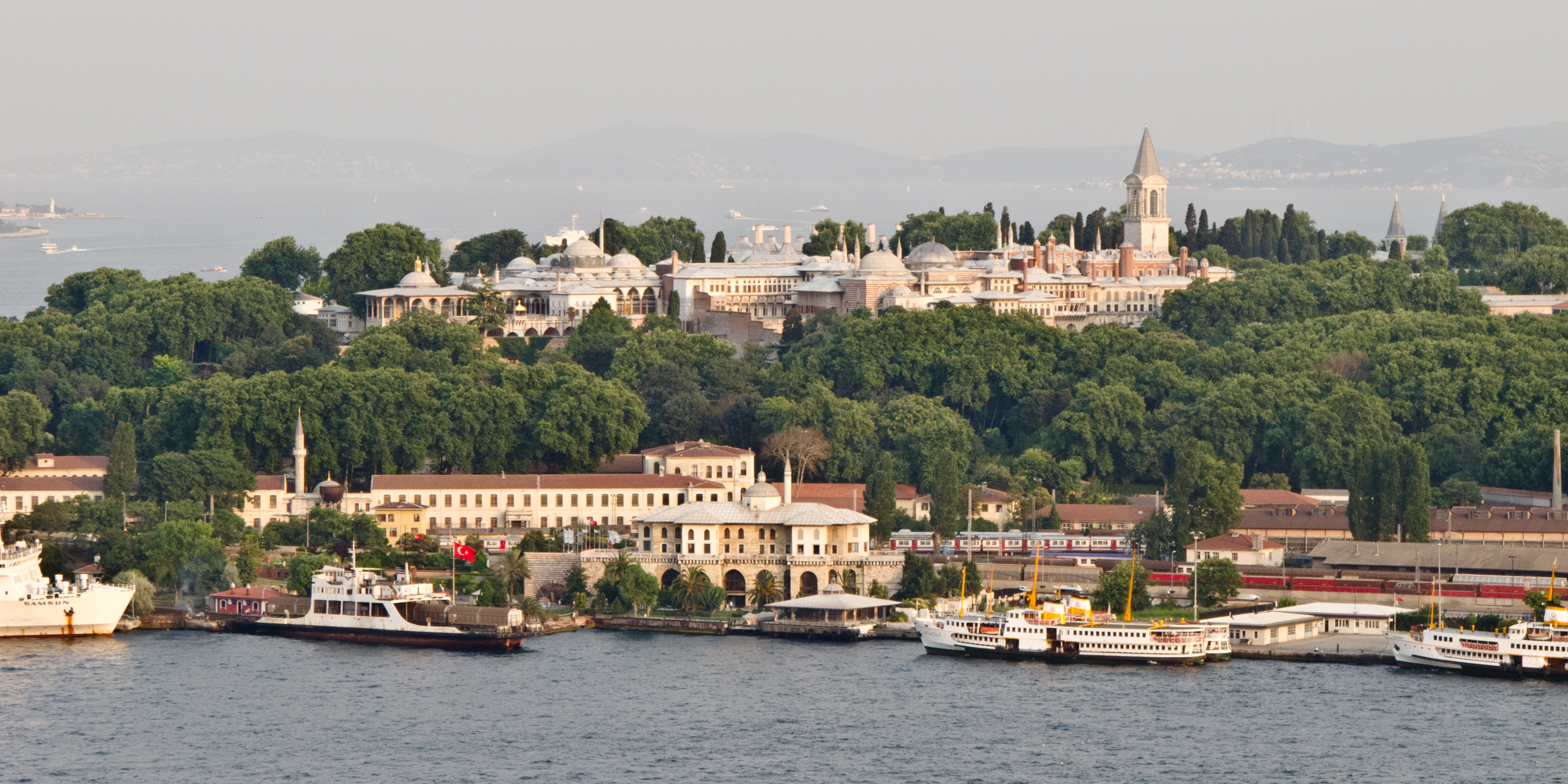
Palazzo di Topkapı

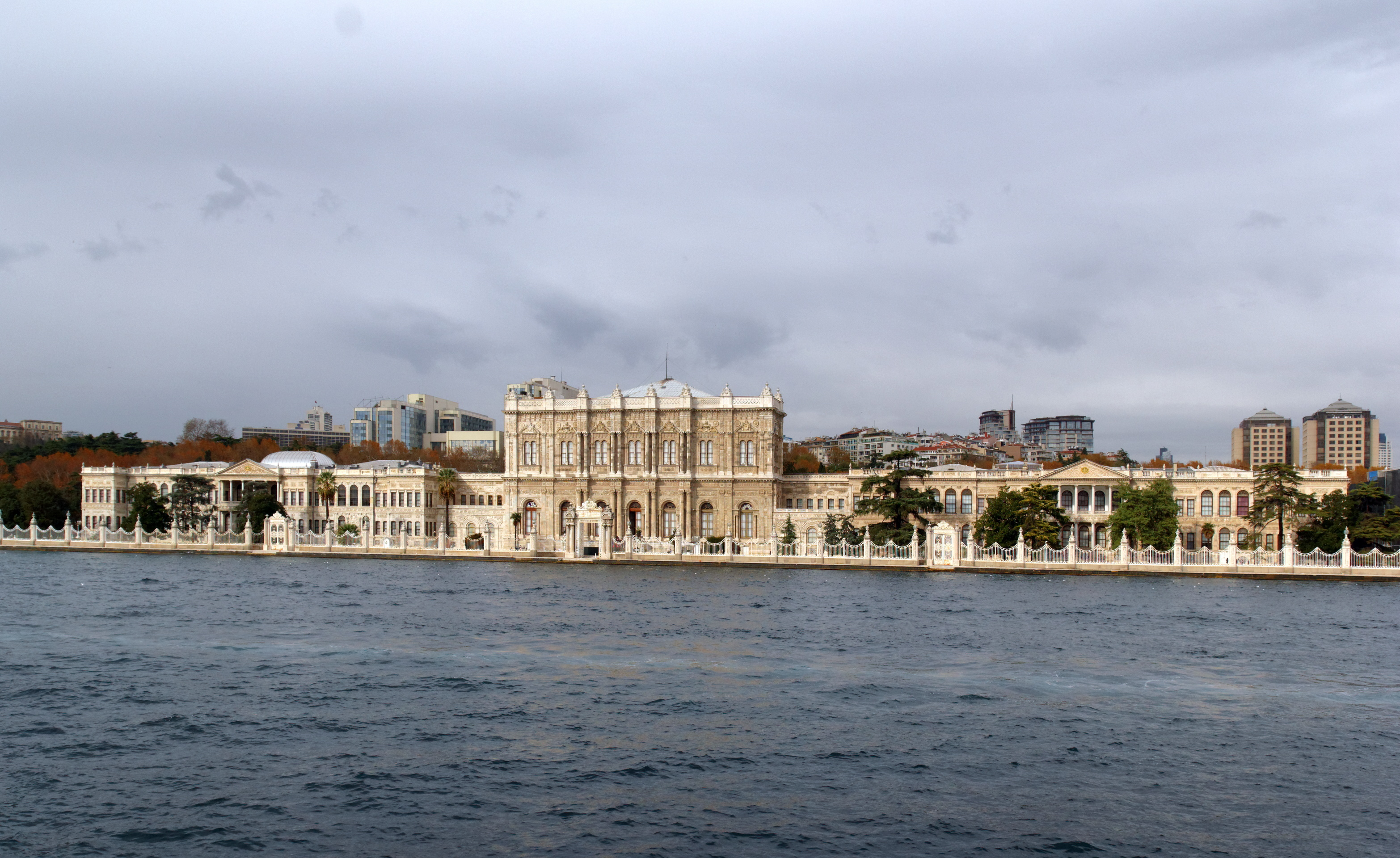
Palazzo di Dolmabahçe, di stile eclettico (barocco, rococò e neoclassico), è stata la residenza principale dei sultani ottomani a partire dal XIX secolo.

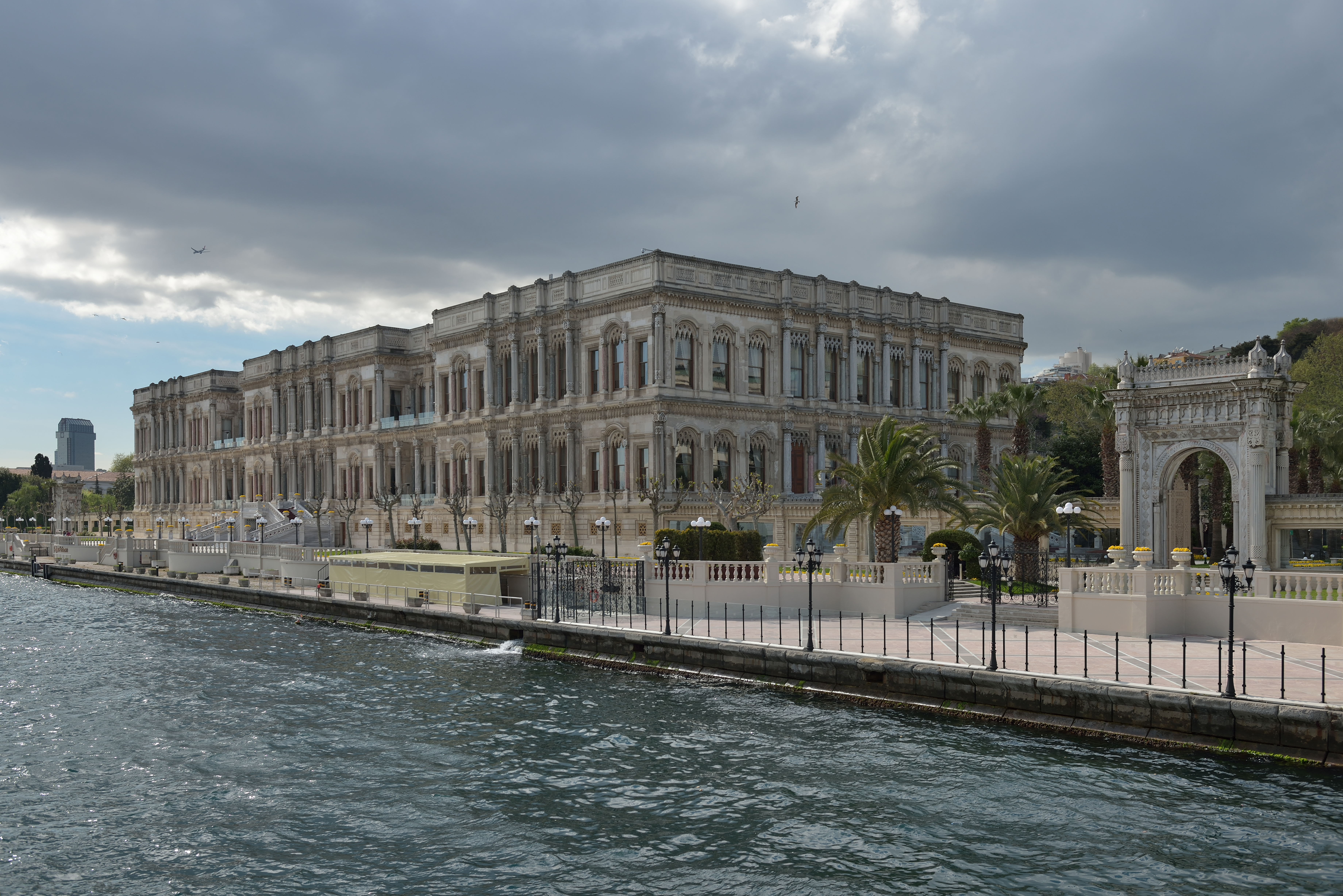
Palazzo di Çırağan

Caratteristica della Istanbul ottomana è la quasi totale assenza di un'architettura civile in pietra. Infatti gli Ottomani usavano come materiale di costruzione per le case il legno, così che il tempo, i terremoti e i numerosi incendi hanno fatto scomparire quasi dovunque le abitazioni della città ottomana, sostituite oggi da anonimi caseggiati. I Sultani risiedevano sino alla metà dell'Ottocento nel Palazzo di Topkapı (letteralmente "Porta del Cannone"). Esso consiste di una serie di edifici, giardini e chioschi situati sul Promontorio del Serraglio ("Saray Burnu"), il quale divide il Corno d'Oro e il mar di Marmara, e prende il nome da una porta (oggi scomparsa) delle mura che lo proteggono. Fondato nel 1459, crebbe inglobando il sito dell'antica acropoli greca e bizantina, ed è oggi trasformato in un museo.
Nei secoli successivi, e soprattutto dopo le riforme del Tanzimat, l'architettura ottomana è stata soppiantata da stili europei. In contrasto con gli elementi tradizionali del Palazzo di Topkapi e delle moschee della penisola storica il Palazzo di Dolmabahçe e il Palazzo di Yıldız (con il Parco di Yıldız accanto) sono chiaramente di stile neobarocco. Allo stesso tempo, la zona intorno İstiklal Caddesi ("Viale dell'Indipendenza", già "Gran Via di Pera") è caratterizzata da grandiosi palazzi che ospitavano ambasciate europee (dopo il trasferimento della capitale scadute al rango di consolati) perlopiù in stile neoclassico e, più tardi, Art Nouveau.

### Altri edifici

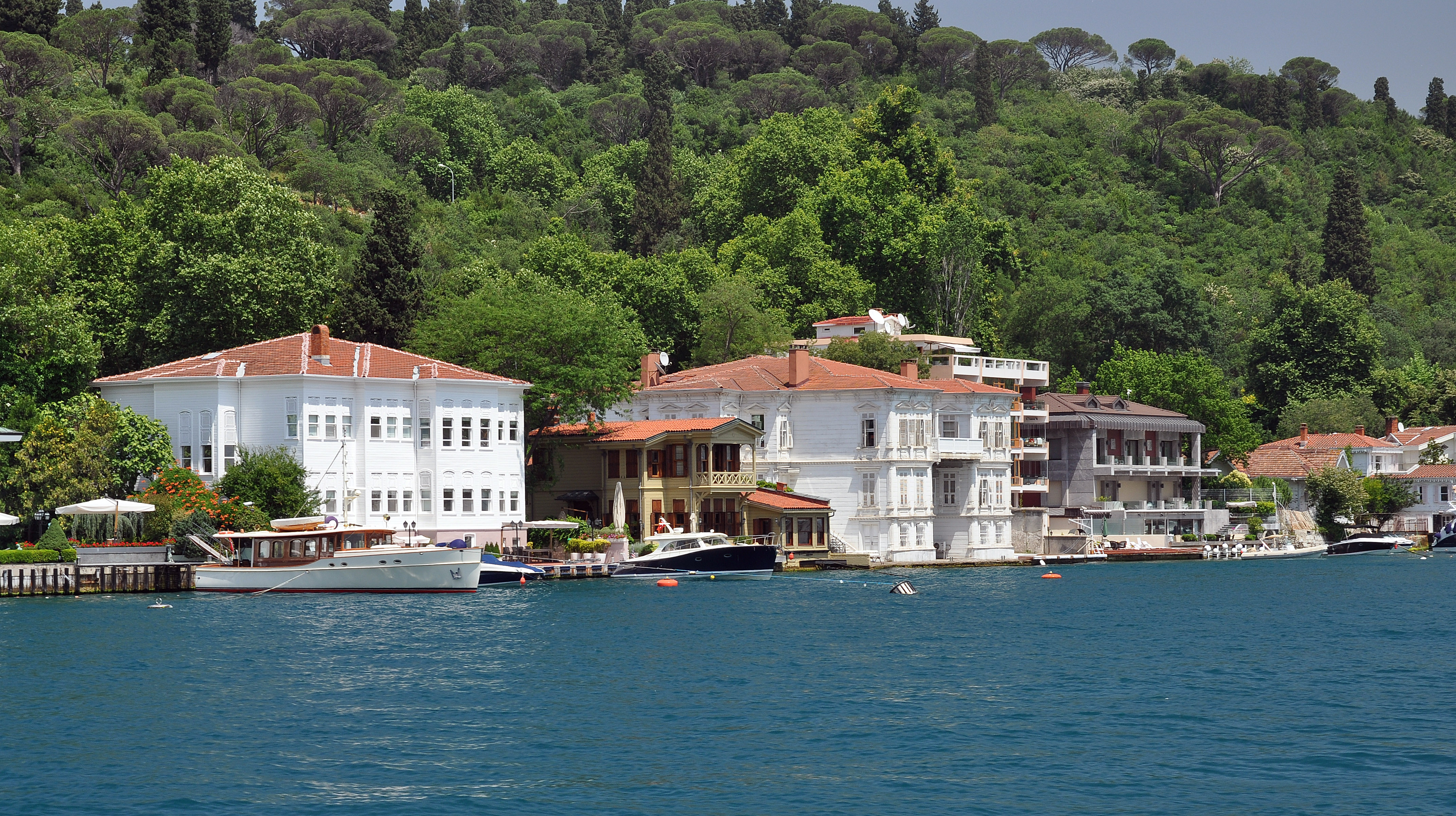
Case costiere (yalı) dell'epoca ottomana sul Bosforo.

Tra gli altri principali edifici di interesse architettonico presenti in città si può menzionare la Torre di Galata, eretta nel 1348, ultimo resto delle mura che proteggevano il quartiere genovese omonimo. Molto più antica la Yerebatan Sarayı (Cisterna Basilica) una grande cisterna sotterranea per la raccolta delle acque, costruita da Giustiniano I nel 532, la quale oggi si presenta come un enorme spazio sotterraneo di circa 140 metri per 70 metri, le cui volte sono sorrette da dodici file di 28 colonne alte 9 metri e distanziate l'una dall'altra di 4,90 m.
Dell'epoca ottomana sono ancora in funzione il Grande Bazar d'Istanbul e il Bazar delle spezie d'Istanbul, grandi mercati al coperto dove si trovano numerosissimi negozi caratteristici e che attirano costantemente folle di turisti.

### Parchi

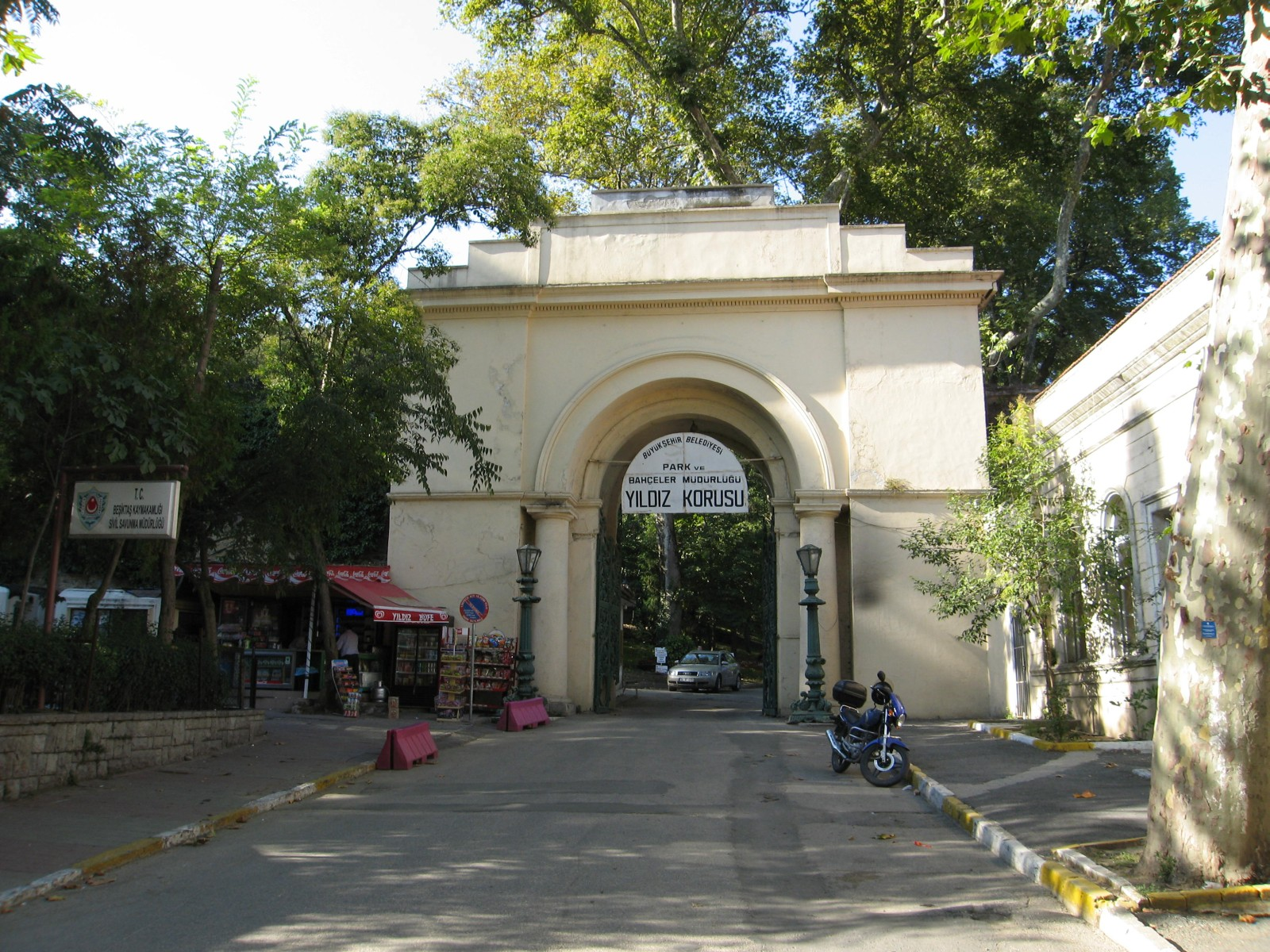
Ingresso principale del Parco di Yıldız.

Il Parco di Yıldız si estende alle spalle del Palazzo di Çırağan, sulle pendici della riva europea del Bosforo. Il parco presenta alcuni palazzi sultanali, tra cui il Palazzo di Yıldız. A questo si aggiungono un teatro, una moschea e una fabbrica. Questo parco si estende per circa 160 ettari ed è stato originariamente progettato dall'architetto e paesaggista francese G. Le Roy che aveva fatto piantare rari ed esotici alberi, arbusti e fiori. Il parco è stato illuminato con la nuova tecnologia elettrica e dotato di scarichi fognari che lo mantengono asciutto. Il parco è stato ristrutturato nel 1980 dall'Automobile Club turco.

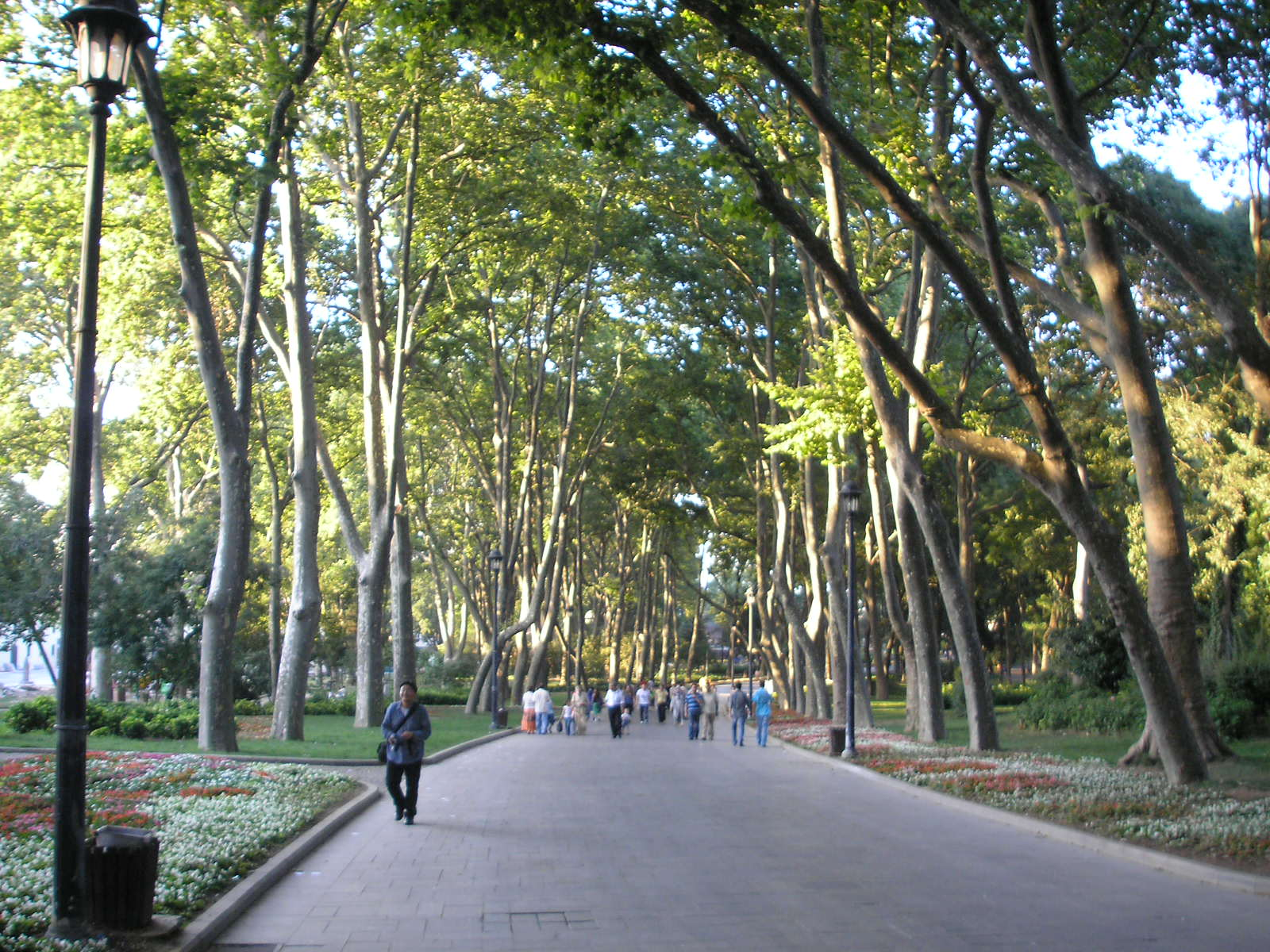
Il Parco di Gülhane.

Il Parco di Gülhane, situato sul pendio di Eminonu tra le mura merlate esterne del Palazzo di Topkapi, occupa la parte occidentale del Serraglio. Esso faceva parte del giardino esterno del Palazzo di Topkapi e una sua parte è stata aperta al pubblico nel 1912. In precedenza fu luogo per i giochi cavallereschi e gare di tiro con l'arco. Ora è un parco alberato pubblico che ospita concerti e altre attrazioni. Il Parco è stato oggetto di restauri negli ultimi anni.

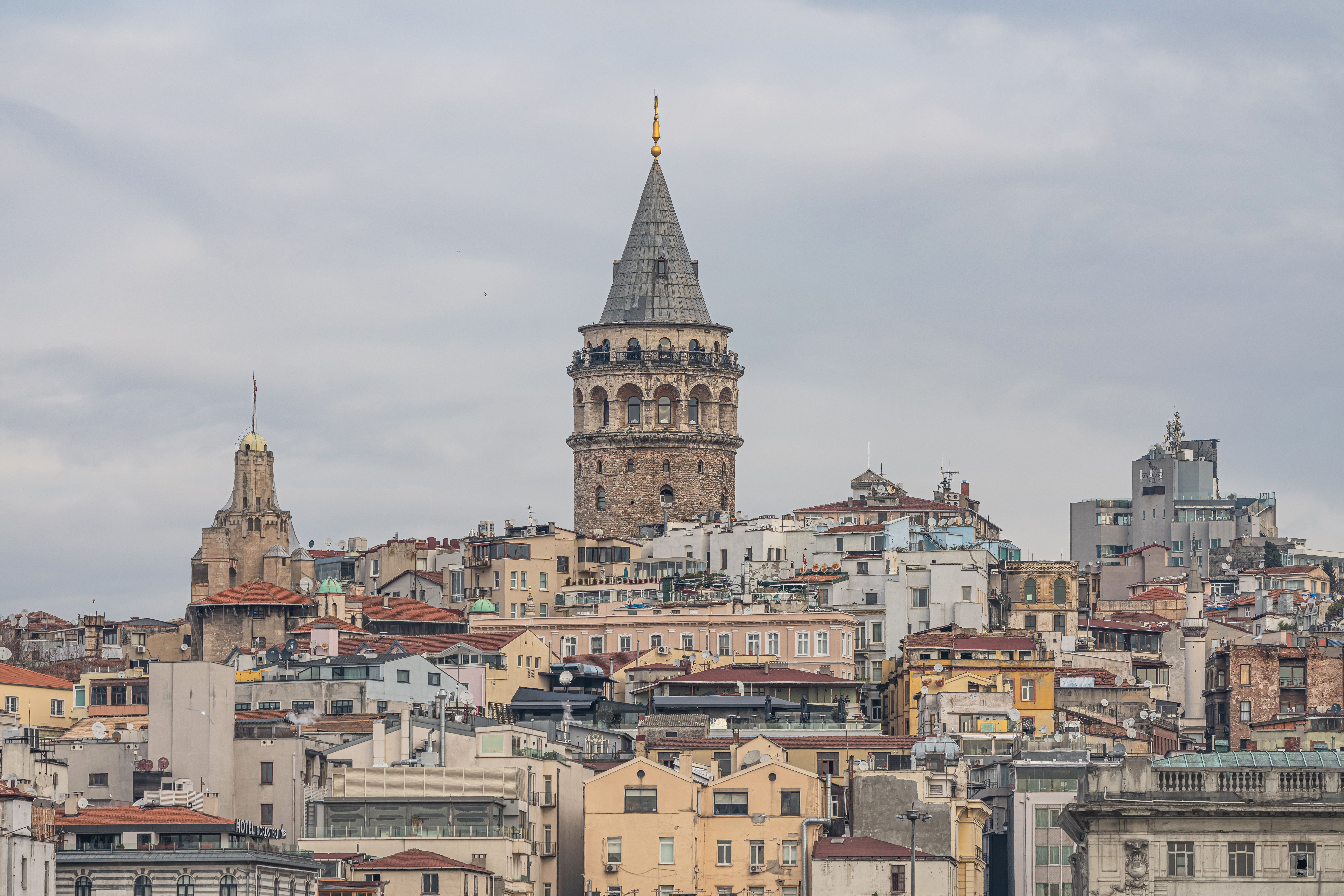
La cittadella di Galata sulla costa nord del Corno d'Oro a Istanbul (opposta alla penisola storica di Costantinopoli sulla costa sud) fu una colonia della Repubblica di Genova dal 1273 al 1453.

Il Miniatürk, con la sua superficie di sei ettari, è il più grande parco contenente miniature di edifici del mondo. Lungo il suo percorso ci sono più di 105 modelli in miniatura, che rappresentano tutte le epoche architettoniche dell'Impero ottomano, tra cui 45 modelli in miniatura di Istanbul. Essi comprendono la Basilica di Santa Sofia e il Palazzo di Topkapi, ma anche due meraviglie del mondo antico, il Mausoleo di Alicarnasso e il Tempio di Artemide a Efeso. Sono presenti anche modelli di importanti architetture al di fuori della Turchia, come la Cupola della Roccia di Gerusalemme e la Moschea al-Aqsa.
Nel punto più alto di Istanbul, a 267 metri di altezza, si estende il parco di Büyük-Çamlıca. Tre caffetterie in stile del XVIII secolo sono qui conservate, insieme con pini, querce e cipressi. Questo luogo era una volta il ritrovo preferito del sultano Mahmud II.

## Società

### Evoluzione demografica
Abitanti prima del 1900 (migliaia)

Abitanti censiti (migliaia)

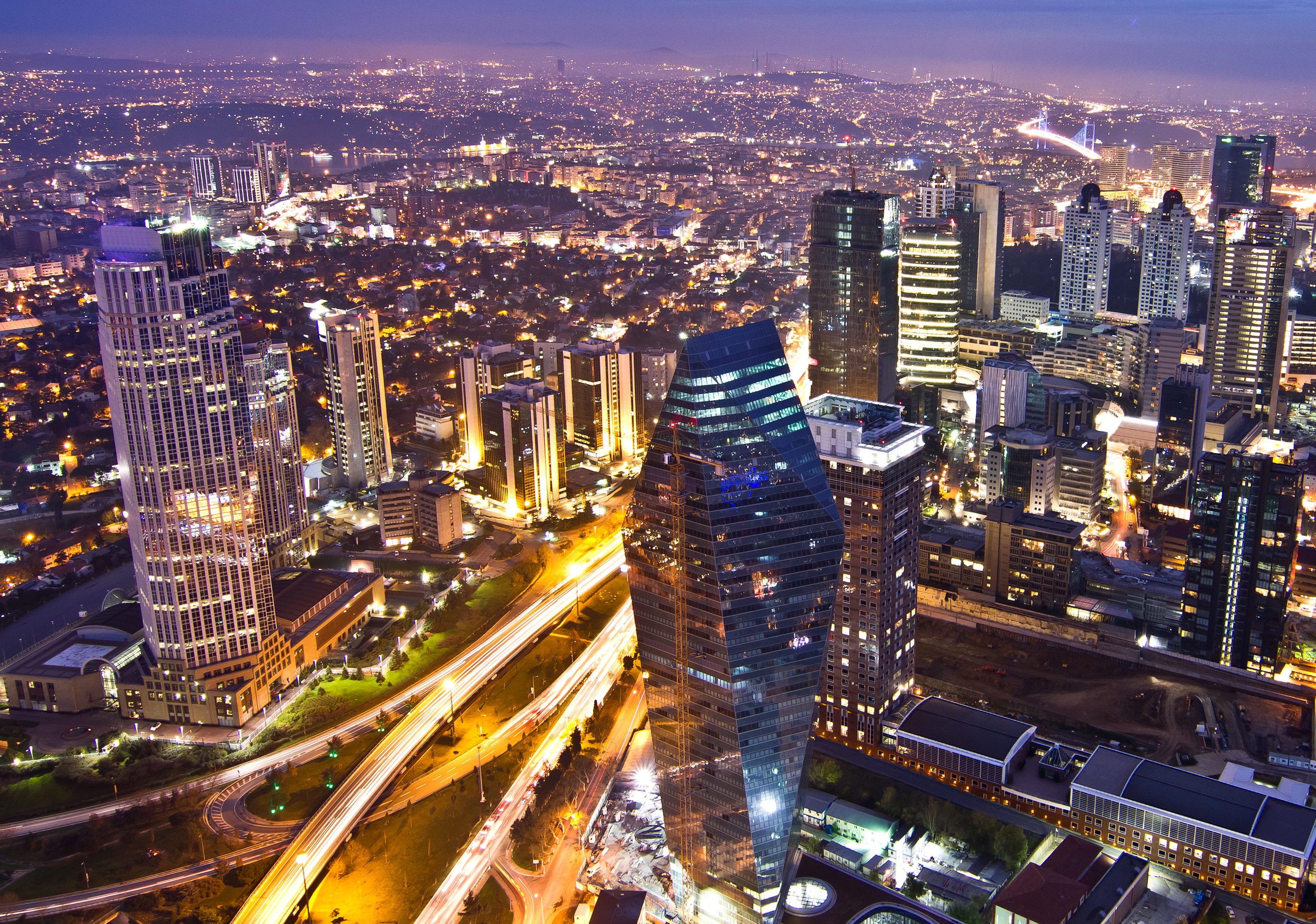
Il quartiere finanziario Levent nella parte europea di Istanbul

La popolazione della metropoli è più che triplicata in 25 anni tra il 1980 e il 2005. Circa il 70% di tutti gli abitanti vivono nella parte europea e il 30% nella parte asiatica. A causa della disoccupazione e della guerriglia nel sud-est della Turchia, molte persone di quella regione sono migrate a Istanbul, dove si sono stabilite nella periferia della città. I migranti, in prevalenza dall'Anatolia orientale, arrivano a Istanbul con aspettative di miglioramento della qualità della vita e di occupazione.

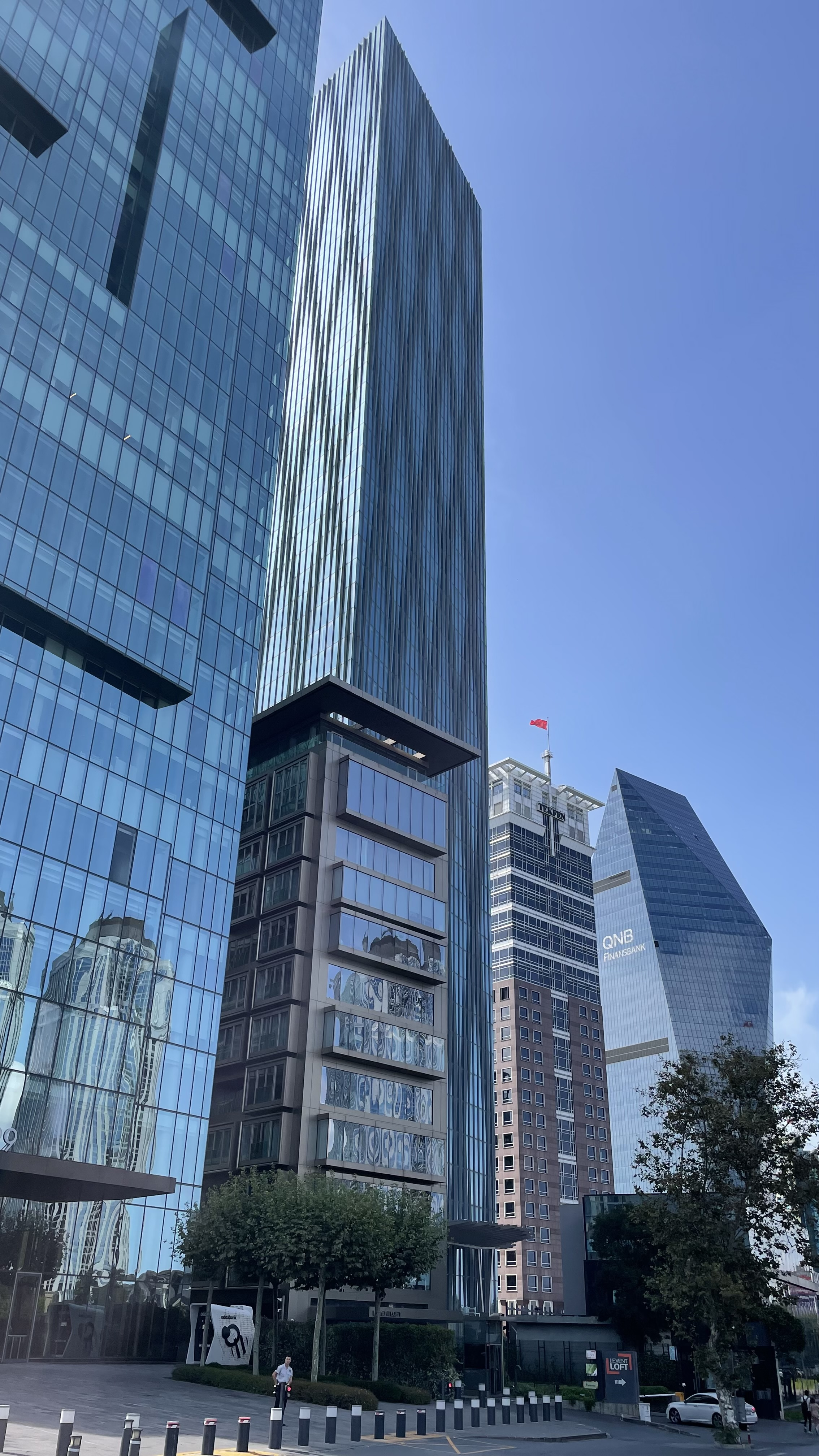
Grattacieli del quartiere finanziario Levent

Secondo una rilevazione dell'Istituto di statistica, il comune metropolitano (tutta la provincia di Istanbul) aveva una popolazione di 13.255.685 persone nel 2010, rendendo la città una delle più grandi aree metropolitane mondiali di oggi. All'ultimo censimento del 2000 Istanbul aveva una popolazione di 8.803.468 abitanti. Secondo le stime attuali il tasso di crescita della popolazione in città è al 3,45% all'anno in media, soprattutto a causa dell'afflusso di persone dalle aree rurali della Turchia. La densità di popolazione è di 1.700 per km² superando di gran lunga il resto della Turchia che si attesta a 81 abitanti per km².

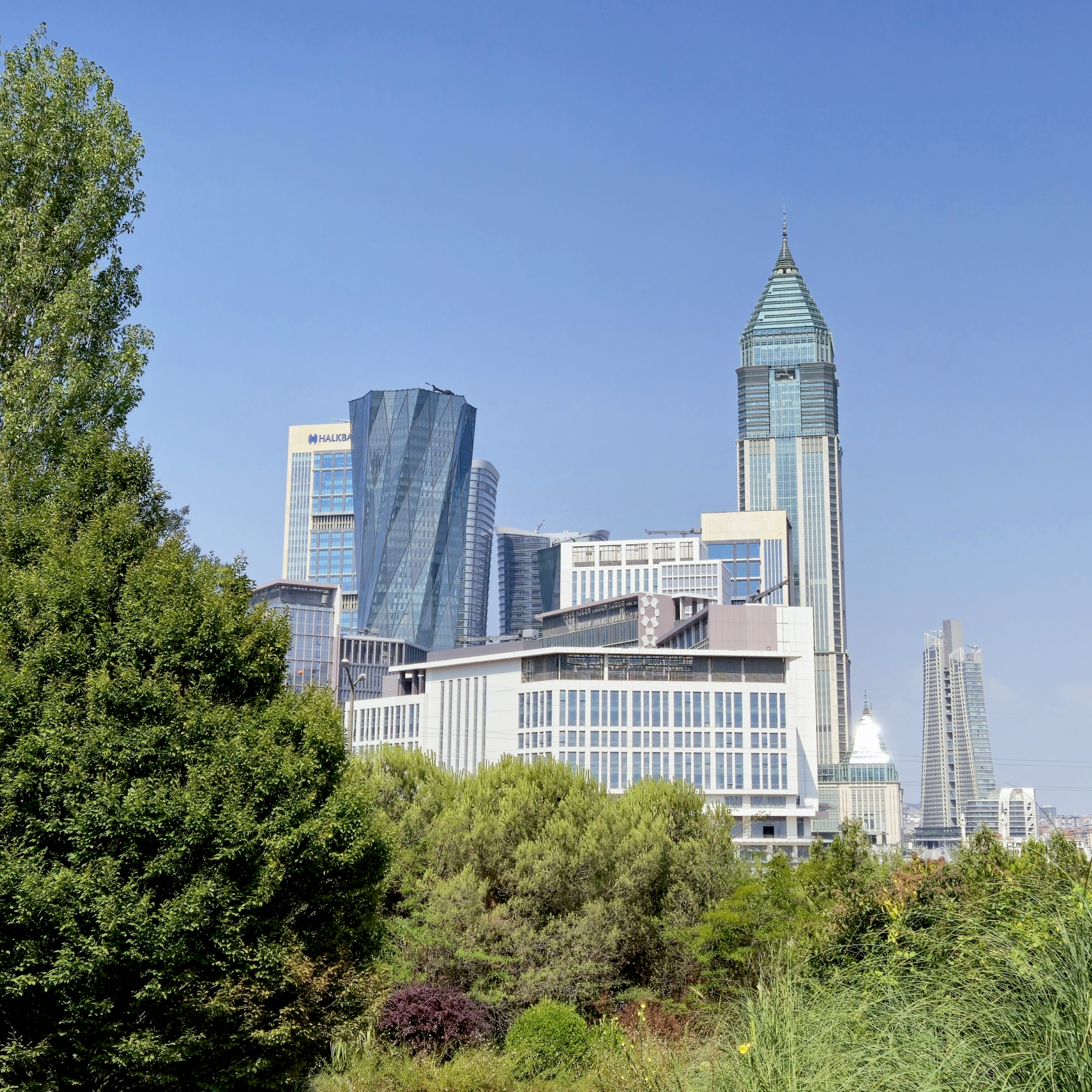
Istanbul Financial Center (IFC) è un nuovo centro finanziario nella parte asiatica della città

Durante il Medioevo Istanbul è stata la più grande città del mondo, ed è stata una delle città più grandi e importanti per gran parte della sua storia (con l'eccezione del periodo del crollo dell'Impero bizantino, prima dell'arrivo degli Ottomani). La sua importanza geopolitica, sin dai tempi antichi, ha portato in questa città rappresentanti di gruppi etnici provenienti da tutta Europa, Asia e Africa, molti dei quali finirono per essere assimilati alle popolazioni locali.
La panoramica qui a lato mostra il numero di abitanti per anno. I conteggi della popolazione fino al 1914 sono stimati con variazioni fino al 50% a seconda della ricerca. I valori per il periodo 1927-2000 sono i risultati di censimenti. I valori del 2005 e il 2006 si basano su stime. Il raddoppio della popolazione di Istanbul tra il 1980 e il 1985 è dovuto a una crescita naturale della popolazione, nonché all'ampliamento dei limiti comunali.
Nel 2014, la popolazione di Istanbul contava 14.221.482 persone, delle quali solo 2.162.588 erano nate nella città.

### Etnie

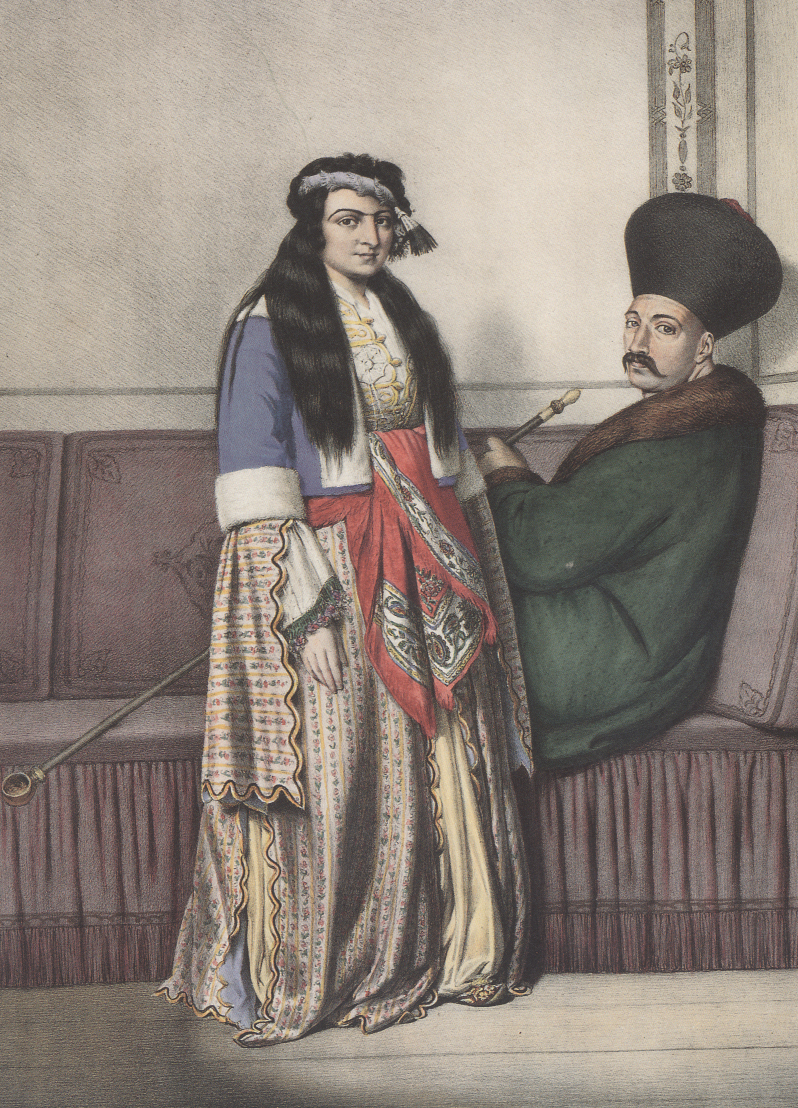
Una coppia armena in città all'inizio del XIX secolo.

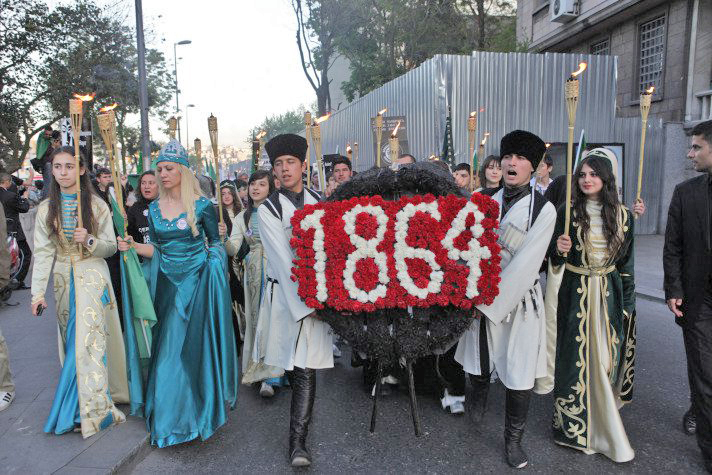
Circassi commemorano a Istanbul il genocidio circasso nell'Impero russo.

Istanbul è stata una città cosmopolita e multietnica per gran parte della sua storia, ma è diventata più omogenea a partire dalla fine dell'Impero ottomano. Dopo la conquista di Costantinopoli nel 1453, Maometto II invitò musulmani, cristiani ed ebrei a venire ad abitare in città. Numerose comunità musulmane dall'Anatolia interna e dalla regione del Ponto vennero ad abitare a Costantinopoli.
Costantinopoli aveva una popolazione a maggioranza greca fin dall'VIII secolo a.C. Dopo il 1453, rimase in città un gruppo di eminenti famiglie cristiane ellenofone, i fanarioti, con sede nel quartiere di Fener, situato a Fatih. I massacri della prima guerra mondiale, lo scambio di popolazioni tra Grecia e Turchia del 1923 (dal quale i greci di Istanbul furono comunque esclusi), le alte tassazioni alle quali fu soggetta la comunità ed infine il pogrom d'Istanbul portarono la stragrande maggioranza della comunità greca cittadina ad emigrare nel giro di pochi decenni. All'inizio del XXI secolo, la popolazione greca di Istanbul contava 3.000 (scesi dai 260.000 del censimento ottomano del 1910 e dai 350.000 del 1919).
Nel 1492, in seguito al decreto dell'Alhambra, il sultano Bayezid II accolse a braccia aperte i rifugiati ebrei sefarditi. Il sultano istituì un invito formale e mandò l'ammiraglio Kemal Reis a prelevare gli ebrei dai porti spagnoli e portarli in salvo nelle terre ottomane. La comunità sefardita si stabilì a Balat, superando di numero i locali ebrei romanioti e gli aschenaziti (arrivati anch'essi nel XIV secolo). In seguito alla nascita dello Stato di Israele, la comunità ebraica turca cominciò ad emigrare, scendendo dalle 100.000 unità nel 1950 a 18.000 nel 2005, per la maggioranza residenti a Istanbul e Smirne.
La città ospita una cospicua comunità armena, che raggiunse le 164.000 unità nel 1913 (il 14,5% della popolazione). Oggigiorno il numero degli armeni in città è stimato a 50.000-90.000 persone. Al momento la comunità armena dispone di 20 scuole, 17 associazioni culturali, tre giornali (Agos, Jamanak e Marmara), due associazioni sportive (Şişlispor e Taksimspor) e due ospedali.
I latini levantini, cattolici latini di origini europee stabilitisi a Galata durante il periodo ottomano, svolsero un ruolo fondamentale nel plasmare la cultura e l'architettura di Costantinopoli durante il XIX e l'inizio del XX secolo. La comunità levantina a Istanbul è oggi ridotta, ma rimangono in città in piccoli numeri. Nel XIX secolo, la lingua franca di riferimento tra le minoranze non musulmane era la lingua francese, ampiamente utilizzata nei giornali e nel campo dell'educazione. La città attrasse numerosi imprenditori francesi. Il giornalismo francofono si diffuse a Costantinopoli a partire dagli anni 1860, provenendo da Smirne.
La città accolse migliaia di rifugiati musulmani del Caucaso e dei Balcani, tra i quali circassi, bosgnacchi (che rappresentano oggi una cospicua componente della popolazione di Yenibosna e Bayrampaşa), e albanesi (stabilitisi a Arnavutköy).
Gruppi di polacchi stabilirono il villaggio di Polonezköy.
La più vasta minoranza etnica di Istanbul sono oggi i curdi, provenienti dalle regioni sud-orientali del Paese. Anche se la presenza curda in città risale al primo periodo ottomano, l'afflusso di curdi nella città accelerò dall'inizio del conflitto curdo-turco alla fine degli anni 1970. Istanbul è oggi considerata la città con più curdi al mondo, con una comunità stimata tra i due e i quattro milioni di membri.

### Religione

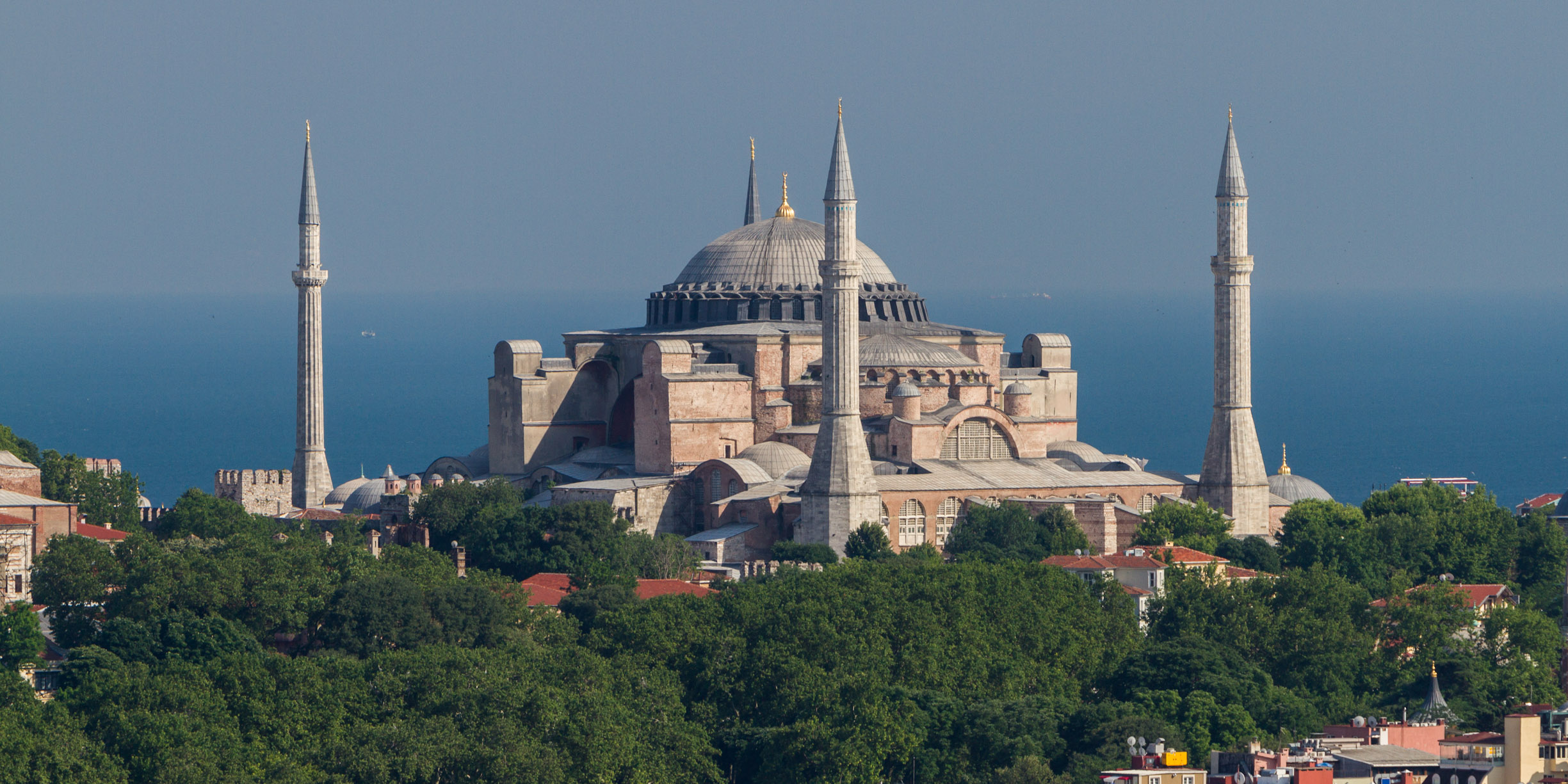
Santa Sofia.

La quasi totalità della popolazione di Istanbul è di fede musulmana, ma la città è anche abitata da altre comunità religiose, di solito retaggio del suo passato ottomano. Le minoranze includono: i greco-ortodossi, gli armeno-ortodossi, i caldei, i cattolici-levantini e gli ebrei sefarditi.
Secondo il censimento del 2000, a Istanbul sono attive:
- 2.691 moschee,
- 123 chiese,
- 26 sinagoghe,
- 109 cimiteri islamici,
- 57 cimiteri non islamici.

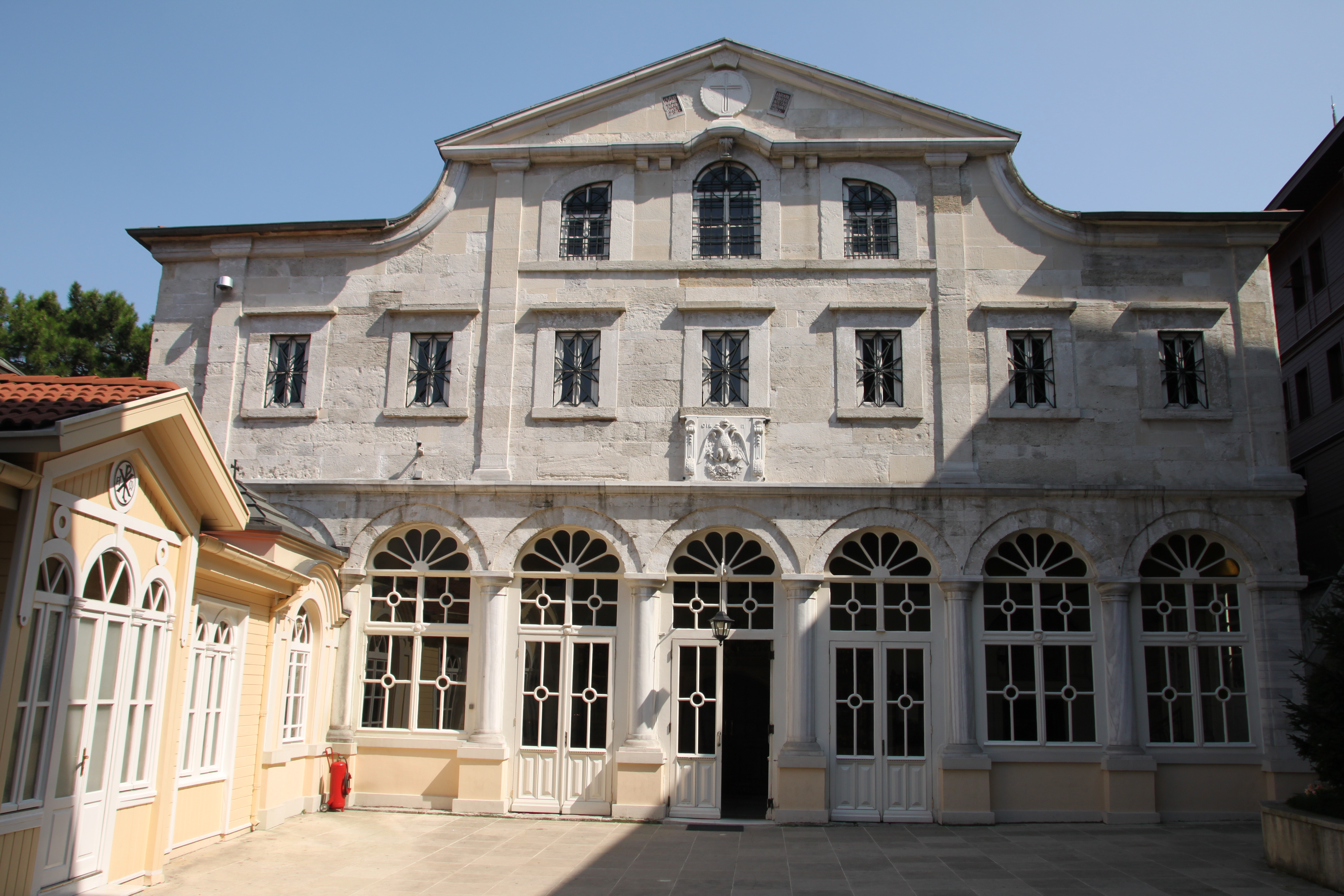
La Cattedrale di San Giorgio (Istanbul) è la sede del Patriarcato ecumenico di Costantinopoli, il cui patriarca è la più alta carica religiosa riconosciuta dai cristiani-ortodossi.

Sino alla seconda metà del ventesimo secolo ogni minoranza si concentrava in uno o più quartieri; per esempio, Kumpaki era abitato da molti armeni (ed è ancora sede del Patriarcato Armeno), Balat aveva una notevole popolazione ebraica, a Fener e Samathia vi erano molti greci, mentre i Levantini si concentravano a Nişantaşı e Beyoğlu. In alcuni quartieri, come a Kuzguncuk, una chiesa armena è posta di fianco a una sinagoga e dall'altra parte della strada una chiesa Greco - ortodossa è di fianco a una moschea.

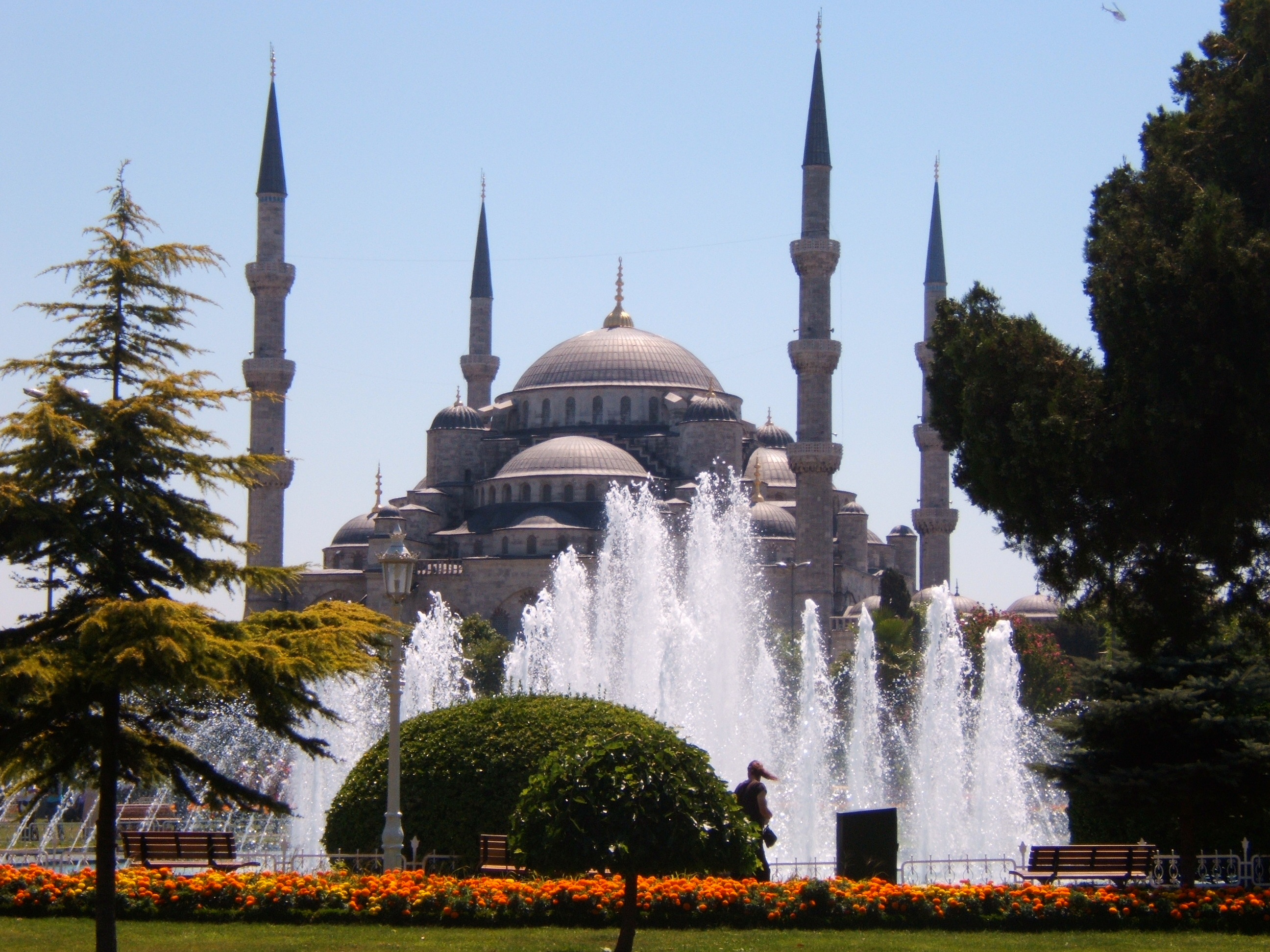
Moschea Blu.

La sede del patriarcato ecumenico di Costantinopoli, sede del leader spirituale dei greco-ortodossi, è localizzato nel distretto di Fener (in greco Phanar). Istanbul è anche sede dell'arcivescovado della comunità turco-ortodossa, del patriarcato Armeno di Costantinopoli e del Gran Rabbinato di Turchia.

#### Islam

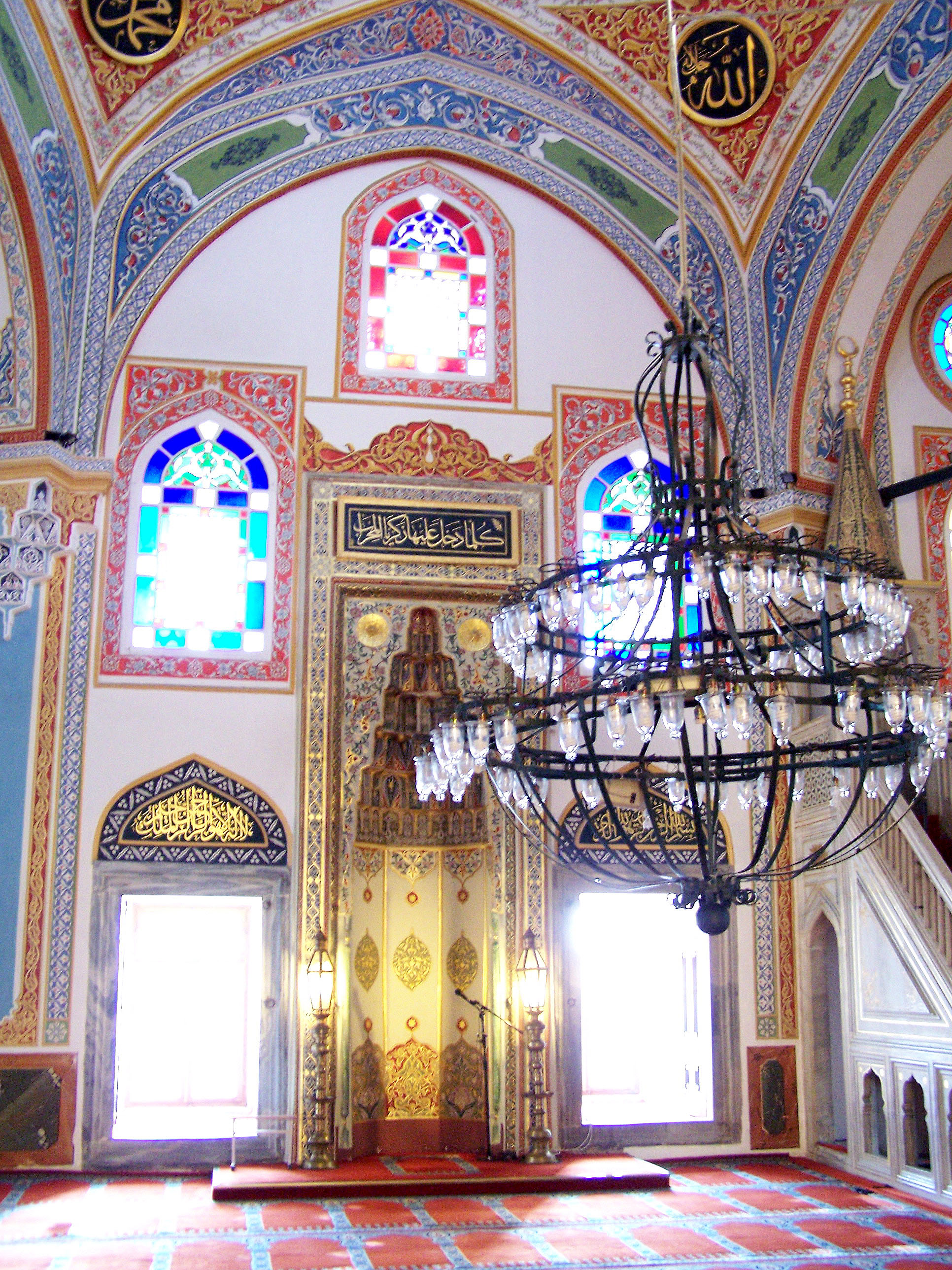
Interno della moschea di Sinan Pascià.

I musulmani sono il più grande gruppo religioso di Istanbul. In questa comunità i sunniti sono la maggioranza mentre una parte sono aleviti. Nel 2007 a Istanbul erano attive ben 2.944 moschee.
Istanbul era anche la sede del Califfato Islamico tra il 1517 e il 1924, fino a quando il califfato venne sciolto e i poteri passati al parlamento turco. Il 2 settembre 1924 le Tekkè e le Tarikat furono bandite e le loro attività dichiarate incompatibili con la laicità della nuova repubblica di Turchia; in particolare con l'educazione laica e con il controllo laico dello Stato sugli affari religiosi attraverso la Direzione degli Affari Religiosi. Molti fedeli del sufismo e di altre forme di Islam mistico praticarono clandestinamente la loro religione, reclutando ancora molti fedeli. Per superare questi divieti, che esistono ancora, i praticanti si presentano come "associazioni culturali".

#### Cristianesimo

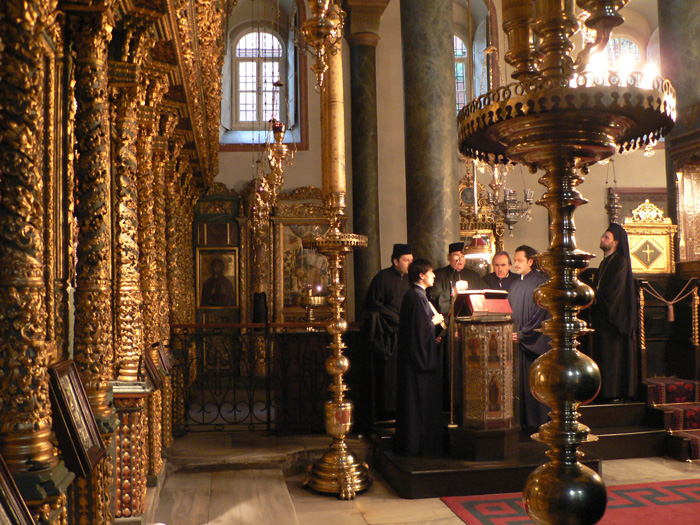
Interno della cattedrale di San Giorgio, sede del patriarca greco-ortodosso.

La città è fin dal IV secolo sede del patriarcato ecumenico, e continua a essere la sede di altre chiese ortodosse come la Chiesa Greco-Ortodossa e il Patriarcato Armeno. Istanbul fu anche la sede della Chiesa Ortodossa Bulgara prima che venisse riconosciuta dalle altre chiese ortodosse.
La vita dei cristiani, soprattutto quella dei greci e degli armeni, peggiorò in maniera molto significativa con l'andata al potere nell'impero ottomano del "Comitato di unione e progresso", il partito dei "Giovani Turchi", di indirizzo nazionalista, che ordinò le prime stragi di Armeni in Anatolia. Il conflitto raggiunse il culmine tra il 1912 e il 1922, durante le guerre balcaniche, la prima guerra mondiale e la Guerra Greco-Turca. Il 24 aprile del 1915 più di 800 intellettuali armeni vennero uccisi a Istanbul. La comunità greca della città, fondamentale per l'economia turca di allora, fu esentata dallo scambio di popolazioni tra Grecia e Turchia del 1923. Dopo un periodo di distensione seguito al miglioramento dei rapporti fra Grecia e Turchia, durante la seconda guerra mondiale furono approvate una serie di restrizioni e di tasse speciali: dal 1955, le ricorrenti crisi di Cipro guidarono la politica turca verso i greci di Istanbul, visti ormai come stranieri: il Pogrom d'Istanbul nel 1955, causato dal problema cipriota, causò la morte di 15 greci e l'incriminazione per altri 32; questo fece aumentare notevolmente l'emigrazione da Istanbul per la Grecia. Nel 1964, a causa di un'altra recrudescenza della crisi cipriota, tutti i greci privi di cittadinanza turca (circa 12.000) furono espulsi. Oggi i turchi di etnia armena che vivono a Istanbul sono circa 45.000. Inoltre, vivono in città 40.000 lavoratori armeni arrivati dall'Armenia dopo il 1991. La comunità greca, che contava 150.000 persone nel 1924, è ridotta a circa 3.000 persone, per lo più di età avanzata, ed è ormai sull'orlo dell'estinzione.
I cattolici levantini, discendenti dei cattolici europei (genovesi, veneziani, greci cattolici e francesi) che si stabilirono nella città durante i periodi bizantino e ottomano, sono anch'essi quasi totalmente emigrati. Oltre a essi, esiste un piccolo numero di tedeschi del Bosforo e di polacchi (questi ultimi abitanti nel villaggio di Polonezköy) insediatisi a Istanbul nell'Ottocento.

#### Ebraismo

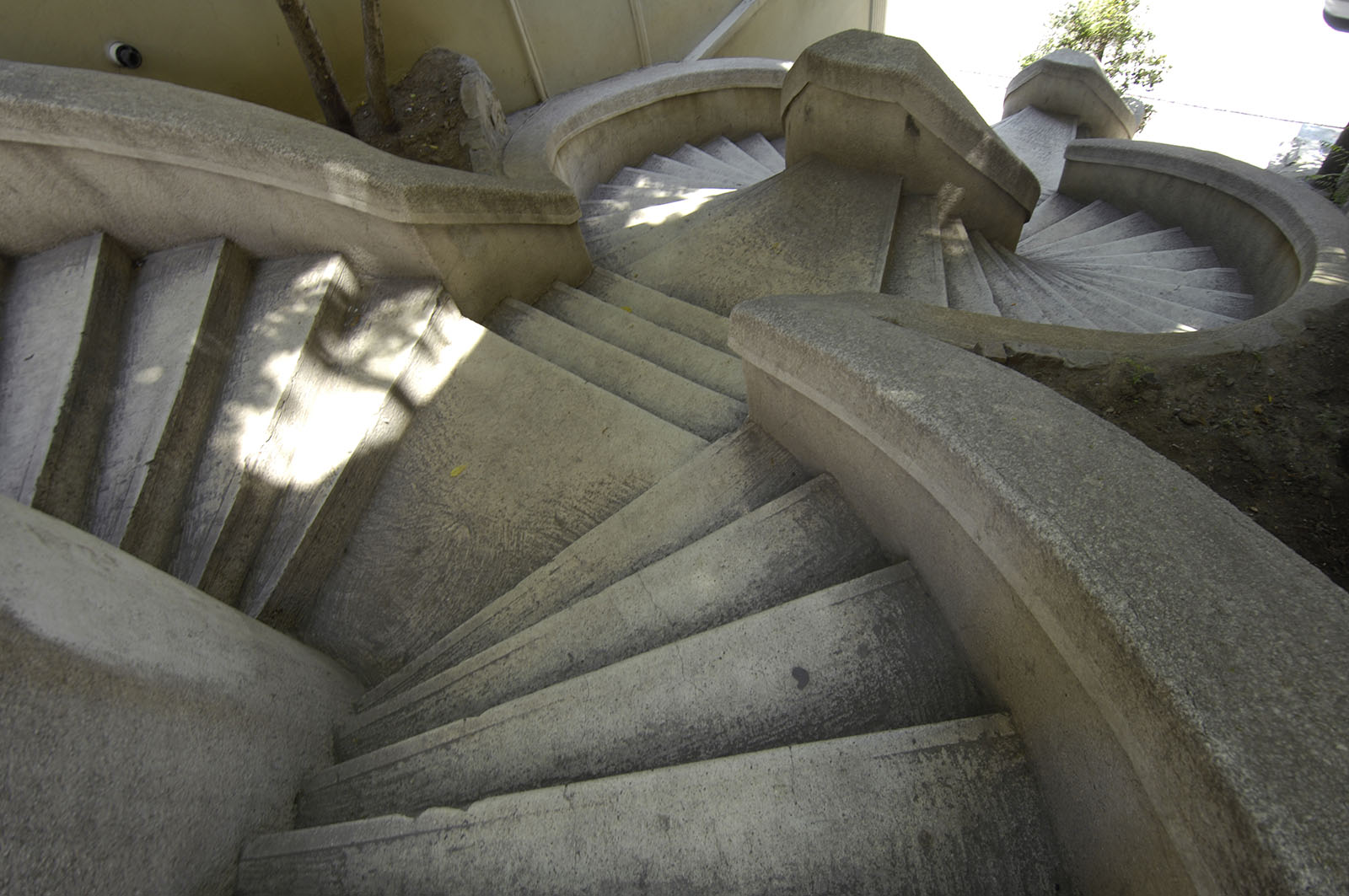
La Scalinata di Camondo, costruita nel XIX secolo dal banchiere ebreo (veneziano-ottomano) Abraham Salomon Camondo, sul Corso delle Banche (Bankalar Caddesi) a Galata.

Gli ebrei - stanziati nel quartiere di Balat - vivevano nella città già durante il periodo bizantino, e furono gli unici abitanti a cui fu permesso di rimanere a Istanbul dopo la conquista. Gli ebrei sefarditi hanno vissuto nella città per oltre 500 anni. Essi lasciarono la penisola iberica durante l'inquisizione spagnola del 1492, quando dopo la caduta del Regno moresco di Andalusia furono costretti a convertirsi al cristianesimo oppure morire. Il sultano ottomano Bayezid II (1481 - 1512) inviò una flotta di notevoli dimensioni comandata da Kemal Reis con l'ordine di salvare gli ebrei sefarditi. Più di 200.000 ebrei si diressero prima verso Tangeri, l'Algeria, Genova e Marsiglia, per poi proseguire verso Salonicco e infine stabilirsi a Istanbul.
Il sultano diede la possibilità di rifugiarsi nell'Impero ottomano a più di 93.000 ebrei spagnoli.
Un'altra grande ondata di ebrei arrivò dal Sud Italia. La Sicilia era sotto diretto controllo spagnolo e gli ebrei che vivevano in quella regione furono sottoposti alle stesse leggi della Spagna venendo cacciati nel 1492. Negli anni successivi gli ebrei vennero espulsi da tutto il Mezzogiorno italiano e molti di questi si diressero a Istanbul. La sinagoga italiana di Galata è frequentata dai discendenti di questi ebrei italiani. Vennero fondate delle sinagoghe che riportavano i nomi delle zone o delle città da cui gli ebrei italiani vennero cacciati, come Sicilia, Calabria, Otranto.

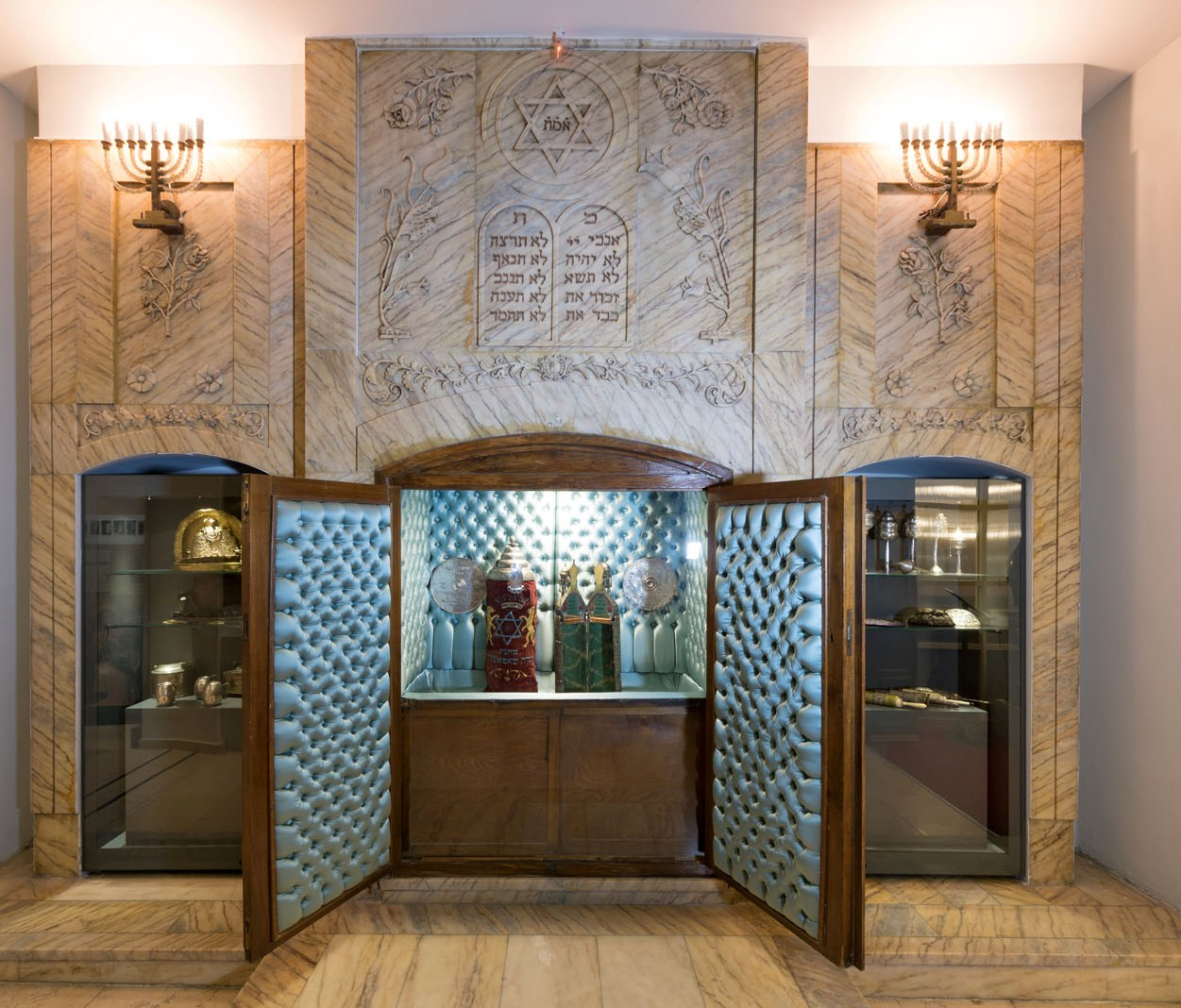
La Sinagoga Zülfaris a Istanbul, l'attuale Museo della Comunità Ebraica di Turchia.

Più di 20.000 ebrei sefarditi vivono ancora a Istanbul, 20 sinagoghe sono attive, di queste la più importante è la Neve Shalom inaugurata nel 1951 nel quartiere Beyoğlu. Il Gran Rabbino Turco di Istanbul (adesso Ishak Haleva) dirige gli affari della comunità. Gli ebrei sefarditi e quelli italiani contribuirono molto ad aumentare la potenza dell'impero ottomano, introducendo nuove idee, tecniche e attività. Il primo torchio tipografico inventato da Gutenberg fu introdotto dagli ebrei sefarditi nel 1493 che dimostrarono eccellenti qualità nella medicina, nel commercio e nelle attività bancarie.
Accanto agli ebrei sefarditi esiste anche una comunità più piccola di Ashkenaziti che vivono in città dal XIX secolo. Istanbul accolse anche gli ebrei ashkenaziti del centro ed est europeo perseguitati dai nazisti durante gli anni 30 e 40 del 900.

### Sanità
La città ha molti ospedali sia pubblici sia privati, cliniche e laboratori all'interno dei suoi confini e numerosi centri di ricerca medica. Molti di questi impianti possiedono apparecchiature ad alta tecnologia, ciò ha contribuito alla recente crescita del "turismo medico" a Istanbul, in particolare dai paesi dell'Europa occidentale come il Regno Unito e la Germania dove i governi inviano i pazienti a basso reddito. Istanbul è diventata in modo particolare una destinazione mondiale per la chirurgia laser oculare e la chirurgia plastica. La città ha anche un ospedale dei veterani dell'esercito ospitato nel centro medico militare.
Connessi all'elevato inquinamento cittadino vi sono dei problemi di salute pubblica che si amplificano in particolare in inverno, quando l'utilizzo dei combustibili tende ad aumentare. Il crescente numero di nuove auto in città e il lento sviluppo del trasporto pubblico urbano sono spesso causa di condizioni di smog. L'uso obbligatorio di benzina verde è stato programmato per cominciare solo nel gennaio 2006.

### Servizi

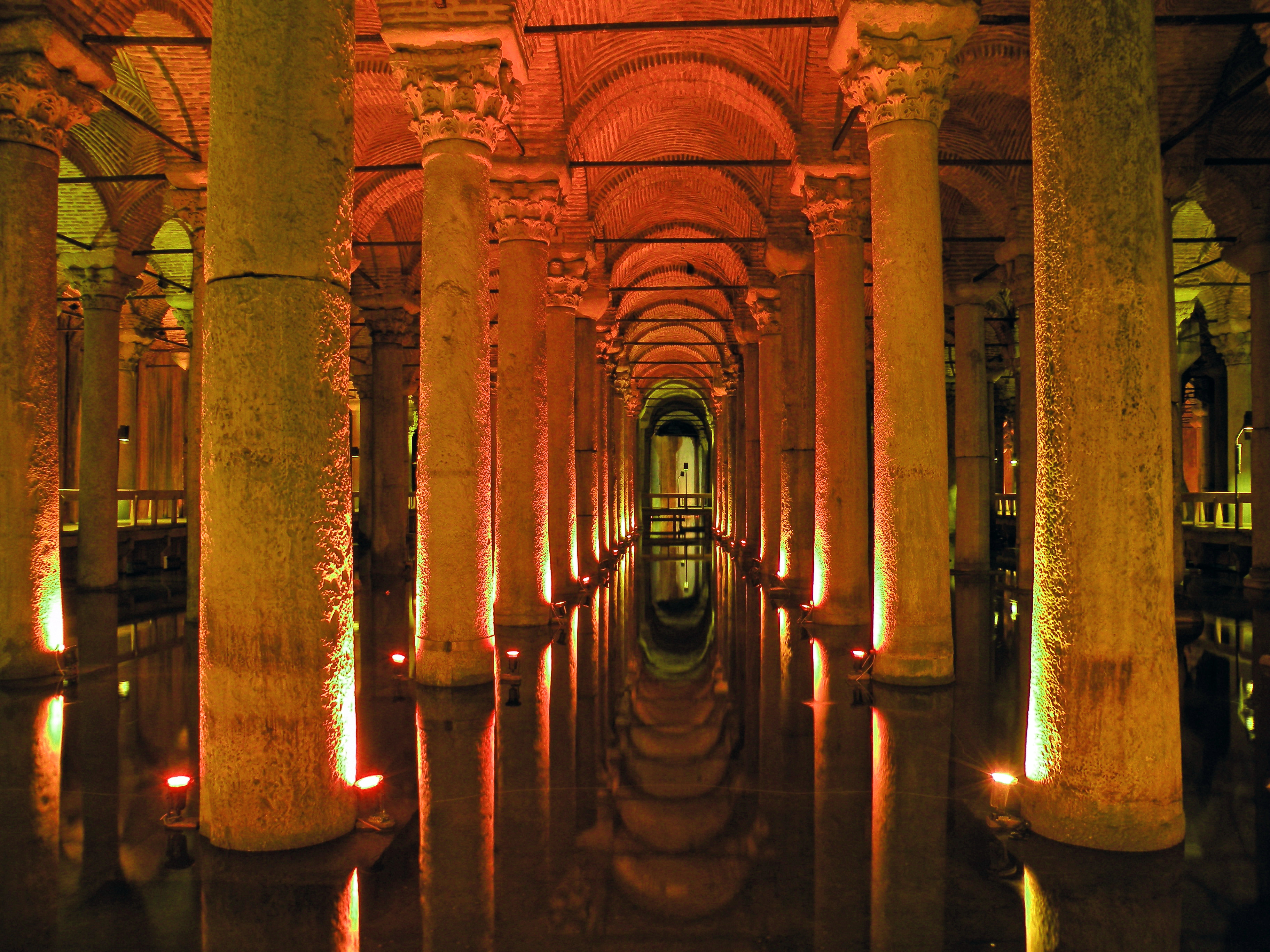
Basilica Cisterna.

I primi sistemi di rifornimento idrico risalgono alla fondazione della città. I due più grandi acquedotti di epoca romana sono l'Acquedotto Mazulkemer e l'Acquedotto di Valente. Questi sono stati progettati per incanalare l'acqua dalla zona Halkalı, nel bordo occidentale della città, al quartiere Beyazıt, nel centro della città. Dopo aver raggiunto il centro della città, l'acqua era in seguito raccolta in numerose cisterne, come la famosa cisterna di Filosseno e la cisterna Basilica. Il sultano Solimano il Magnifico commissionò a Sinān, il suo capo ingegnere e architetto, di migliorare il sistema idrico della città. Sinan costruì il sistema di approvvigionamento idrico Kırkçeşme (che significa "Quaranta Fontane") nel 1555, con l'obiettivo di rispondere alla sempre crescente richiesta del pubblico di acqua.
Oggi, Istanbul ha una fornitura di acqua clorata e filtrata e un sistema di smaltimento delle acque reflue gestito dall'agenzia governativa ISKI. Ci sono anche diverse organizzazioni nel settore privato per la distribuzione di acqua potabile, dal momento che l'acqua proveniente dagli acquedotti non è potabile. Servizi di distribuzione di energia elettrica sono coperti dalla statale TEK. Il primo impianto di produzione di energia elettrica in città, è stato fondato nel 1914 e continuò a erogare energia fino al 1983.
Il Ministero delle Poste e Telegrafi ottomano è stato istituito nella città il 23 ottobre 1840.
Il primo ufficio postale è stato il Postahane-i Amire vicino al cortile della moschea nuova. Nel 1876 è stata resa operativa la prima rete postale internazionale tra Istanbul e le terre al di là del vasto impero ottomano. Nel 1901 vengono resi possibili i trasferimenti di denaro tramite gli uffici postali. Nel luglio 1881 è stata installata la prima rete telefonica di Istanbul, tra il Ministero delle Poste e dei Telegrafi in Sogukcesme e la Postahane-i Amire in Yenicami.
Il 23 maggio 1909, la prima centrale telefonica manuale con una capacità di 50 linee è stata realizzata presso le poste di Sirkeci.

### Criminalità
Il tasso di criminalità è sceso del 35%, passando da 76 285 reati fatti registrare a Istanbul nel 2006 a 57 123 reati registrati nel 2007. Nel 2009, l'amministrazione della città di Istanbul ha incominciato un progetto di installazione di circa 800-900 telecamere di sicurezza.

## Cultura

### Istruzione

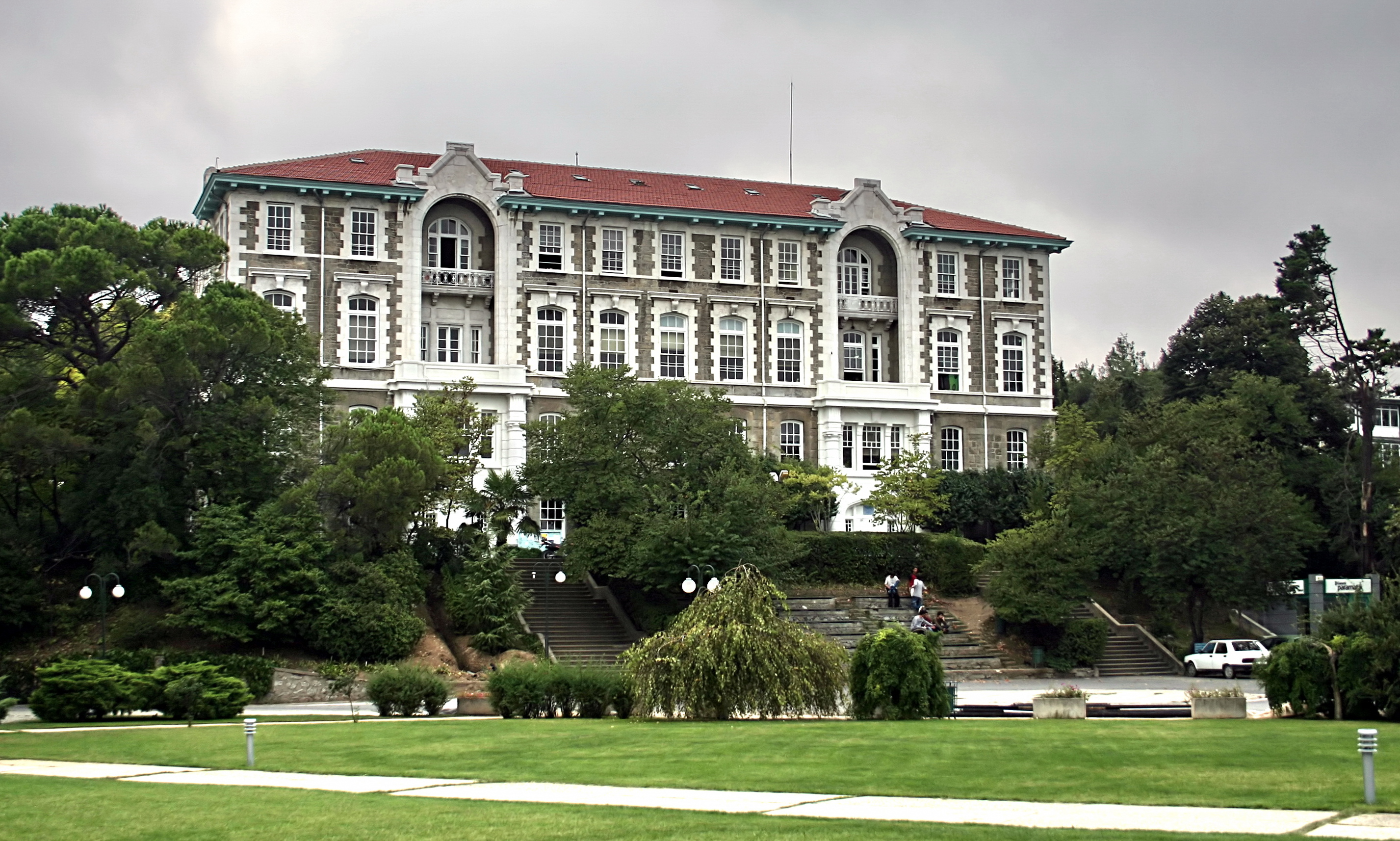
L'Università Boğaziçi.

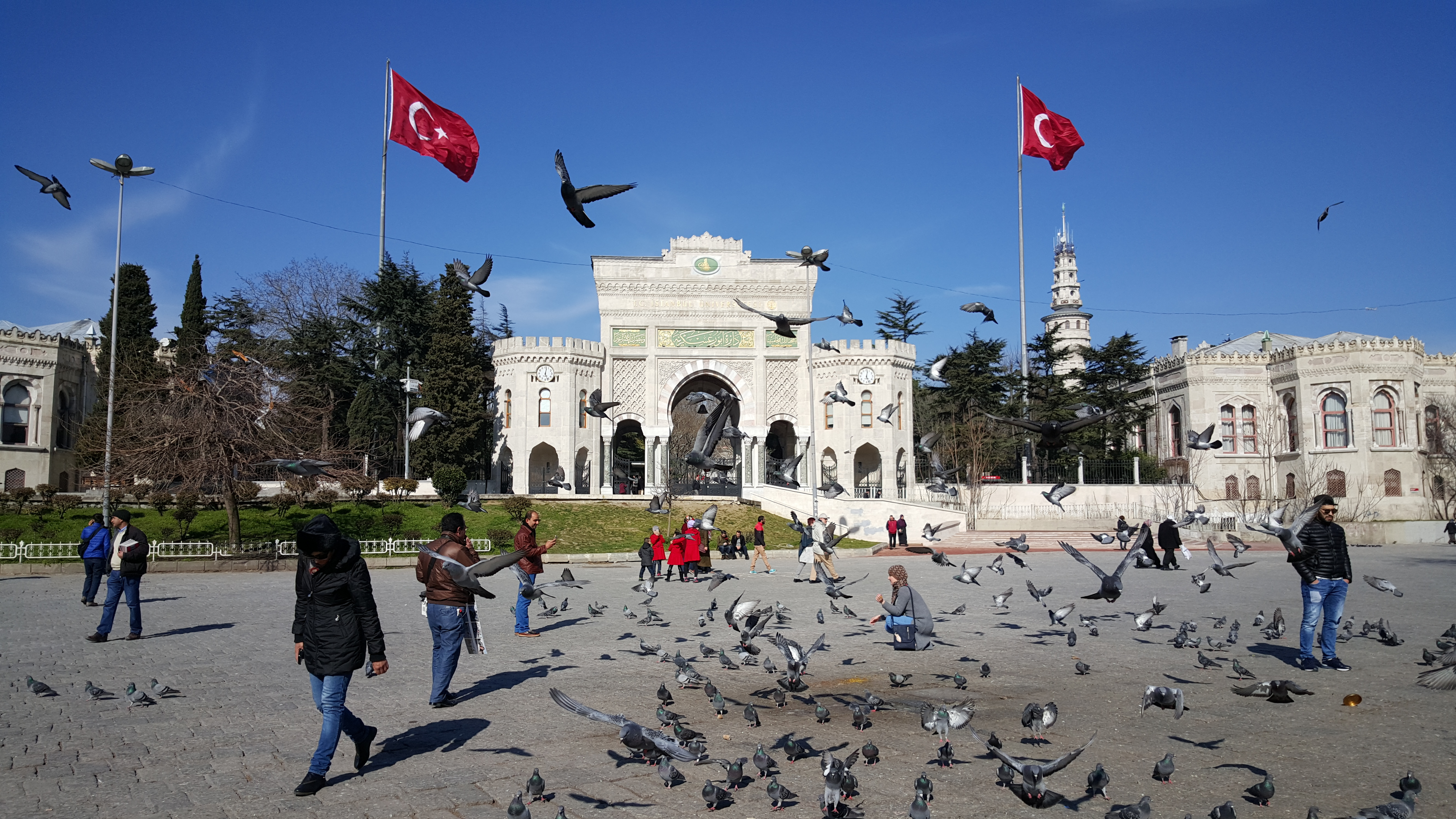
Ingresso principale del Rettorato dell'Università di Istanbul a Piazza Beyazıt (Forum Tauri).

Istanbul ospita alcuni dei migliori istituti di istruzione superiore della Turchia, tra cui più di 35 università pubbliche e private. La maggior parte delle università pubbliche sono di buon livello, ma negli ultimi anni c'è stata anche una crescita notevole del numero di università private. L'Università di Istanbul, fondata come una madrasa nel 1453, è il più antico istituto educativo turco della città, mentre l'Università tecnica di Istanbul (1773) è la terza università tecnica più antica del mondo interamente dedicata alle scienze ingegneristiche. La Marmara Üniversitesi è un'altra grande università con circa 60000 studenti e 12 campus in tutta l'area urbana. 
L'Università del Bosforo (in lingua turca Boğaziçi Üniversitesi) è un'altra antica istituzione educativa di Istanbul, situata sul lato europeo del Bosforo. L'Università Medipol è composta da 12 facoltà, 5 istituti e 4 istituti professionali e conta circa 40000 studenti.
Quasi tutte le scuole private turche superiori e le università di Istanbul insegnano una o due lingue straniere, di solito inglese, tedesco o francese.

### Biblioteche
Istanbul possiede inoltre numerose biblioteche, molte delle quali contengono vaste collezioni di documenti storici del periodo romano, bizantino e ottomano, così come di altre civiltà del passato. Le biblioteche più importanti in termini di raccolte di documenti storici includono la biblioteca del Palazzo di Topkapı, la biblioteca del Museo Archeologico, la biblioteca del Museo Navale, la biblioteca di stato Bayezıd, la biblioteca Nuruosmaniye, la biblioteca Süleymaniye, la biblioteca dell'Università di Istanbul e quelle di Köprülüzade Fazil Ahmed Paşa, di Atatürk e di Çelik Gülersoy. Il filologo tedesco Eric Auerbach, in esilio a Istanbul dal 1936 poiché di origini ebraiche, scriverà qui il suo capolavoro Mimesis tra il 1942 e il 1945; sarà proprio nelle biblioteche della città che potrà reperire i testi utili, seppur poco fornite al tempo per gli studi europeistici.

### Musei
- Platform Garanti Contemporary Art Center
- Museo navale d'Istanbul
- Museo di arte turca e islamica
- Istanbul Modern

### Media
Il primo quotidiano turco, il Takvim-i Vekayi, è stato stampato il 1º agosto 1831 nel distretto Bâbıâli. Bâbıâli divenne il centro principale per la stampa. Istanbul è anche la capitale della Turchia per quanto riguarda la stampa, con una grande varietà di periodici nazionali ed esteri che esprimono diversi punti di vista e giornali nazionali estremamente competitivi. La maggior parte dei giornali a livello nazionale hanno sede a Istanbul. I principali quotidiani includono: Hürriyet, Milliyet, Sabah, Radikal, Cumhuriyet, Zaman, Türkiye, Aksam, Bugün, Stella, Dünya, Tercüman, Güneş, Vatan, Posta, Takvim, Vakit, Yeni Safak, Fanatik e Turkish Daily News. Ci sono anche numerose emittenti locali e nazionali televisive e radiofoniche che si trovano a Istanbul, come ad esempio: Star TV, TV Show, Sky Türk, MTV Türkiye, Türkiye Fox, Fox Sports Türkiye, NTV, Samanyolu TV, Kanal D, ATV, CNBC-e, CNN Türk, Cine5, TGRT Haber, Kanal 7, Kanal Turk, Flash TV e molti altri. Nella città di Istanbul, ci sono oltre un centinaio di stazioni radio FM.

### Musica

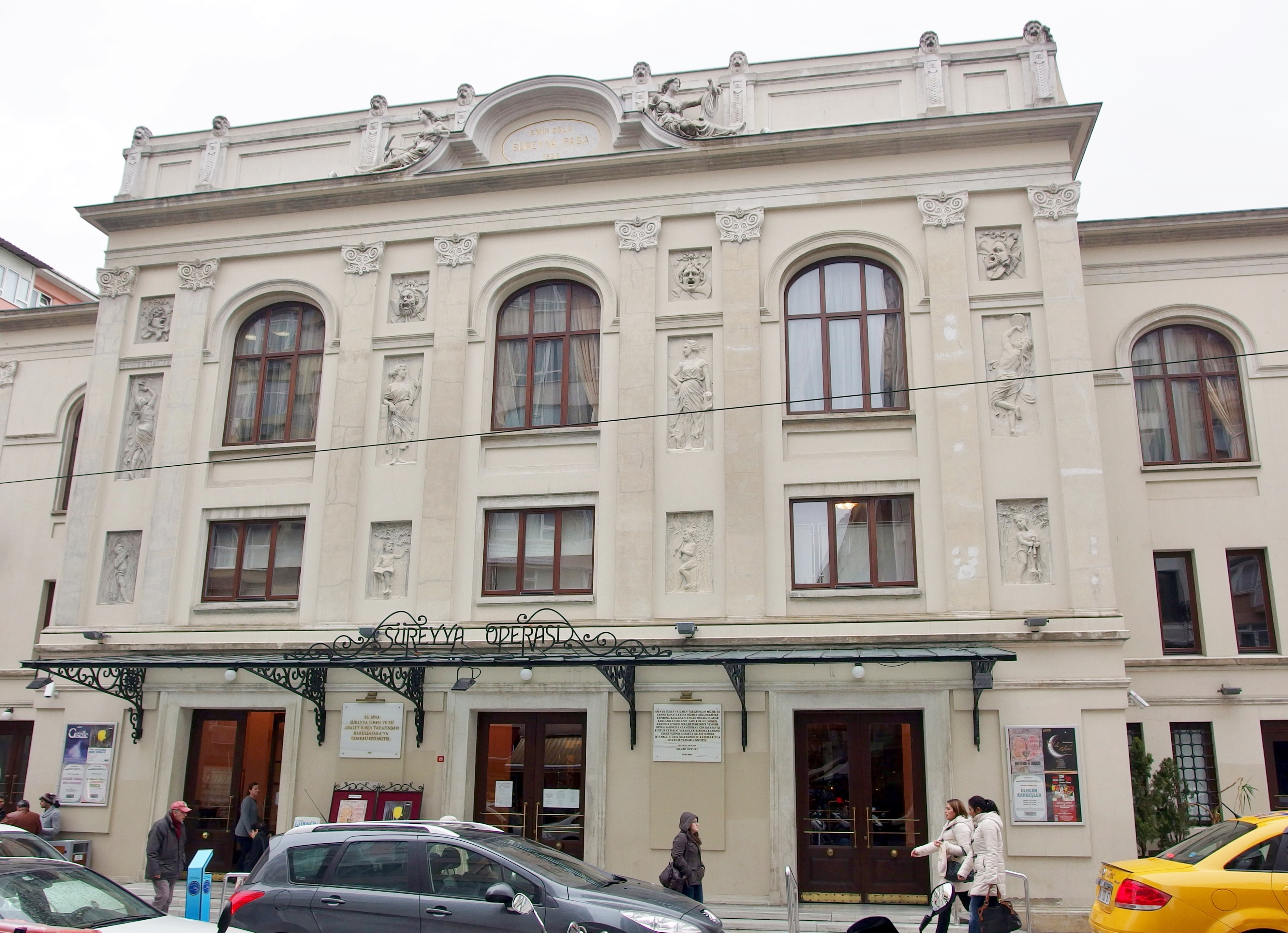
L'Opera di Süreyya

Istanbul ha ospitato l'Eurovision Song Contest 2004 grazie alla vittoria della cantante locale Sertab Erener con la canzone Everyway That I Can.

### Cucina
Famoso in tutto il mondo è il Lokum, pasticcino creato a Istanbul a fine 1700.

### Bagni turchi

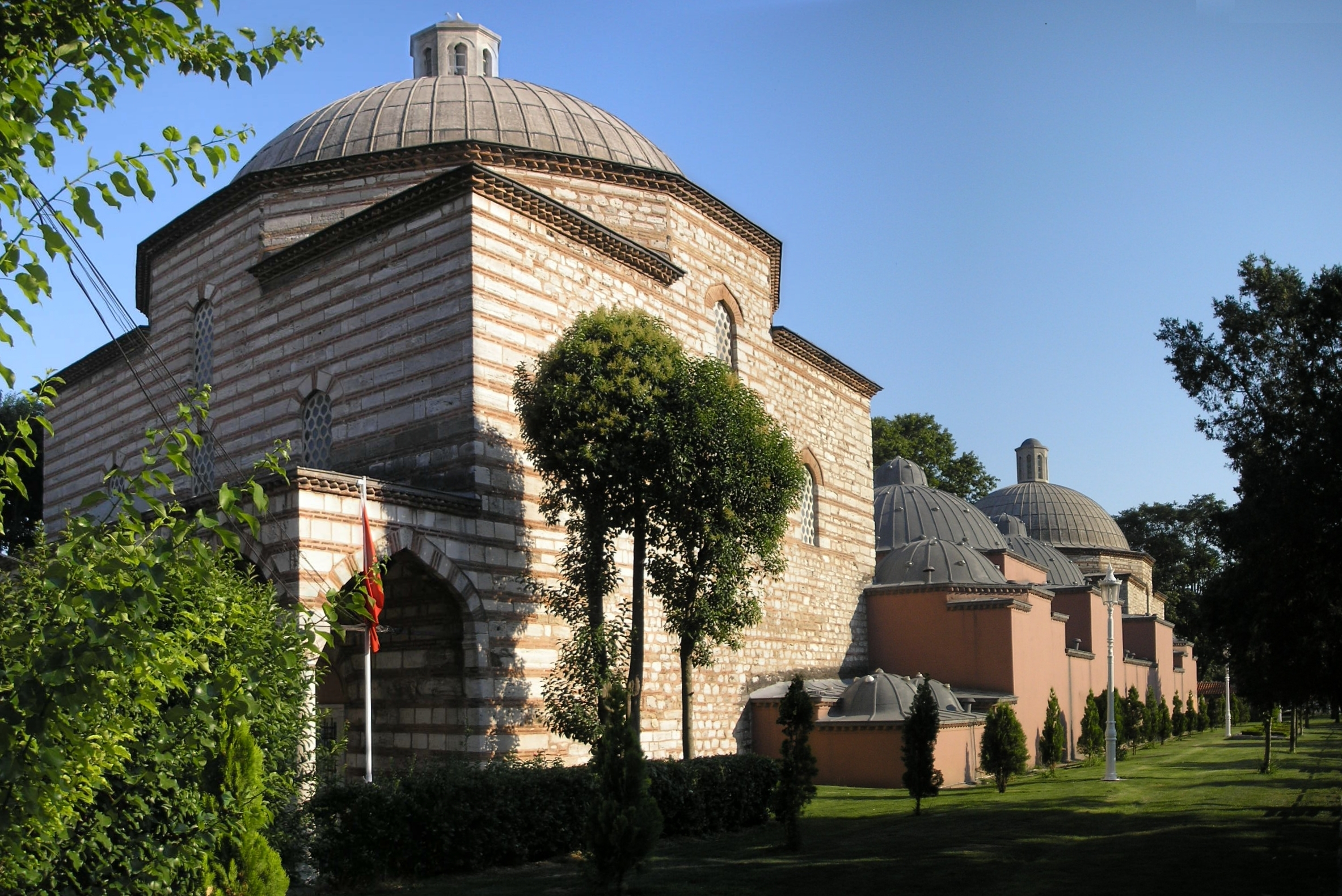
L'Hammam voluto da Roxelana ed eretto da Sinān.

Una significativa cultura si è sviluppata intorno all'Hammam, cioè il bagno turco. Esso ha rappresentato uno dei luoghi preferiti dove passare il tempo libero durante tutto il periodo ottomano, uno dei più begli esempi è il Çemberlitaş Hamamı (1584), situato presso la piazza Çemberlitaş, l'antico foro di Costantino. Un altro ottimo esempio del XVII secolo è il Galatasaray Hamami, che si trova nel quartiere di Beyoğlu, noto per la qualità del servizio e la sua pulizia. Durante l'Impero ottomano, molti Hamam sono stati costruiti accanto alle moschee, come parte della "külliye" (complesso). Un bellissimo esempio di ciò è l'Hamam della moschea di Kilic Ali Pasa, costruita da Sinān.

## Geografia antropica

### Suddivisioni amministrative

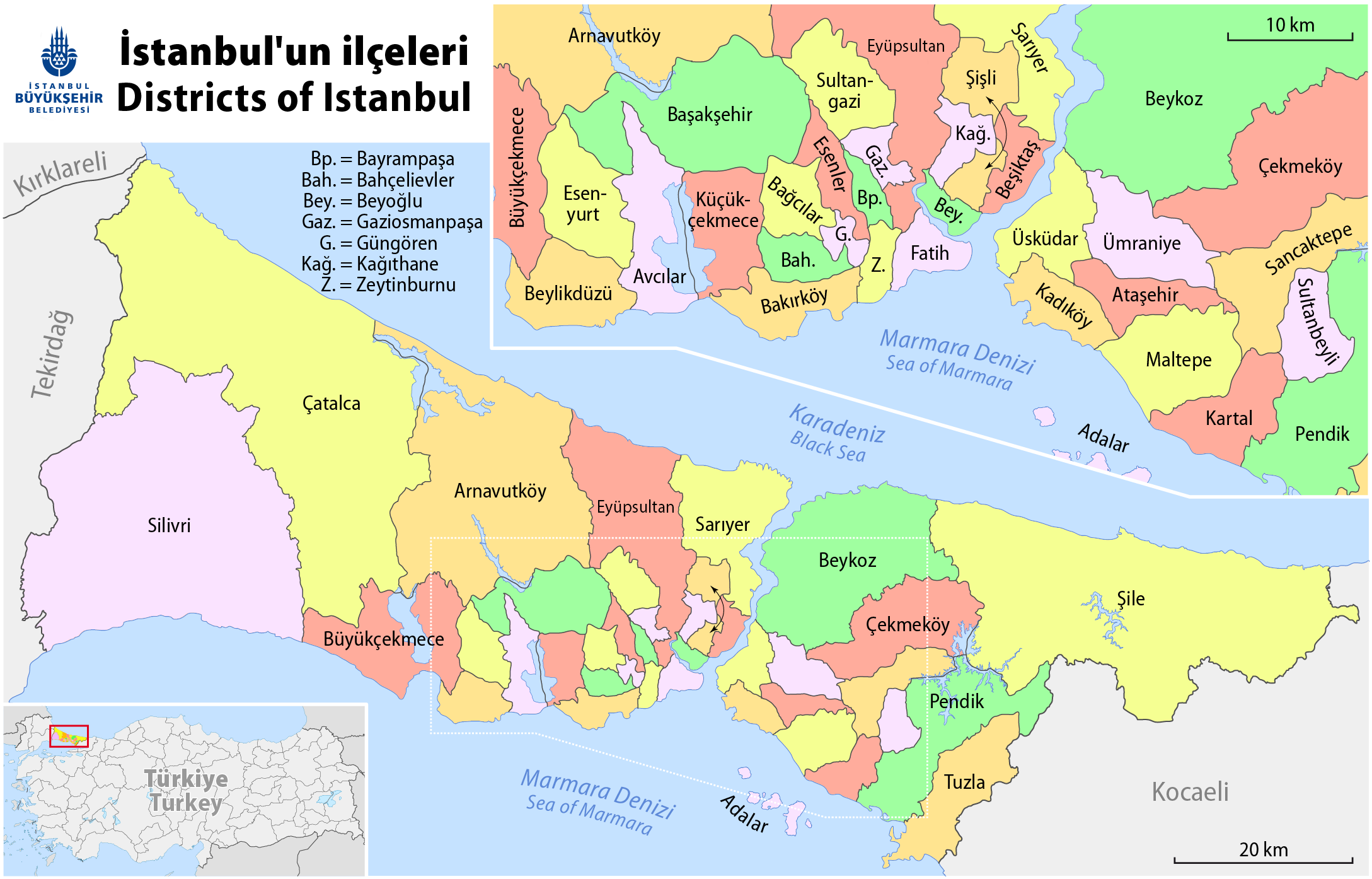
Distretti di Istanbul

Amministrativamente Istanbul è un comune metropolitano (in turco büyükşehir belediyelesi) che comprende i centri urbani di tutti i 39 distretti della sua provincia. Il principale organo decisionale del comune è il Consiglio Comunale, guidato dal sindaco. Fra le sue responsabilità il controllo degli appalti, la decisione dei prezzi dei biglietti sui mezzi pubblici e la regolazione delle tasse. Tutti i membri del consiglio, tra cui il sindaco, sono eletti per cinque anni.
Dal 26 marzo 2025 il sindaco di Istanbul è Nuri Aslan del CHP, subentrato nella carica di primo cittadino dopo il controverso arresto di Ekrem İmamoğlu (eletto nel 2019 e rieletto nel 2024), che era stato il primo repubblicano a vincere le elezioni municipali dopo 25 anni di dominio del partito islamico AKP. Dal 5 giugno 2023 il governatore della provincia di Istanbul è invece Davut Gül.
La struttura di governo metropolitano è composto da tre organi principali: (1) il Sindaco (eletto ogni cinque anni), (2) il Consiglio Metropolitano (organo decisionale con il sindaco), (3) il comitato esecutivo metropolitano. Ci sono tre tipi di enti locali: (1) comuni, (2) le amministrazioni provinciali speciali, (3) le amministrazioni villaggio. Tra le autorità locali, i comuni stanno acquisendo maggiore importanza con l'aumento dell'urbanizzazione.
L'attuale edificio del municipio, iniziatosi il 17 dicembre 1953 e inaugurato il 26 maggio 1960, si trova nel Municipio di Fatih.

#### Distretti e quartieri

Mappa con i distretti di Istanbul.

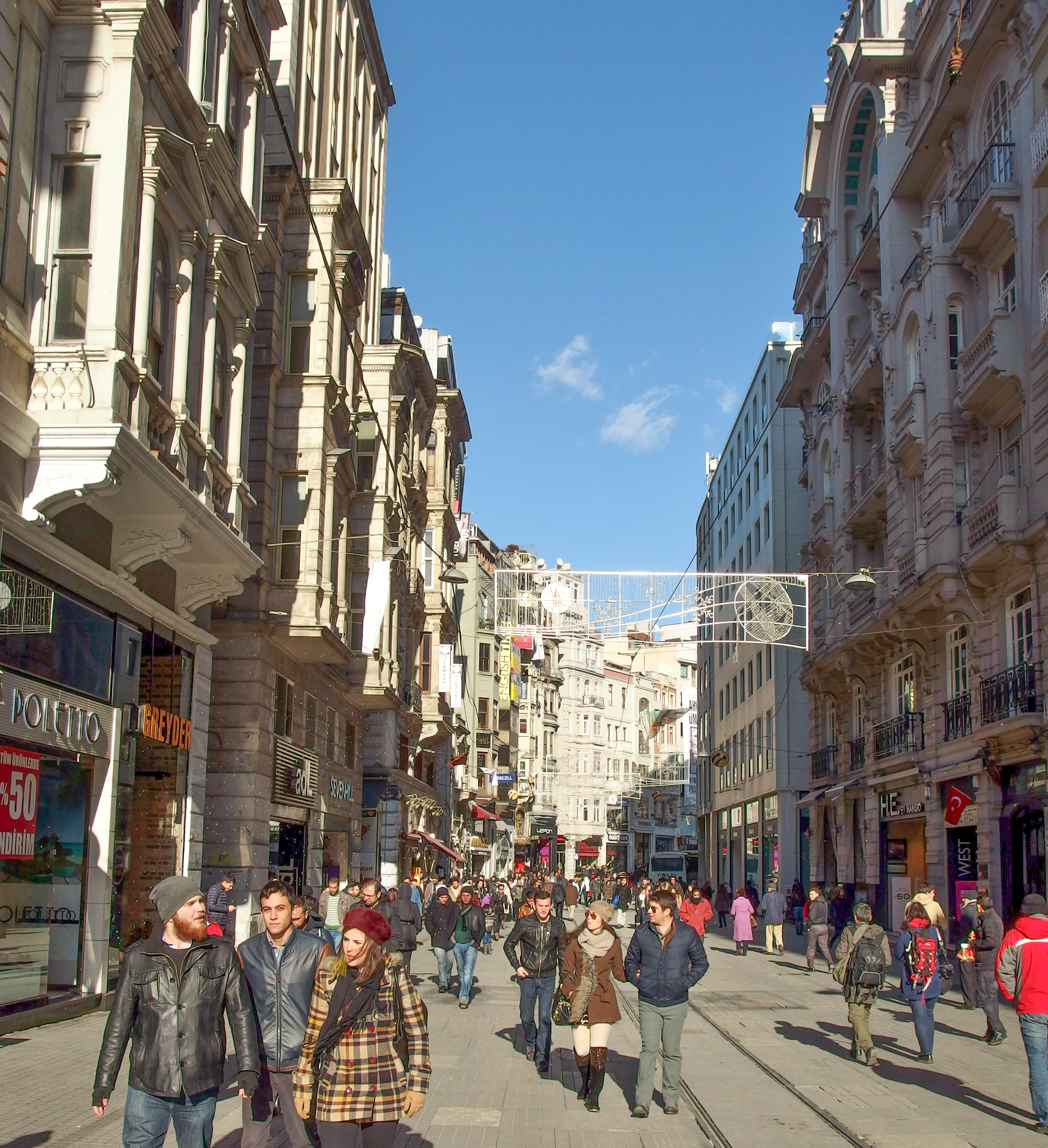
İstiklal Caddesi (Grande Rue de Péra) nel distretto Beyoğlu (Péra) a Istanbul. Durante il periodo ottomano, la sede del Bailo della Repubblica di Venezia si trovava a questo distretto.

Amministrativamente il comune metropolitano di Istanbul si estende su tutti i distretti della provincia, comprendendo i distretti interamente urbani di Avcılar, Bağcilar, Bahçelievler, Bakırköy, Bayrampaşa, Beşiktaş, Beylikdüzü, Beyoğlu, Büyükçekmece, Esenler, Esenyurt, Fatih, Gaziosmanpaşa, Güngören, Kağıthane, Küçükçekmece, Sultangazi, Şişli, Zeytinburnu sulla sponda europea del Bosforo, e di Adalar, Ataşehir, Kadıköy, Kartal, Maltepe, Sultanbeyli, Tuzla, Ümraniye, Scutari (Üsküdar) sulla sponda asiatica. Il comune amministra anche i centri urbani degli altri distretti della provincia.
Fra i quartieri storici più noti di Istanbul vi sono:
- Eminönü, corrispondente al cuore storico di Istanbul, nel distretto di Fatih;
- Bebek, quartiere molto elegante e centro residenziale di lusso posto sulla riva europea tra i due ponti sul Bosforo;
- Galata (il cui nome si dice derivi dalla parola greca "galà-ktòs", che vuol dire latte), l'antica colonia genovese sul Corno d'Oro, oggi noto come Karaköy;
- Fener, uno dei quartieri più popolari dentro le mura, un tempo centro dell'etnia greca e ripopolato recentemente da immigrati dal sud-est del paese, sede del Patriarcato greco, e uno dei pochi luoghi dove si è conservata la vecchia Istanbul, nel distretto di Fatih;
- Samathia, sul Mar di Marmara, caratterizzato da molte chiese greche e armene, oggi noto come Koca Mustafa Pasha, nel distretto di Fatih;
- Beyoğlu, al di là del Corno d'Oro, l'antica Pera, il cui tessuto urbanistico è prevalentemente Liberty;
- Nişantaşı, anch'esso risalente alla fine dell'Ottocento, e che oggi è il quartiere più glamour della città;
- Etiler, centro direzionale e residenziale di lusso;
- Sulukule, storico quartiere Rom nel distretto di Fatih.

## Economia

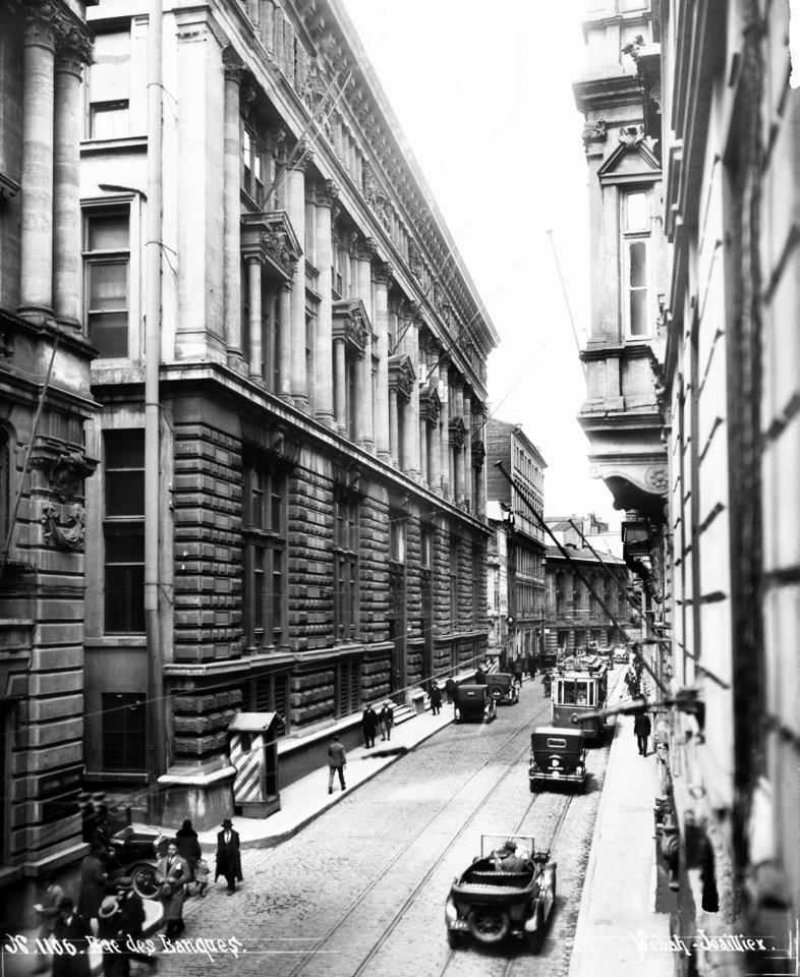
Bankalar Caddesi (Viale delle Banche) a Galata fu il centro finanziario dell'Impero ottomano. La sede (inaugurata nel 1892) della Banca Centrale dell'Impero ottomano si trova a sinistra.

Oltre a essere la più grande città ed ex capitale politica del paese, Istanbul è sempre stata il centro della vita economica della Turchia in virtù della sua posizione di incrocio di terre internazionali e rotte commerciali del mare. Istanbul è anche il più grande centro industriale della Turchia. Essa occupa circa il 20% della manodopera industriale e contribuisce al 38% del lavoro industriale di tutto il paese. Istanbul e la sua provincia producono cotone, frutta, olio di oliva, seta e tabacco. La trasformazione alimentare, la produzione tessile, i prodotti petroliferi, la gomma, la ceramica, cuoio, industrie chimiche, farmaceutiche, elettroniche, del vetro, automobili, prodotti di carta e le bevande alcoliche sono tra i principali prodotti industriali della città.

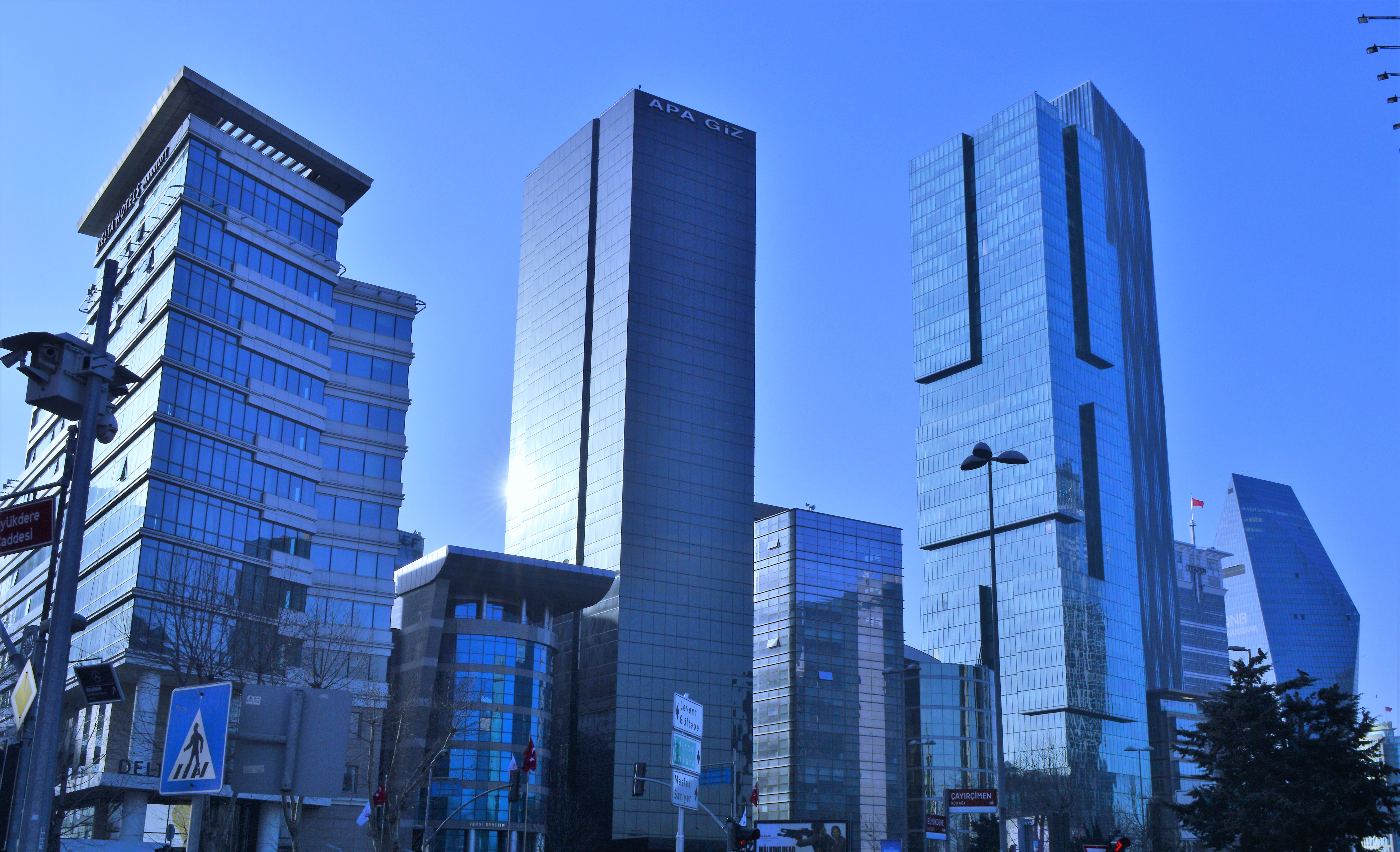
Il quartiere finanziario Levent nella parte europea di Istanbul

Nata come la Borsa Ottomana di Istanbul (Dersaadet Tahvilat Borsası) nel 1866 e riorganizzata la sua struttura attuale nel 2013, la Borsa Istanbul (BIST) è l'unico mercato di titoli di Turchia. Nel corso del XIX secolo e nei primi del XX secolo, Bankalar Caddesi (Corso delle Banche) a Galata è stato il centro finanziario dell'Impero ottomano, dove vi era la sede centrale della Banca Ottomana e Borsa Ottomana di Istanbul. Bankalar Caddesi ha continuato a essere il principale quartiere finanziario di Istanbul fino al 1990, quando la maggior parte delle banche turche hanno cominciato a spostare il loro quartier generale per presso i moderni quartieri di Levent e Maslak. Nel 1995, la Borsa di Istanbul si è trasferita nella suo attuale edificio nel quartiere di İstinye sulla costa europea del Bosforo.

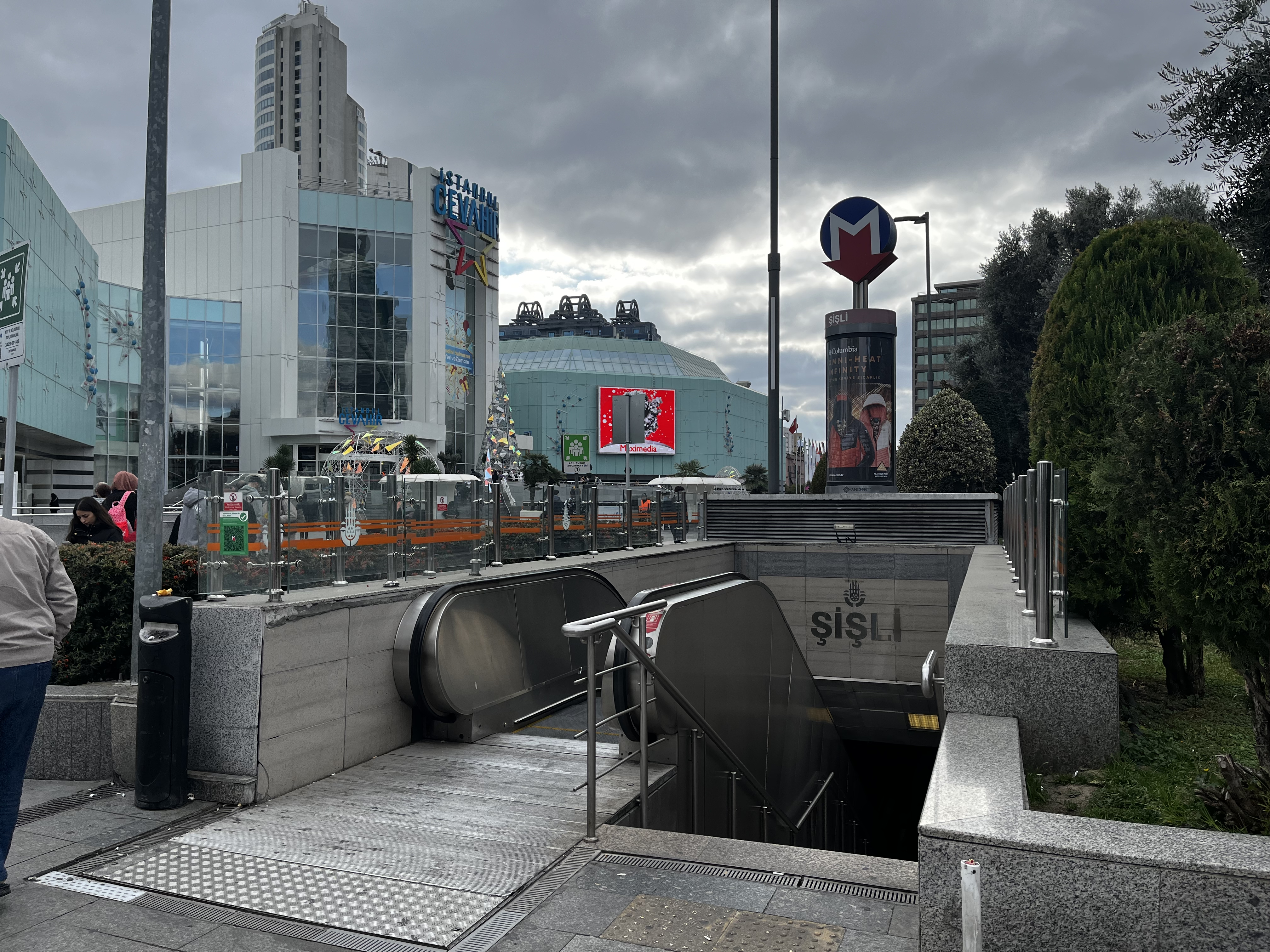
Istanbul Cevahir nel distretto Şişli fu il centro commerciale più grande d'Europa dal 2005 al 2011.

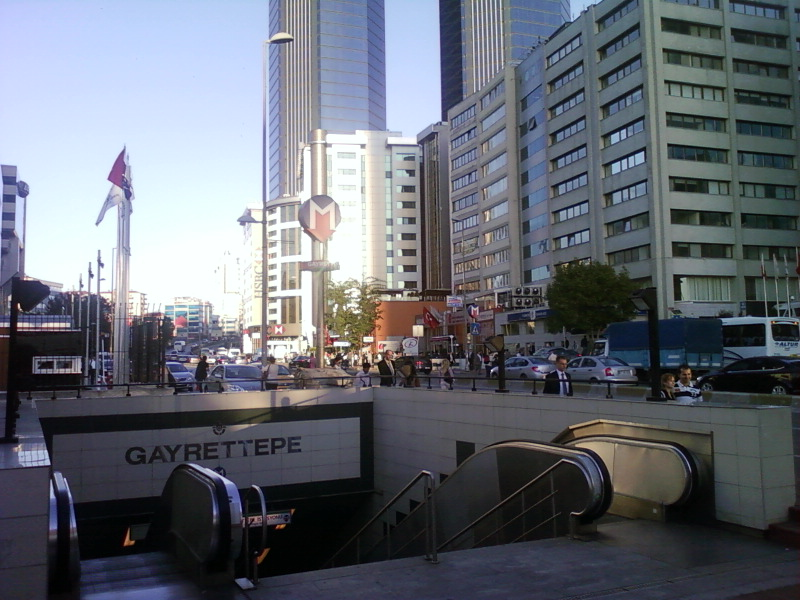
La stazione Gayrettepe della metropolitana di Istanbul

Oggi, la città genera il 55% del commercio della Turchia e il 45% del commercio all'ingrosso del paese e genera il 21,2% del prodotto nazionale lordo della Turchia. Istanbul raccoglie il 40% di tutte le imposte riscosse nella Turchia e produce il 27,5% del prodotto nazionale. Nel 2005 il Comune di Istanbul produceva un PIL di 133 miliardi di dollari. Nel 2005 le società con sede a Istanbul hanno effettuato esportazioni per il valore di 41.397 milioni di dollari e le importazioni di un valore 69.883 milioni di dollari. Questi dati corrispondevano al 56,6% e 60,2% delle esportazioni e delle importazioni rispettivamente di tutto il paese, in quell'anno.

### Turismo
Istanbul è uno dei luoghi turistici più importanti della Turchia. Vi sono migliaia di alberghi e imprese turistiche in città. Nel 2006 un totale di 23.148.669 turisti hanno visitato la Turchia, la maggior parte dei quali sono entrati nel paese attraverso i porti e gli aeroporti di Istanbul e Antalya. Il numero totale di turisti che sono entrati in Turchia attraverso l'Aeroporto Internazionale Atatürk e di Sabiha Gökçen ha raggiunto i 5.346.658 di unità, passando dalle 4.849.353 del 2005. Istanbul è anche un centro per le grandi conferenze e come sede per le principali associazioni internazionali del mondo.

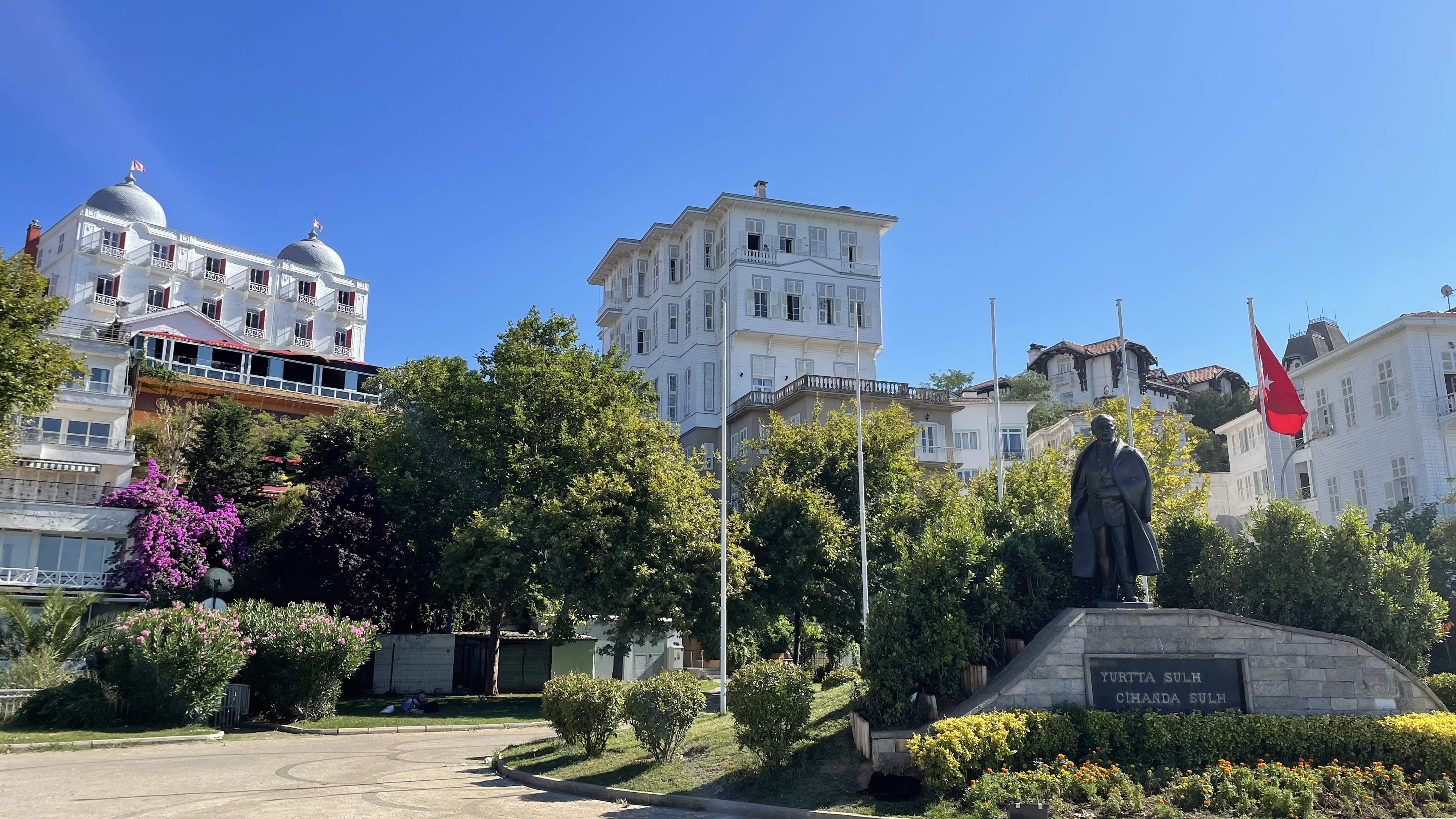
Le Isole dei Principi (qui Büyükada) si trovano nel Mar di Marmara, a sud-est della penisola storica di Istanbul.

Recentemente, nella vecchia parte della città sono state riaperte alcune spiagge. I luoghi più popolari per bagnarsi sono in Bakırköy, Küçükçekmece e Sariyer. Fuori dalla città vi sono le Isole dei Principi e Kilyos e Şile sul Mar Nero.
Le Isole dei Principi (Adalar) sono un gruppo di isole in cui è proibito il trasporto a motore: sono situate nel Mar di Marmara, a sud dei quartieri asiatici di Kartal e Pendik. Pini e cembri, palazzi in stile neoclassico e Art Nouveau in stile ottomano del XIX secolo e inizio del XX secolo, carrozze trainate da cavalli e ristoranti di pesce li rendono una destinazione molto popolare. Sono raggiungibili con i traghetti per pendolari o con il catamarano ad alta velocità (Deniz otobüsü) da Eminönu e Bostancı.
Şile è una lontana e rinomata località balneare turca sul Mar Nero, a 50 chilometri da Istanbul, dove possono essere trovate spiagge incontaminate di sabbia bianca. Kilyos è una piccola località balneare tranquilla, situata in Europa, non lontano dall'ingresso settentrionale del Bosforo, sul Mar Nero. Il luogo è diventato popolare negli ultimi anni tra gli abitanti di Istanbul come meta di escursioni. Kilyos offre una spiaggia con ristoranti di pesce e locali notturni, particolarmente attivo in estate con molte feste notturne e concerti dal vivo sulla spiaggia.

#### Acquisti

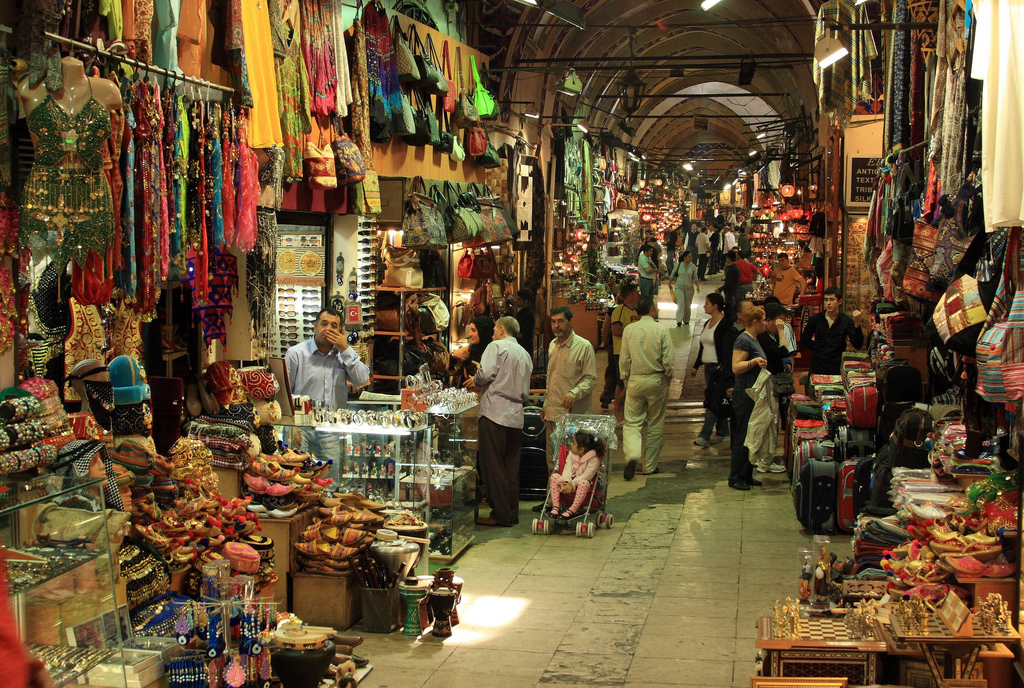
Il Grand Bazaar è uno dei più grandi mercati coperti del mondo.

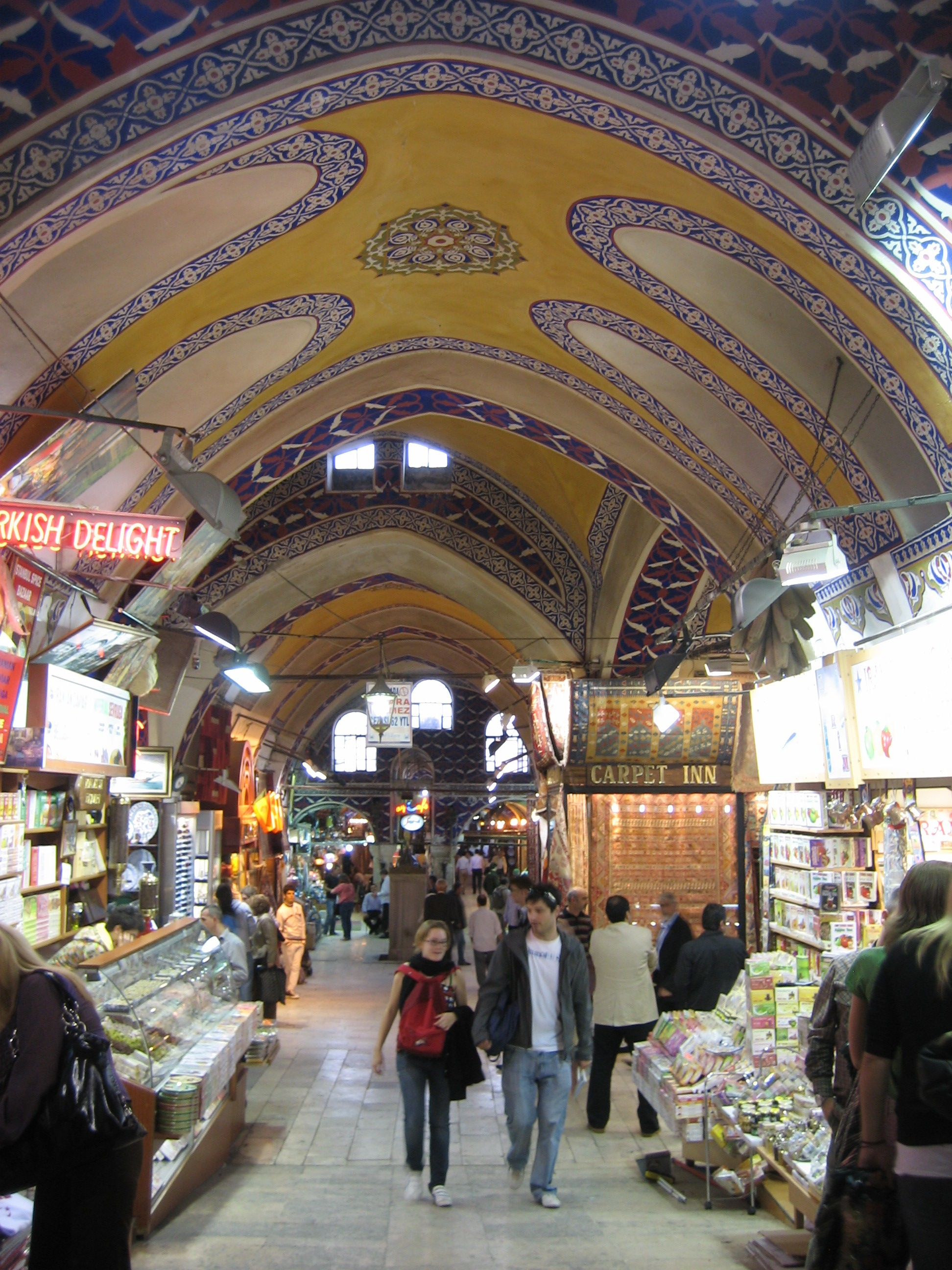
Interno del Grande Bazar di Istanbul

Istanbul ha numerosi centri commerciali storici, come il Gran Bazar (fondato nel 1461), il Mahmutpasa Bazar (1462) e il Bazaar egiziano (1660). Il primo centro commerciale moderno in Turchia è stata la galleria Ataköy (1987), che è stata seguita da decine di altri centri sorti negli ultimi decenni, come Akmerkez (1993), Metrocity (2003), Mall Cevahir (2005) che è il più grande centro commerciale in Europa, e il mercato Kanyon (2006). Nişantaşı Istinye (2007) e City (2008) sono due nuovi centri commerciali dedicati ai consumatori di fascia alta e propongono quasi esclusivamente celebri brand di alta moda.

#### Ristoranti

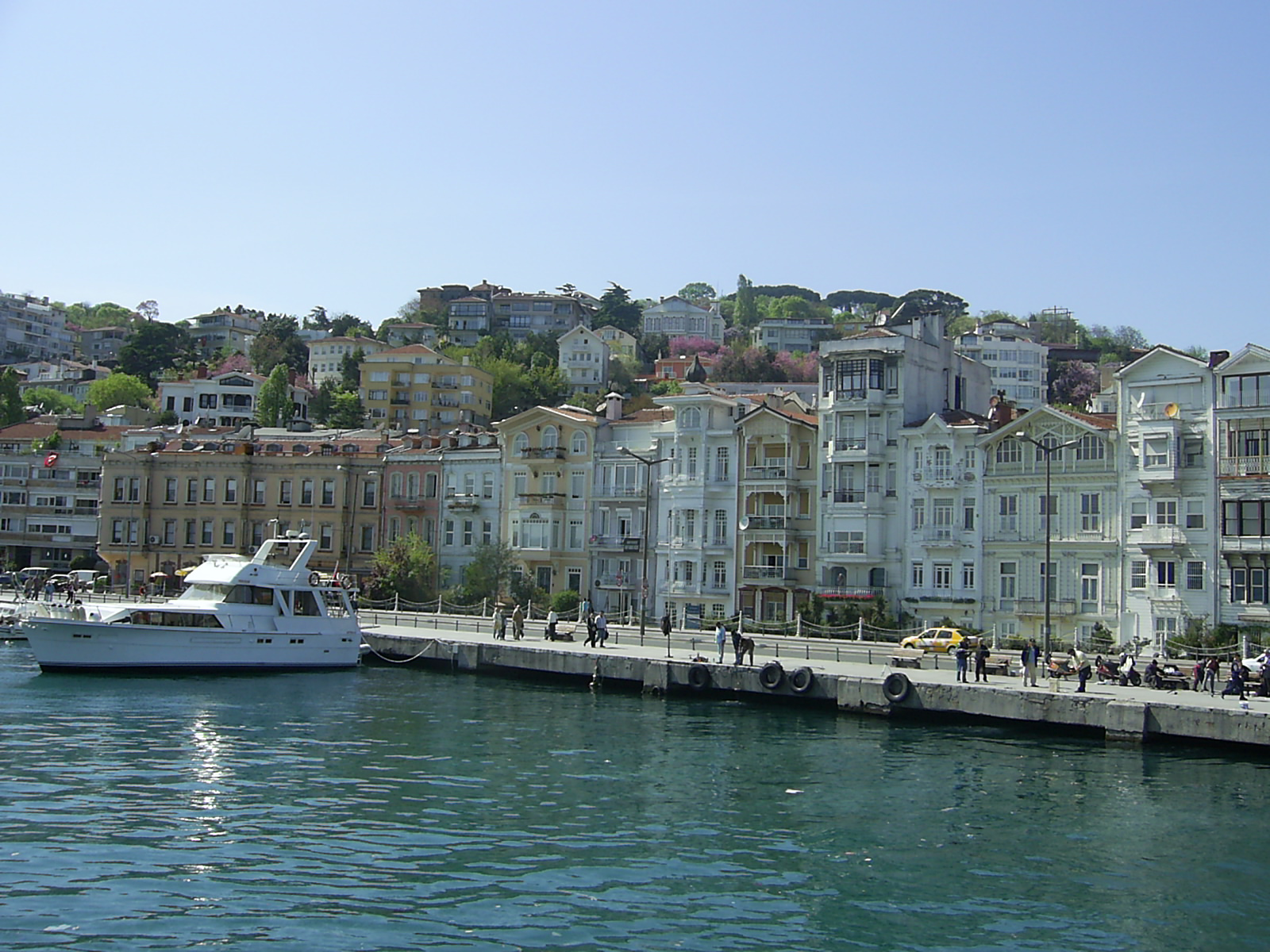
I quartieri di Bebek, Arnavutköy e Yeniköy sul Bosforo sono famosi per i loro ristoranti di pesce.

Insieme con i ristoranti tradizionali turchi, molti ristoranti europei, dell'estremo Oriente e numerose altre cucine internazionali sono fioriti in città. La maggior parte dei locali e pub storici della città si trovano nelle zone intorno Istiklal Caddesi a Beyoğlu.
Altri pub storici si trovano nelle zone intorno Pasaji Tünel e nelle vicinanze della Asmalimescit Sokagi. Alcuni quartieri storici intorno a Istiklal Caddesi sono stati recentemente riqualificati, con diversi livelli di successo, per offrire pub, ristoranti, caffetterie e locali con musica dal vivo.
A Istanbul, soprattutto nella zona di Beyoĝlu, esistono anche numerose Meyhane, semplici locali dove si va a bere vino e ascoltare musica turca.
Istanbul è anche famosa per i suoi storici ristoranti di pesce, ad esempio, il quartiere di Kumkapı ha una zona pedonale che è dedicata esclusivamente a questa tipologia di locali. Circa 30 ristoranti di pesce si trovano lì. Molti altri, e di alto livello, si trovano lungo le rive del Bosforo, in particolare a Bebek, Arnavutköy, Yeniköy, Beylerbeyi e Çengelköy, e a Yeşilköy, in riva al Mar di Marmara verso l'ovest della città. Buyukada, la più grande delle Isole dei Principi, nel Mar di Marmara, è tra le più rinomate località per chi ama la cucina di mare.

#### Vita notturna
Ci sono molti locali notturni, pub, ristoranti e taverne con musica dal vivo in città. Le zone intorno Istiklal Caddesi, Nişantaşı, Bebek e Kadıköy offrono tutti i tipi di caffè, ristoranti, pub e discoteche, nonché gallerie d'arte, teatri e cinema. Il "Babilonia" e "Nu Pera" a Beyoğlu sono i locali notturni più in voga sia in estate sia in inverno.
I più popolari dei locali estivi a cielo aperto si trovano sul Bosforo, come "Sortie", "Reina" e "Anjelique" nel quartiere Ortaköy. Il "Jazz Bar Q" in Ortaköy offre musica jazz dal vivo in un ambiente elegante.
Luoghi come l'Istanbul Arena Maslak e Kurucesme Arena sul Bosforo frequentemente ospitano concerti dal vivo di cantanti famosi e band provenienti da ogni angolo del mondo. Parkorman' in Maslak ha ospitato l'isola di MTV nel 2002 ed è un popolare luogo di ritrovo per concerti dal vivo e feste rave in estate.

## Infrastrutture e trasporti

### Aeroporti

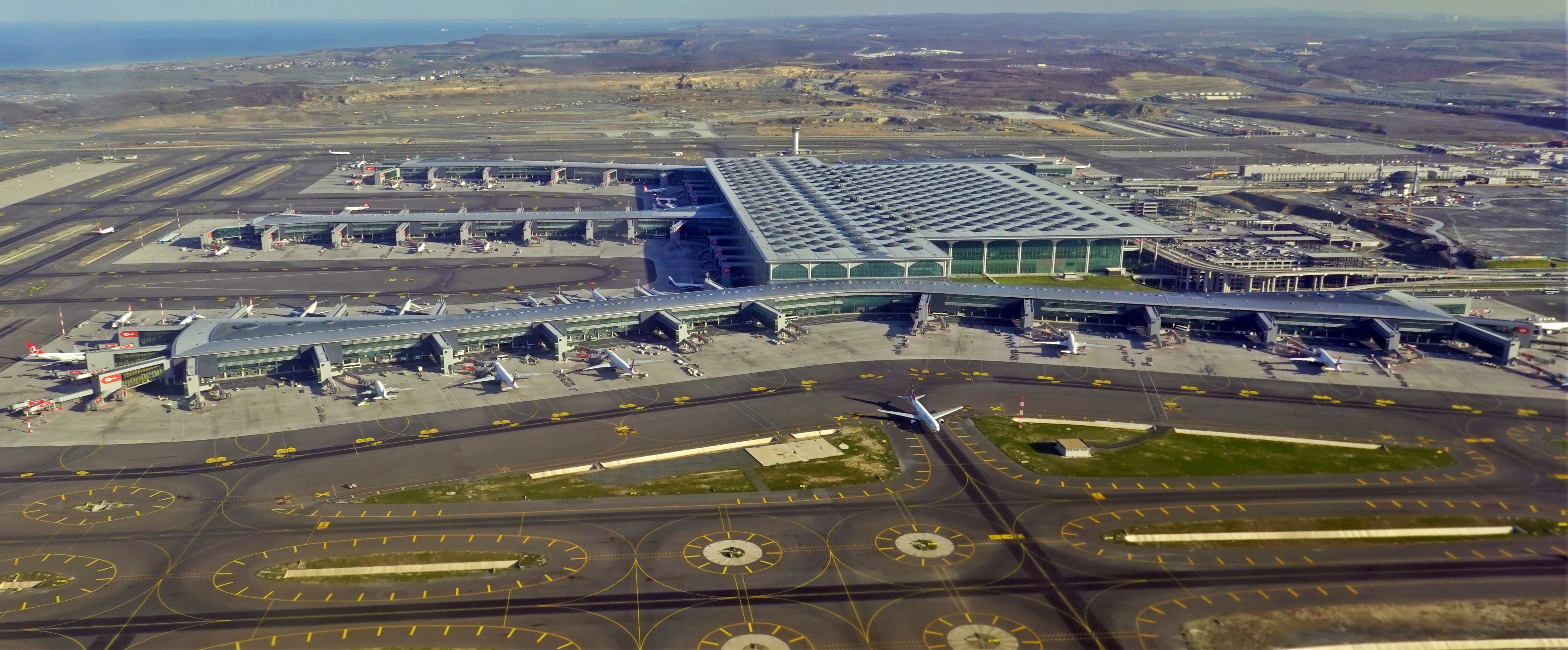
Il nuovo Aeroporto di Istanbul, situato nella parte europea, una volta completato sarà il principale scalo del pianeta.

Fino al 2018, Istanbul disponeva di due aeroporti internazionali: il più grande era l'Aeroporto Internazionale Atatürk, che si trova nel quartiere di Yeşilköy sul versante europeo a circa 24 chilometri a ovest dal centro della città. Quando fu costruito, l'aeroporto era situato al margine occidentale dell'area metropolitana ma ora si trova entro i confini della città. Più piccolo è l'Aeroporto Internazionale di Istanbul-Sabiha Gökçen situato nel distretto di Pendik nella parte asiatica, vicino al circuito di Formula 1, si trova a circa 20 chilometri a est della parte asiatica e a 45 km a est del centro della città europea. Per rispondere all’insufficienza delle infrastrutture esistenti, è stato recentemente attivato un terzo aeroporto, situato sulla sponda europea del Mar Nero. L'aeroporto Atatürk è rimasto aperto solo per manutenzione / tecnica, aviazione generale, e voli speciali.

### Navigazione

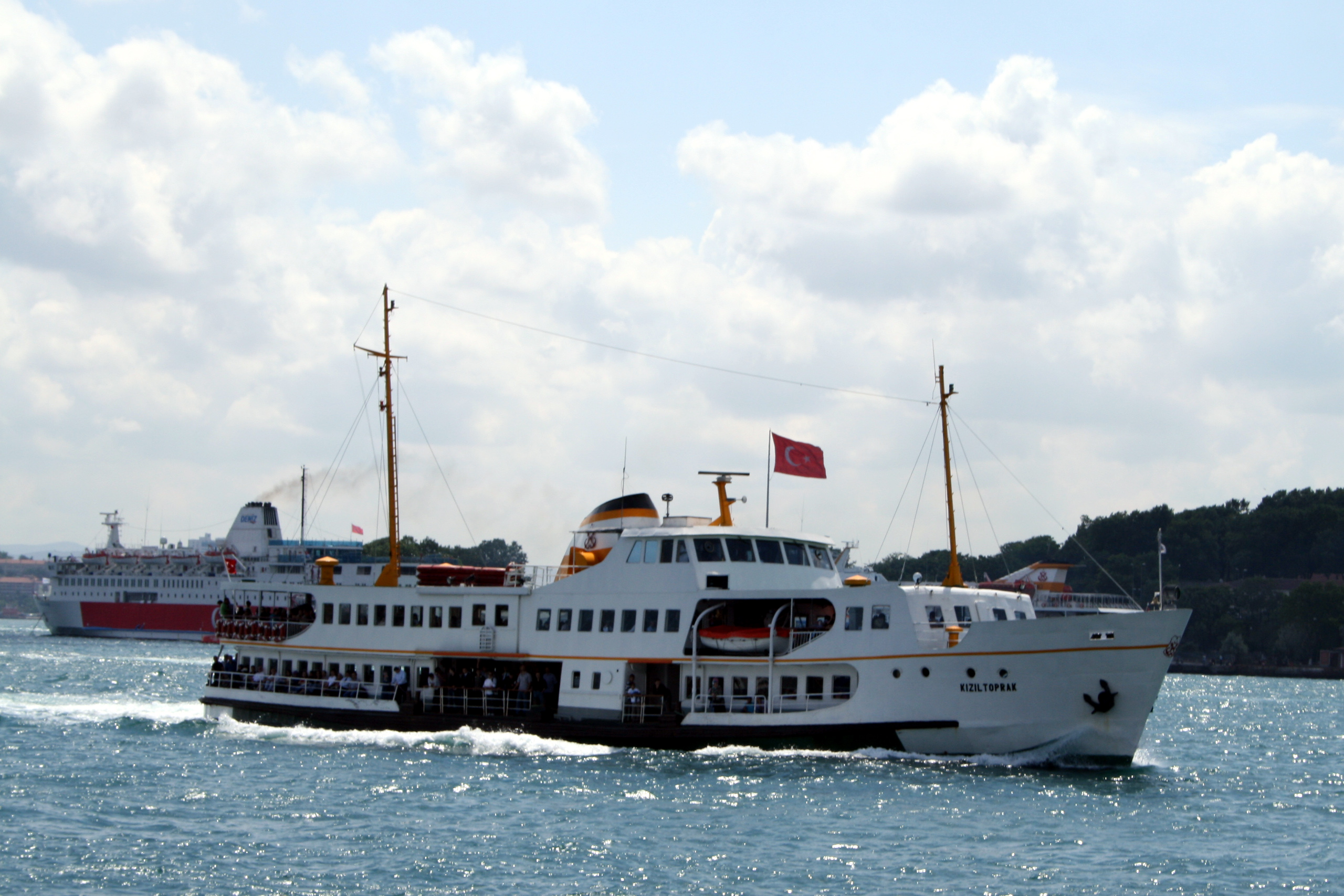
Traghetti per pendolari operano sul Bosforo dal 1837.

Il trasporto navale è stato in passato fondamentale per Istanbul, in quanto la città è praticamente circondata dal mare su tutti i lati: il Mar di Marmara, il Corno d'Oro, il Bosforo e il Mar Nero. Molti cittadini vivono nella parte asiatica della città ma si spostano per lavoro in quella europea (o viceversa) e prima della costruzione dei tre ponti, della linea Marmaray e dell'Eurasia Tunnel, dedicato al traffico automobilistico, i traghetti rappresentavano la spina dorsale del trasporto di massa. Adesso l'importanza dei traghetti è molto diminuita, ma essi rappresentano sempre un mezzo per i pendolari, turisti e persone che hanno paura dei terremoti, e insieme con il catamarano ad alta velocità Seabus' (Deniz Otobüsü), formano anche il collegamento principale tra la città e le sponde del Bosforo e le Isole dei Principi.
I traghetti a vapore hanno fatto la loro prima apparizione sul Bosforo nel 1837 ed erano gestiti da aziende private. Il 1º gennaio 1851, una società di trasporto pubblico fu istituita dallo stato ottomano. Questa azienda ha operato fino ai primi anni della storia repubblicana dello stato per poi essere sostituita dalla Türkiye Denizcilik İşletmeleri (Linee Marittime di Stato). Dal mese di marzo 2006, i traghetti vengono gestiti dalla İstanbul Deniz Otobüsleri.
Il porto di Istanbul è il più importante del paese. Il vecchio porto sul Corno d'Oro serve principalmente per la navigazione privata, mentre quello di Karaköy (Galata) è utilizzato dalle navi da crociera di grandi dimensioni. Esistono servizi di trasporti sia regolari sia di crociera per diverse città portuali del Mar Mediterraneo e del Mar Nero. Il porto mercantile principale di Istanbul si trova nel quartiere di Harem nella parte asiatica della città. Istanbul ha anche molti porti turistici di varie dimensioni per la navigazione privata.
In avanzato stato di progettazione è Kanal Istanbul, un canale fra il Mar di Marmara e il Bosforo che avrebbe un impatto ambientale devastante sulla città e la regione circostante.

### Ferrovie

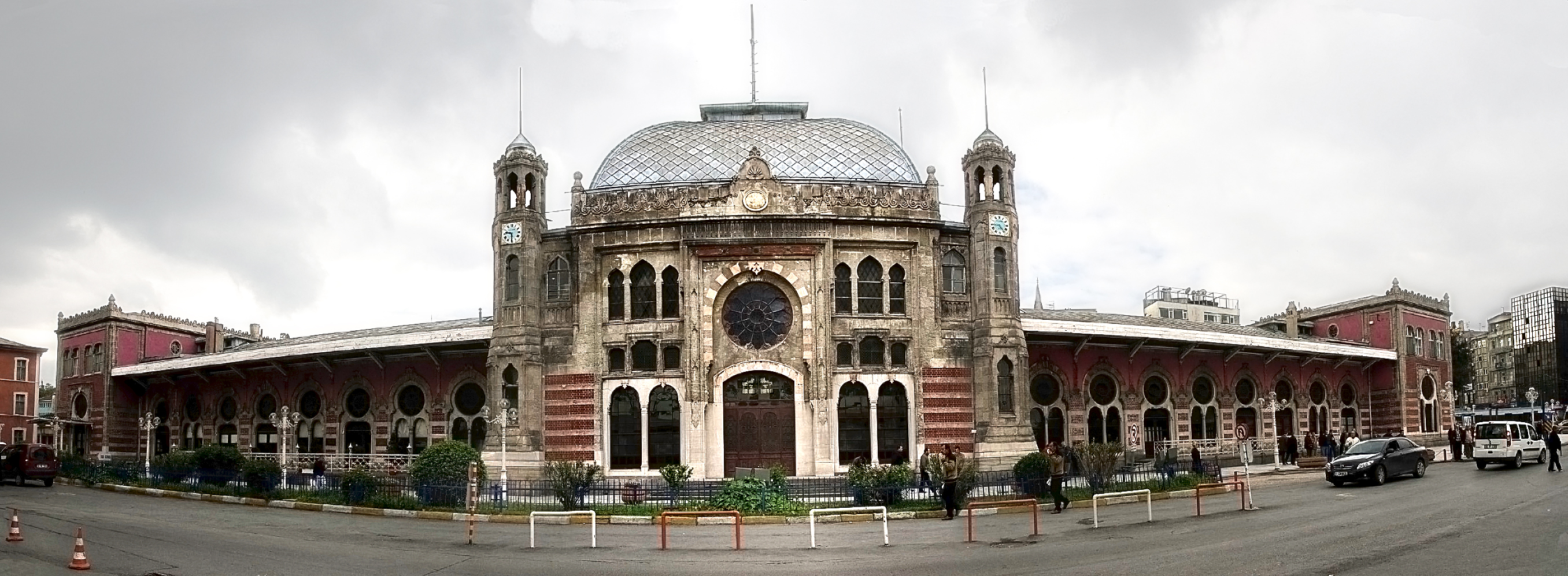
La stazione di Sirkeci è stata inaugurata nel 1890 come capolinea dell'Orient Express ed è attualmente chiusa.

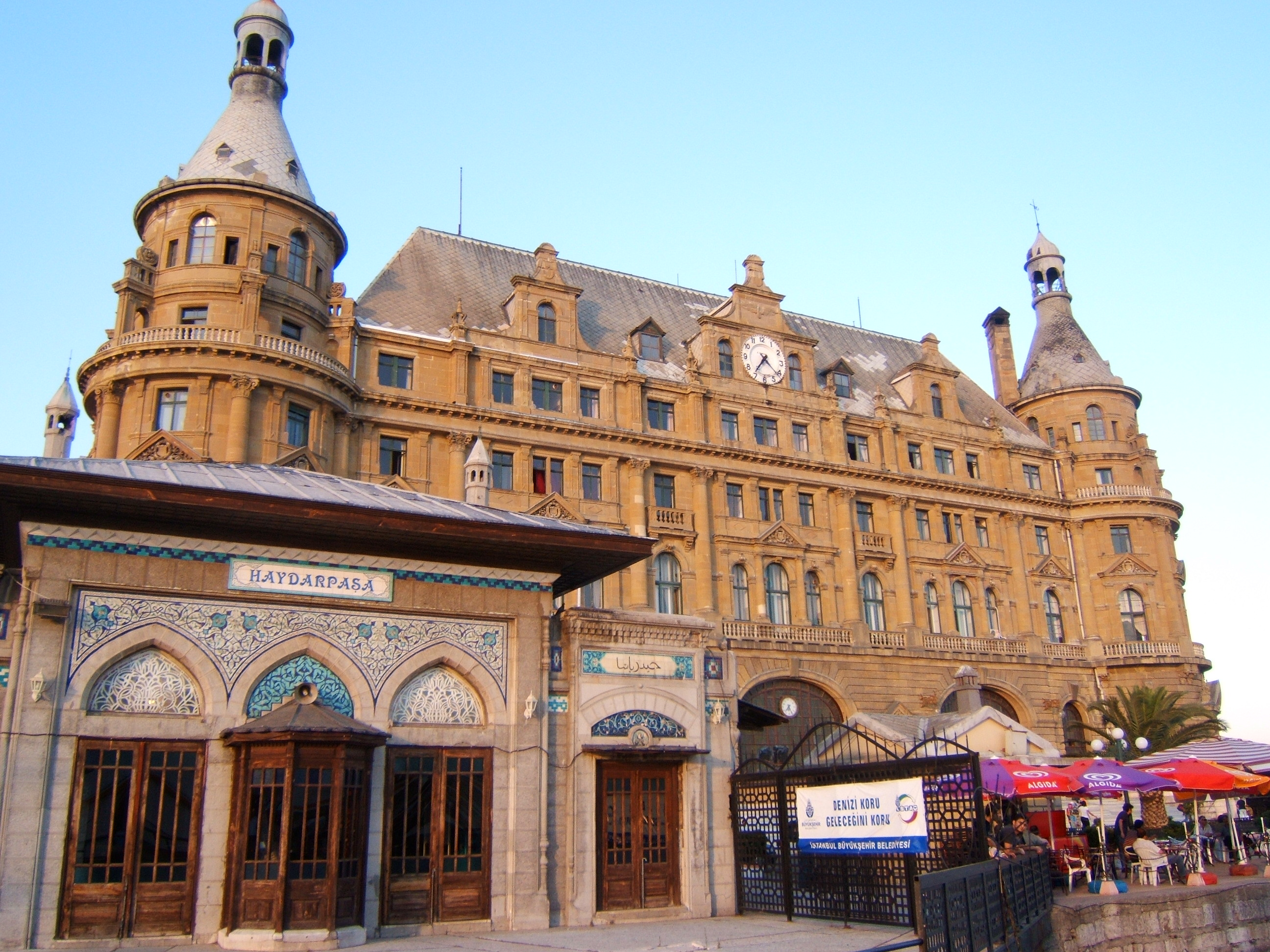
La stazione ferroviaria Haydarpaşa, già capolinea del traffico asiatico, chiusa nel 2012 e attualmente in via di riapertura.

Nel 1883, un imprenditore belga, Georges Nagelmackers, cominciò un servizio ferroviario tra Parigi e Istanbul, con una nave a vapore che trasportava i passeggeri da Varna a Costantinopoli. Nel 1889 la linea ferroviaria è stata completata collegando direttamente Istanbul a Bucarest, rendendo il viaggio via terra interamente possibile. Il percorso era conosciuto come Orient Express, reso ancor più celebre dalle opere di Agatha Christie e Graham Greene.
La Stazione di Sirkeci delle Ferrovie dello Stato turche (TCDD), che era stata originariamente aperta nel 1890 come capolinea dell'Orient Express, era il capolinea dei collegamenti ferroviari fra Istanbul e il resto d'Europa, i quali corrono lungo la linea Istanbul-Salonicco, in Grecia, ma è stata chiusa con l'entrata in funzione della linea Marmaray. I treni provenienti dall'Europa si fermano adesso alla stazione di Halkali, capolinea ovest di Marmaray.
Di là dal Bosforo, il Terminal Haydarpaşa, sulla sponda asiatica, serviva la linea per Ankara (anche la ferrovia ad alta velocità Istanbul-Ankara) e per altre città dell'Anatolia, ma è stato anch'esso chiuso dopo l'apertura di Marmaray. Le reti ferroviarie sui lati europei e asiatici sono collegate dal tunnel sottomarino di collegamento del progetto Marmaray. La stazione ferroviaria di Haydarpaşa è stata chiusa per lavori di restauro. I servizi ferroviari in partenza da qui vengono effettuati dalla stazione ferroviaria di Halkalı e dalla stazione ferroviaria di Söğütlüçeşme nella parte europea di Istanbul. I treni ad alta velocità in partenza dalla stazione ferroviaria di Istanbul Halkalı operano quotidianamente verso città metropolitane come Eskişehir e Konya, in particolare Ankara, la capitale della Repubblica di Turchia. Il percorso più popolare utilizzato in questa linea ferroviaria è il servizio ferroviario ad alta velocità tra Istanbul e Ankara. La lunghezza della linea ferroviaria, che effettua 12 corse al giorno, è di 623 km. Il viaggio in treno dura circa 4,5 ore.
Due linee ferroviarie suburbane (Banliyö Treni) univano il centro della città alla periferia: la prima correva lungo la sponda del Mar di Marmara tra la stazione centrale della parte europea, il Terminal di Sirkeci, e il sobborgo di Halkalı a ovest del centro della città, con 18 stazioni lungo i suoi 30 km di lunghezza. La seconda correva nella parte anatolica, dal terminal ferroviario di Haydarpaşa sino a Gebze all'estremità orientale della conurbazione. 720.000 passeggeri utilizzavano le linee ferroviarie urbane sul lato europeo della città ogni giorno. Le due linee, opportunamente ammodernate, fanno parte adesso della linea Marmaray.

### Tram
Il primo tram è entrato in servizio a Istanbul il 3 settembre 1869 fra Tophane e Ortaköy. La rete tranviaria di Istanbul è stata ampliata negli anni successivi.
Un tram veloce (T1) è entrato in servizio nel 1992 nella parte europea della città. La linea ha 24 stazioni su una lunghezza di 14 km. Un intero viaggio dura 42 minuti. La capacità di trasporto giornaliera è di 155.000 passeggeri. Nel settembre 2006, una seconda linea di tram (T2) è stata aggiunta sempre in Europa, unendo Zeytinburnu a Bagcilar, ed è stata poi fusa con la T1. Altre due linee in Europa, la T4 (Topkapı - Mescid-i Selam, considerata pero' una metropolitana leggera) e la T5 (Eminönü - Alibeyköy Cep Bus Terminal) che nel primo tratto corre lungo il Corno d'oro, sono state inaugurate rispettivamente nel 2007 e nel 2021. Inoltre due cosiddette linee del tram nostalgico, la T3 e la T2, la prima in Asia e la seconda in Europa, provvedono al trasporto locale rispettivamente a Kadıköy e a Beyoğlu. È in costruzione una sesta linea di Tram (o metropolitana leggera), che collegherà la stazione di Kazlıçeşme e quella di Sirkeci utilizzando i binari dismessi della ferrovia suburbana di Istanbul.

### Funicolari

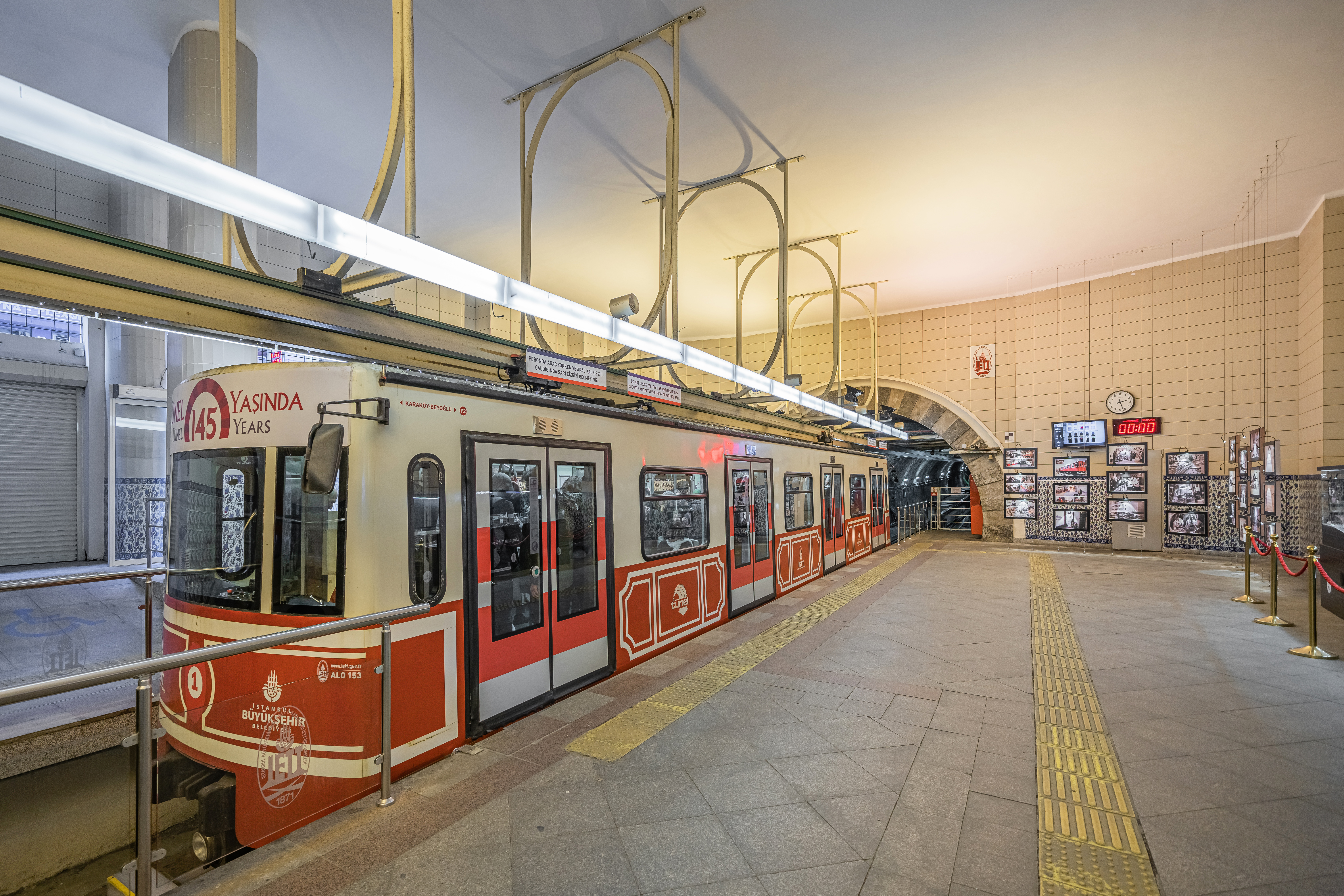
La storica stazione del Tünel a Karaköy.

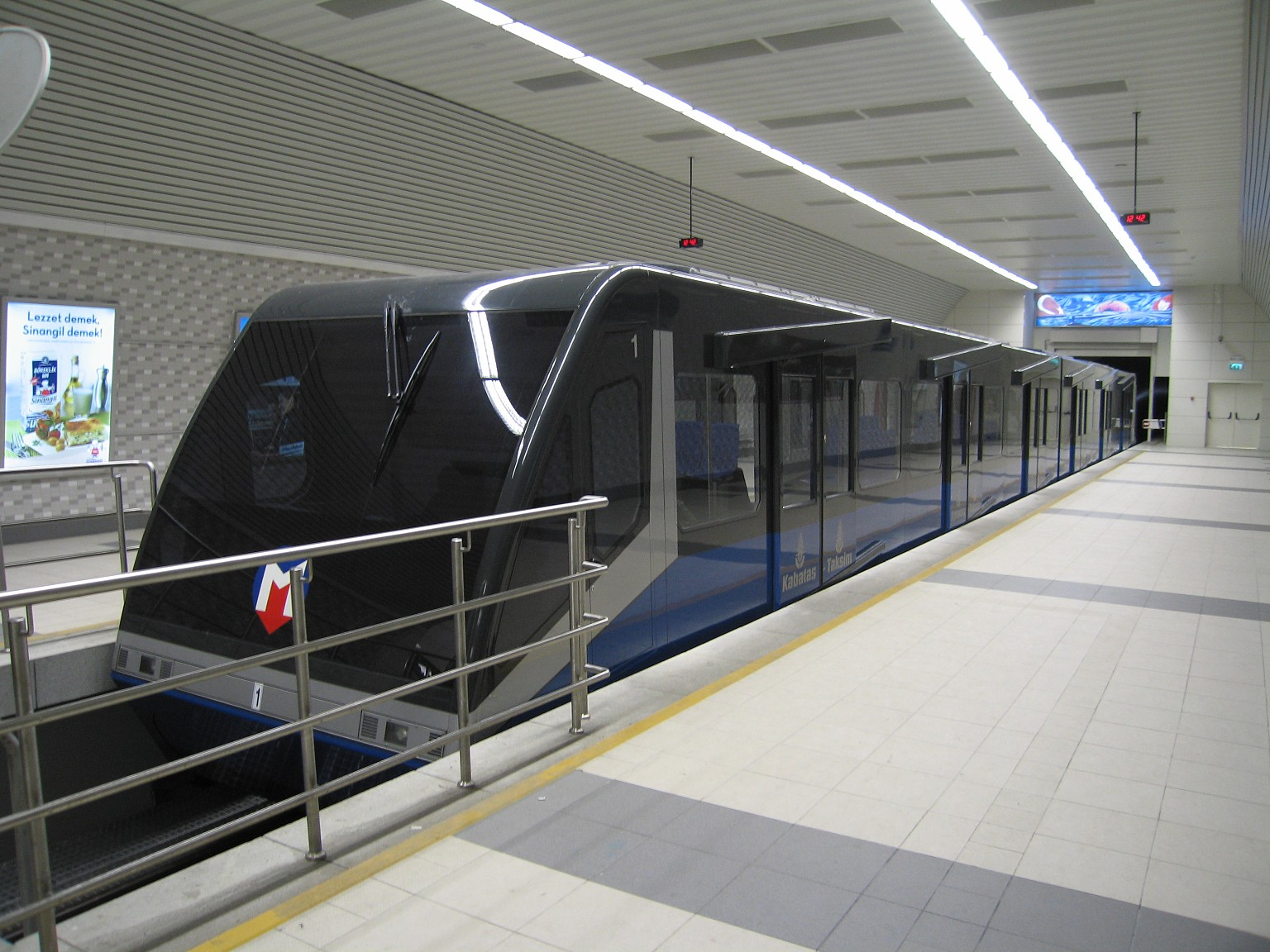
Funicolare moderna che connette il porto di Kabataş con la stazione della metropolitana sotto la Piazza Taksim.

Istanbul è servita da quattro funicolari sotterranee, di età e stile molto diverse. La più vecchia di queste linee è la F2, chiamata anche Tünel (letteralmente Tunnel). Inaugurata il 17 gennaio 1875, il Tünel è la seconda più antica linea ferroviaria sotterranea urbana nel mondo dopo la metropolitana di Londra (1863) e la prima linea ferroviaria sotterranea urbana in Europa continentale, anche se la prima linea della metropolitana completa con più stazioni dell'Europa continentale è stata la linea 1 della metropolitana di Budapest (1896). La linea Tünel è di 573 m di lunghezza e affronta un dislivello di 60 metri senza alcuna stazione intermedia. È in servizio permanente dal 1875. Il servizio è realizzato con due treni su di un unico binario che passano ogni 3,5 minuti e un viaggio dura 1,5 minuti. Ogni anno vengono realizzati 64.800 viaggi per un totale di 37.066 km l'anno, la linea Tünel trasporta 15.000 passeggeri al giorno.
Una seconda linea funicolare, la F1 Kabataş-Taksim, è entrata in servizio il 29 giugno 2006 e collega Kabataş e Taksim. La sua lunghezza è di circa 600 metri e sale a circa 60 metri in 110 secondi, portando 9.000 passeggeri al giorno.
La terza linea funicolare, la F3, conosciuta anche come Vadistanbul Skyrail, è una funicolare lunga 750 metri situata a Sarıyer, sul lato europeo del Bosforo, ed è stata inaugurata il 29 ottobre 2017.
La quarta funicolare, la linea F4, è una funicolare lunga 850 metri situata a Beşiktaş, anch'essa sul lato europeo del Bosforo. Essa è stata inaugurata il 28 ottobre 2022.

### Ferrovia leggera
La ferrovia leggera di Istanbul è un semplice sistema di trasporto ferroviario composto da due linee, che corrono nella parte europea della città. La prima linea (M1) è entrata in servizio il 3 settembre 1989 tra Aksaray e Kartaltepe. La linea è stata successivamente sviluppata fino a raggiungere l'aeroporto Atatürk il 20 dicembre 2002. L'altra linea (T4) è stata inaugurata nel 2007 tra Edirnekapi e Mescid-i Selam. Le due linee sono completamente separate dal traffico automobilistico, senza passaggi a livello e hanno un percorso sotterraneo di 10,4 km.

### Metropolitana

Mappa della rete ferroviaria di Istanbul (non comprese alcune delle linee di metropolitana attualmente in costruzione) a fine 2022.

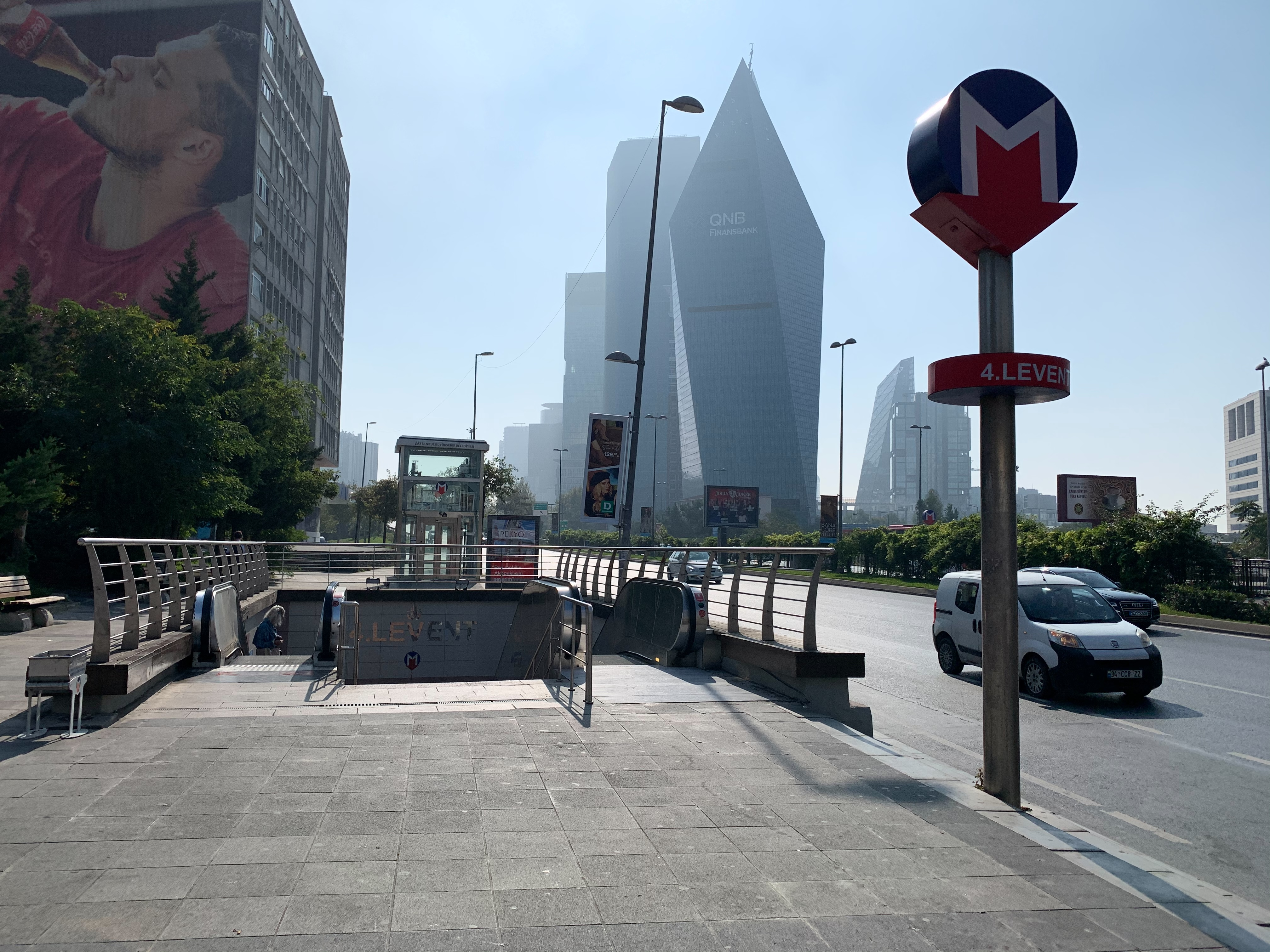
La stazione 4. Levent (linea M2) della metropolitana di Istanbul, nella parte europea della città.

La Metropolitana di Istanbul nel gennaio 2023 comprendeva undici linee: quelle denominate M1ᴀ, M1ʙ, M2, M3, M6, M7, M9 e M11 si trovano sul lato europeo del Bosforo, mentre le linee M4, M5 e M8 sono sul lato asiatico.
La rete, ad eccezione della linea M11, è gestita da Metro İstanbul, un'impresa pubblica controllata dalla municipalità metropolitana di Istanbul. La sezione più antica della metropolitana è la linea M1, inaugurata nel 1989; il sistema contava a gennaio 2023 135 stazioni in servizio, altre 81 in costruzione e 1 stazione appaltata.
A causa della geografia unica e difficile di Istanbul, città divisa dallo stretto del Bosforo, le reti europee e asiatiche non si collegano direttamente, ma dal 2013 sono collegate tra loro attraverso la linea B1, chiamata anche Marmaray. Tre linee della metropolitana sono in costruzione sul Lato asiatico: M10 (Pendik Merkez-Fevzi Çakmak), M12 (60. Yıl Park-Kazim Karabekir) e M14 (Altunizade-Kazim Karabekir) e i lavori di estensione su M1ʙ, M3, M4, M5, M7, M9 e M11 sono in corso.
Oltre che con Marmaray (che collega le linee sul lato europeo e asiatico della città) il sistema è collegato con le linee funicolari F1, Tünel (F2) e F4 e con la rete di superficie delle linee tranviarie T1, T4 e T5.

### Ferrovia suburbana
La linea B1, chiamata originariamente Marmaray (comprendente un tunnel ferroviario sotto il Bosforo) lunga 76,6 km, espleta il collegamento urbano e suburbano fra le zone asiatiche e quelle europee della città lungo il Mar di Marmara. La linea è stata inaugurata il 12 marzo 2019.

### Funivie
A Istanbul sono in esercizio due funivie a gondola, entrambe sul lato europeo. La TF1, detta anche Gondola di Maçka, è situata nel quartiere di Harbiye, nel distretto di Şişli. Essa opera tra Maçka e Taşkışla ed è entrata in servizio l'11 aprile 1993. La TF2, detta anche Gondola di Eyüp, è situata nel distretto di Eyüp. Inaugurata il 30 novembre 2005, la linea serve la collina di Piyerloti partendo da Eyüp lungo la costa del Corno d'Oro.

### Metrobus
Il Metrobus di Istanbul è una linea di Bus Rapid Transit lunga 50 km con quarantaquattro stazioni che percorre l'anello stradale da Avcılar a Zincirlikuyu passando per il Ponte sul Bosforo sino a Söğütlüçeşme, unendo cosi' Europa e Asia, e usando corsie dedicate per gran parte della tratta. La prima sezione ha aperto nel 2007 dopo 2 anni di lavori e trasporta quotidianamente 800.000 persone.

## Amministrazione

### Gemellaggi
Europa
- Atene[129]
- Firenze[129]
- Odessa[129]
- Parigi[129][130] (partenariato)
- Plovdiv[129]
- Praga[129]
- Rotterdam[129]
- San Pietroburgo[129]
- Sarajevo[129]
- Skopje[129]
- Stoccolma[129]
- Strasburgo[129]
- Venezia[129]
- Varsavia[129]
- Costanza[129][131]

Americhe
- L'Avana[129]
- Buenos Aires[129]
- Houston[129]
- Città del Messico[129]
- Rio de Janeiro[129]
- Toronto[129]

Asia
- Almaty[129]
- Amman[129]
- Beirut[129]
- Pusan[129]
- Damasco[129]
- Dubai[129]
- Esfahan[129]
- Giacarta[129]
- Ho Chi Minh[129]
- Gedda[129]
- Johor Bahru[129]
- Kabul[129]
- Karachi
- Kazan'[129]
- Lahore[129]
- Mary[129]
- Osh[129]
- Samarcanda[129]
- Shanghai[129]
- Shimonoseki[129]
- Xi'an[129]

Africa
- Il Cairo[129]
- Costantina[129]
- Khartum[129]
- Rabat[129]
- Lagos

## Sport

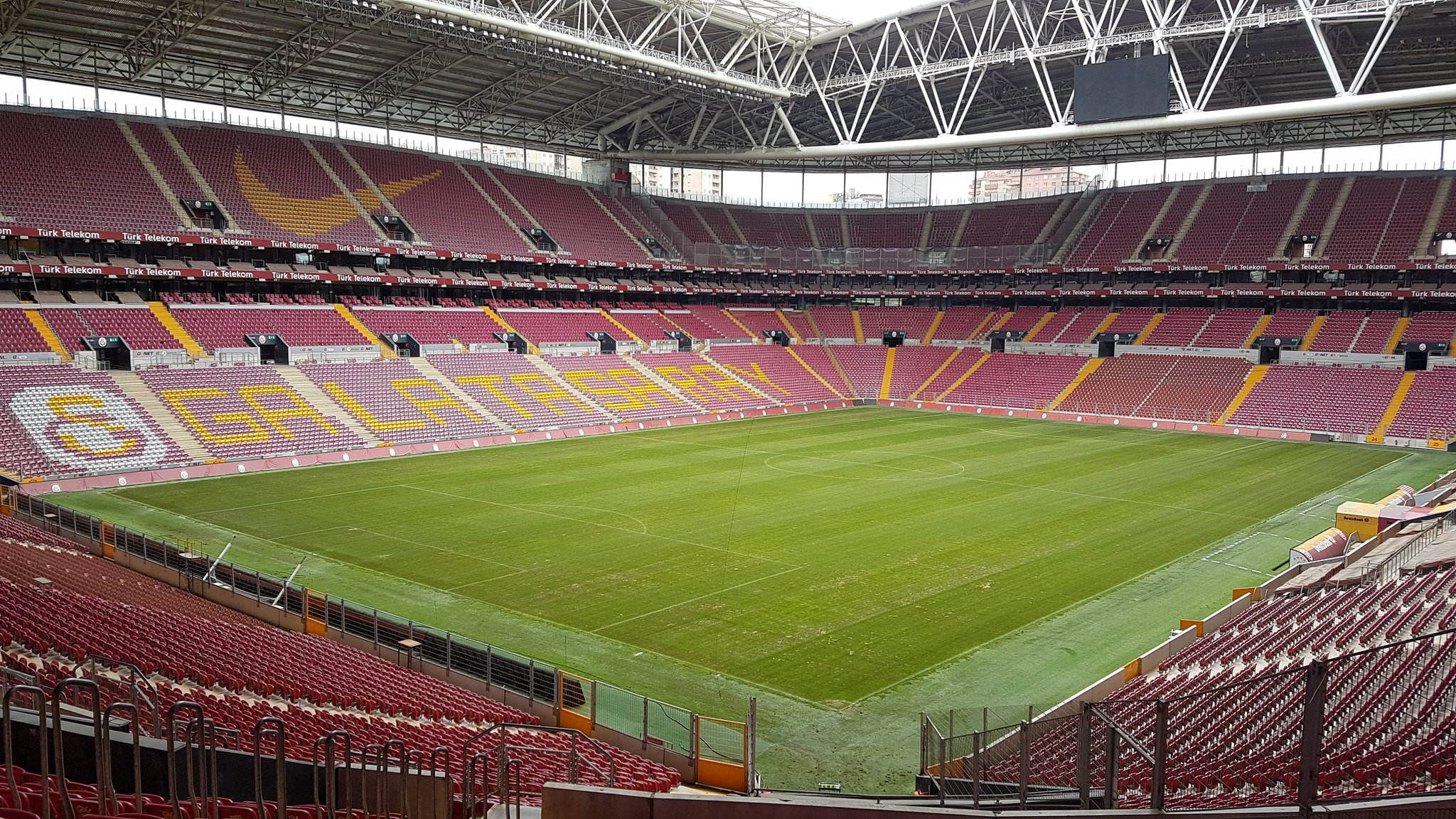
La Türk Telekom Arena, nuovo stadio del Galatasaray.

Durante il periodo romano e bizantino, gli eventi sportivi più importanti erano le corse sui carri di bighe e quadrighe, che si svolgevano presso l'Ippodromo di Costantinopoli, il quale poteva ospitare oltre 100.000 spettatori. Oggi, sport come calcio, pallacanestro, pallavolo e ippica sono molto popolari in città.
Nel calcio ricordiamo i club sportivi più importanti: il Galatasaray vincitore di 23 Campionati Turchi e che gioca allo stadio Türk Telekom Arena, il Fenerbahçe vincitore di 19 Campionati Turchi e che gioca allo Stadio Şükrü Saraçoğlu; il Beşiktaş vincitore di 16 Campionati Turchi e che gioca alla Vodafone Arena; il Kasimpaşa che gioca allo Stadio Recep Tayyip Erdoğan e il Başakşehir, vincitore di un campionato turco, che gioca allo Stadio Başakşehir Fatih Terim, oltre all'İstanbulspor, il Fatih Karagümrük e il Pendikspor, tutte partecipanti alla massima serie turca, la Süper Lig, mentre l'Eyüpspor, il Tuzlaspor e il Ümraniyespor giocano nella TFF 1. Lig, la seconda serie nazionale. Contando l'area metropolitana, nella contigua città di İzmit, possiamo contare per ultimo il Kocaelispor, vincitore di 2 Coppa di Turchia, e l'Izmitspor.
Nel basket, nella massima lega ci sono l'Efes Pilsen vincitore di 16 Campionati Turchi e 2 Eurolega, il Fenerbahçe vincitore di 10 Campionati Turchi ed una Eurolega, il Galatasaray vincitore di 5 Campionati Turchi e il Beşiktaş vincitore di 2 Campionati Turchi.
Nel Campionato di pallavolo ci sono il Vakıfbank, Fenerbahçe oltre alle sezioni del Galatasaray e Istanbul B.B.. 
Nel campionato femminile sono presenti: 
Eczacıbaşi, il Vakıfbank, Fenerbahçe, il Galatasaray e il Besiktas.
Le corse di cavalli si svolgono nell'ippodromo di Veli Efendi (l'antico Campus Tribunalium bizantino, dove l'esercito acclamava l'Imperatore).

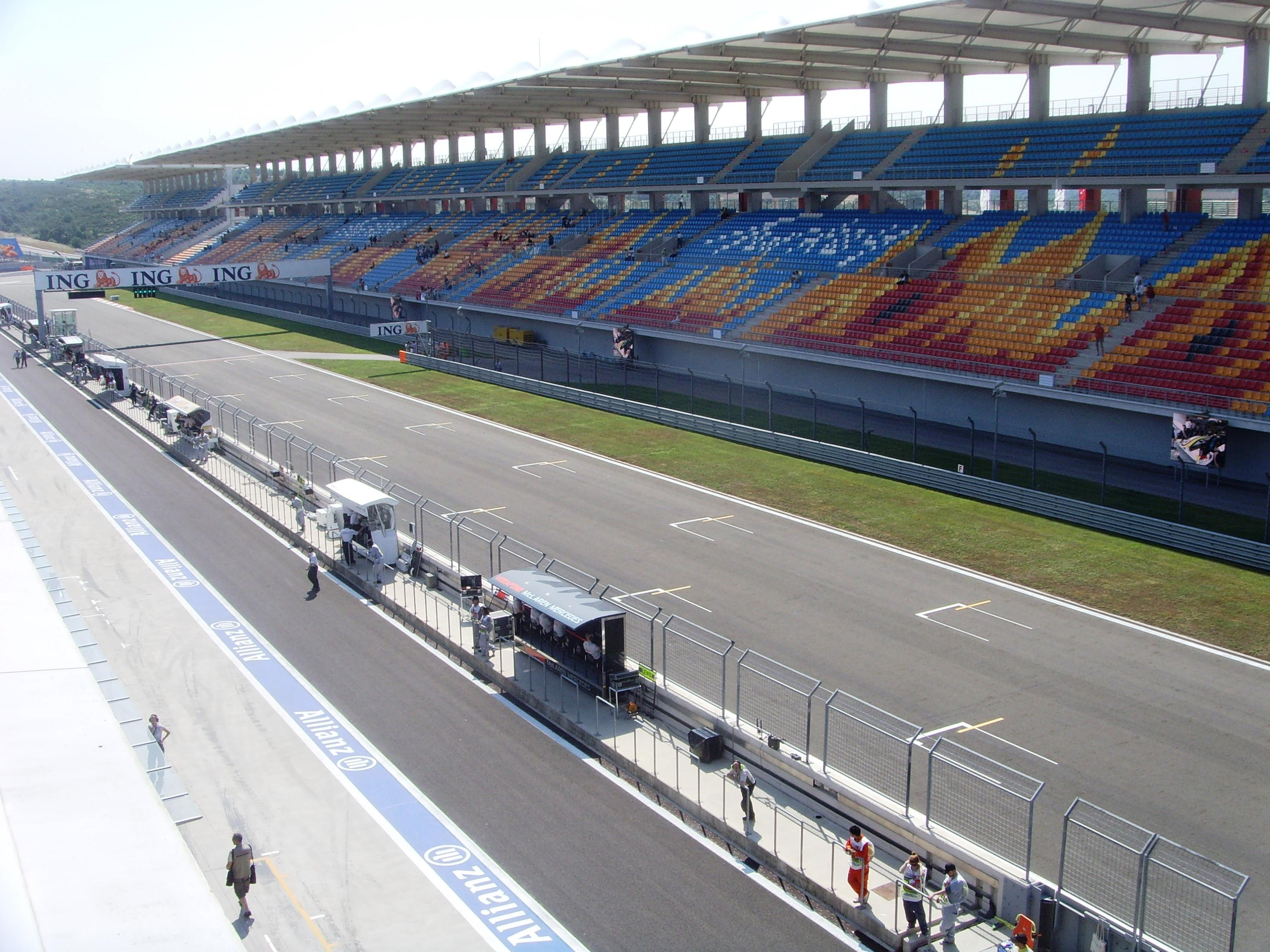
Il circuito di Istanbul Park.

Lo stadio Olimpico Atatürk è il più grande stadio polivalente della Turchia, classificato come 4 stelle dalla UEFA e di prima classe sede per l'atletica leggera, avendo raggiunto i più alti standard richiesti stabiliti dal Comitato olimpico internazionale. Lo stadio ha ospitato la finale della UEFA Champions League 2005 ed avrebbe dovuto ospitare la finale della UEFA Champions League 2020. Lo stadio Şükrü Saraçoğlu, casa del Fenerbahçe, è anch'esso un 4 stelle UEFA e ha ospitato la finale di Coppa UEFA 2009. Il Sinan Erdem Spor Salonu è una delle arene più grandi d'Europa, e ospita numerosi eventi sportivi.
Istanbul ospita numerosi eventi annuali motoristici come il Gran Premio di Turchia di Formula 1 (non più in calendario dal 2012), la MotoGP, il campionato del mondo turismo, la GP2 e la Le Mans Series 1.000 km presso il circuito di Istanbul Park. Di tanto in tanto Istanbul ospita anche la tappa turca del campionato del mondo formula 1 motonautica F1 sul Bosforo. Diverse le gare annuali di vela e yacht svolte sul Bosforo e sul Mar di Marmara. Il Corno d'Oro è sede di gare di canottaggio. Il 29 luglio 2006, Istanbul ha ospitato la quinta tappa dello spettacolare Red Bull Air Race.
Sport individuali come golf, equitazione e il tennis stanno guadagnando popolarità. Per l'aerobica e il body building, sono disponibili molti fitness club. In diversi centri cittadini si praticano le arti marziali e altre discipline orientali come l'Aikidō e lo Yoga.